# 서울 도심
서울 도심(서울 都心)은 옛 한양의 도성 안 지역을 중심으로 형성되어 온 대한민국 서울의 전통적인 도심이다. 속칭 사대문 안 또는 서울 CBD라고도 불리는 이 지역은 서울특별시의 행정계획 및 조례에 의해 관리되고 있으며, 2024년 기준으로 그 범위는 종로구·중구 일대의 옛 한양도성 안 지역에 동대문·서대문·남대문 등 성문 밖 상업지역 일부를 더한 것이다. 한편으로 이를 둘러싼 서울 종로구·중구·용산구의 3개 자치구(도심 3구)는 도심권이라 불린다.
서울 도심의 역사는 1394년 세워진 조선의 수도 한성부의 도성 내부 지역을 일컫는 한성부 성내 또는 '도성 안' 지역까지 거슬러 올라간다. 종각을 중심으로 육조거리의 관가와 운종가의 상업지역이 丁(정)자 형태를 이루며 유기적으로 긴밀하게 연결된 도성 안 지역의 도심부 공간은 조선 시대 내내 큰 구조적 변화 없이 계속되어 왔다. 그러나 일제 시대에 이 공간은 청계천을 경계로 하여 북측의 종로구와 남측의 중구로 강제 분할되었는데, 이는 북촌에는 조선인이, 남촌에는 일본인이 많이 거주한다는 고정관념에 영향을 받은 것이다. 그럼에도 불구하고 수백년에 걸친 도성 안 공간의 유구한 역사는 종로구와 중구 경계에 걸친 도심부 지역을 일컫는 지명을 필요로 했다. 해방 후 미군은 이곳을 '다운타운 서울'(Downtown Seoul)이라 불렀으며, 전후 재개발을 거치면서도 오늘날까지 서울 도심이라고 불리고 있다.
해방 후 서울 도심은 서울의 유일한 중심업무지구로서 사회 모든 분야에서 중심지 역할을 맡았음에도 현대적 재개발이 지연되며 인프라에 비해 상주인구가 과밀한 상태였으므로, 1970~80년대의 도심 재개발 정책은 주거와 상업지역이 혼재된 도심에서 주거 수요를 몰아낸 뒤 균질한 업무지구로 바꿈으로써 과밀을 해소하고자 했다. 그 목표를 겨냥한 대표적인 재개발 정책 중 하나인 도심 내 명문고교들의 강남 지역 강제이전은 도심 주거수요를 억제하는 동시에 학교 및 상주인구가 떠난 공간에 업무용 마천루를 공급하는 성과를 거두었다. 그 후 90년대에 들어 대한민국이 선진국으로 도약하며 관광수요를 끌어들이자, 도심 재개발에는 문화경관의 복원과 보전이라는 새로운 화두가 등장했다. 1990년대 조선총독부 청사 철거와 2000년대 청계고가도로 철거는 당대의 시대정신을 반영하는 상징적 정책으로, 그에 따라 정비를 거쳐 탄생한 광화문광장과 청계천은 오늘날 수많은 관광객을 끌어들이는 국가적 랜드마크가 되었다.
현대에도 서울 도심은 모든 분야에 걸쳐 고르게 높은 중심성을 지니며 각각의 분야별 중심성이 하나의 공간 안에서 자연스럽게 상호 작용하는 독특한 지리적 특성을 보여주고 있다. 서울 도심은 정치 1번지라 불리는 종로구를 품고 있으며, 만민공동회, 3·1운동, 4·19혁명, 6월항쟁, 촛불집회 등 근현대사의 손꼽히는 범국민적 시위들이 주최된 공간으로서 서울을 넘어 대한민국 전체의 정치사회 중심지로서 기능하고 있다. 또한 조선 시대부터 이어져 온 고궁과 종묘 등 문화재와 그 주변에 들어선 박물관 및 화랑들은 한국 고전문화의 중심지로서 서울 도심의 위상을 뒷받침한다. 한편으로 경제적 중심업무지구로서 서울 도심은 다른 업무지구에 비해 임대료가 가장 높은 수준이며, 이를 감당할 수 있는 금융, 법률, 언론, 외국계 대기업 및 귀금속 산업 등 고부가가치 산업이 주로 집적되어 있다. 서울 도심의 높은 종합적 위상은 오늘날에도 도심을 수많은 근로자, 시위대와 관광객 등 가지각색의 사람들이 모여드는 대한민국의 중심지로 만들어나가고 있다.

## 역사와 위상

### 조선 시대

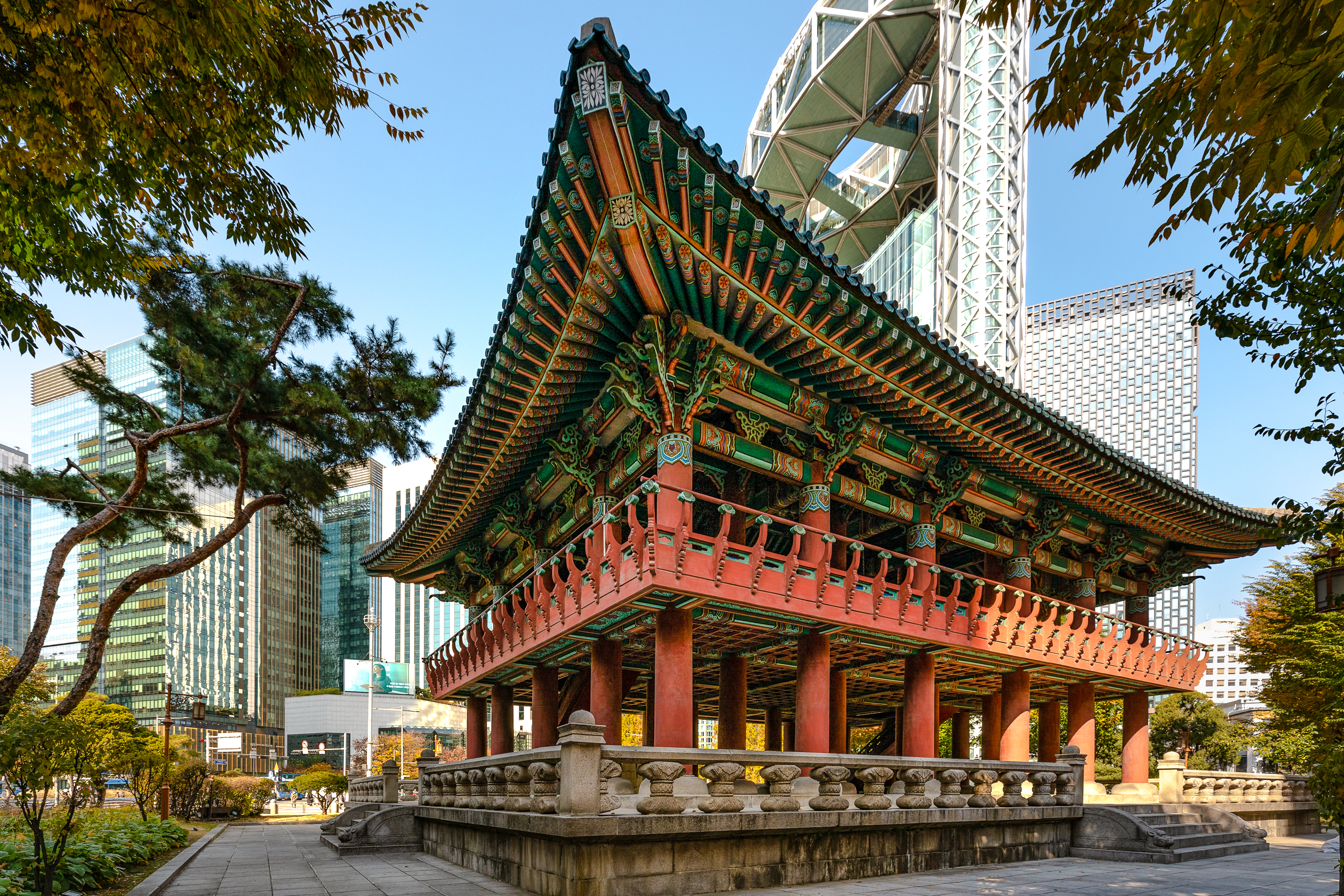
오늘날 종로1가 사거리의 동남측에 위치한 종각은 조선 시대에 운종가와 광통교가 맞물리는 상업지역의 중심이었다.

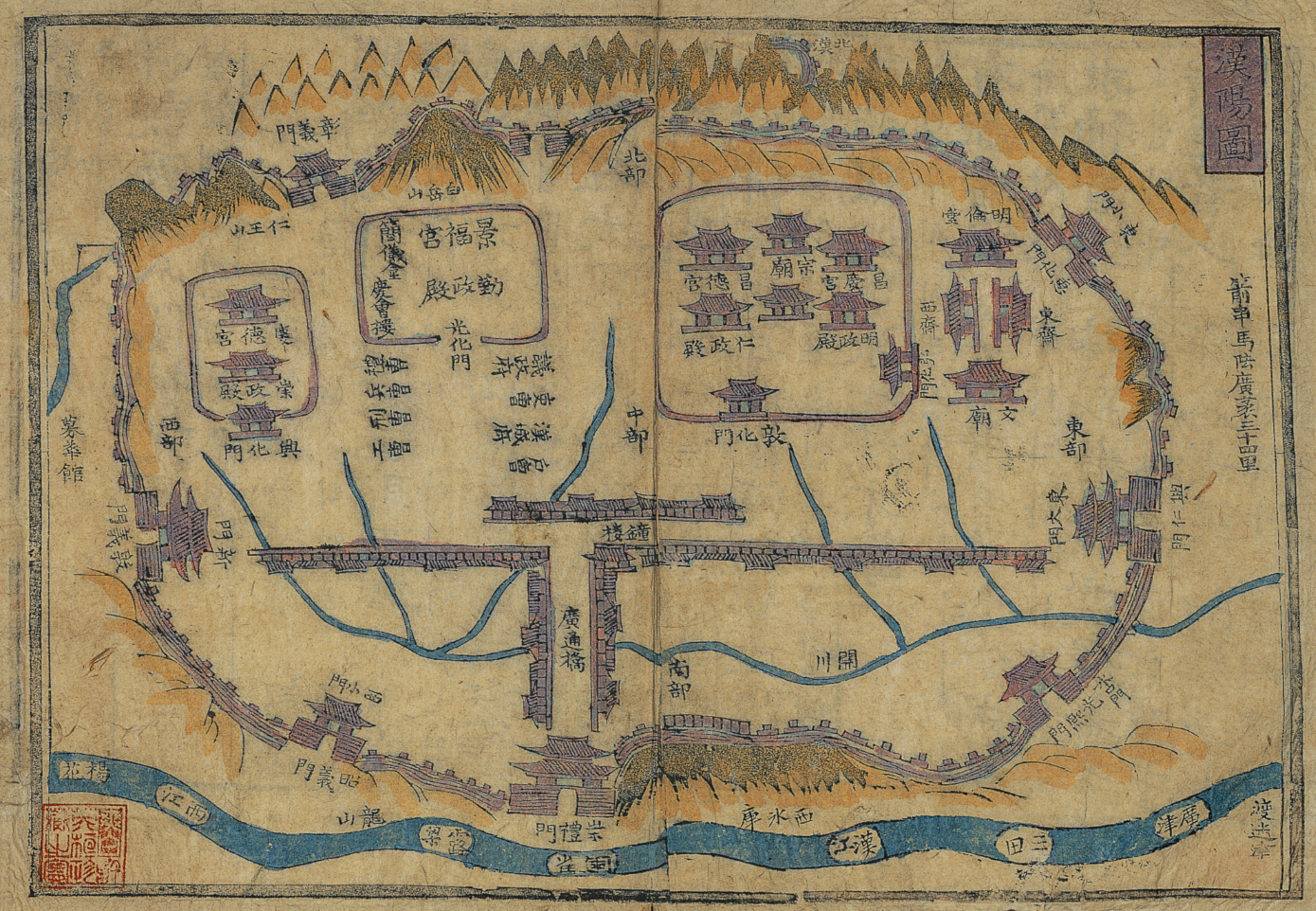
18세기 말 실학자 위백규의 '한양도'는 당대 한양의 도심부 상업지역이 운종가 및 광통교가 종각 주변에서 교차하는 '丁자 형태'의 구조로 발전했음을 보여준다.

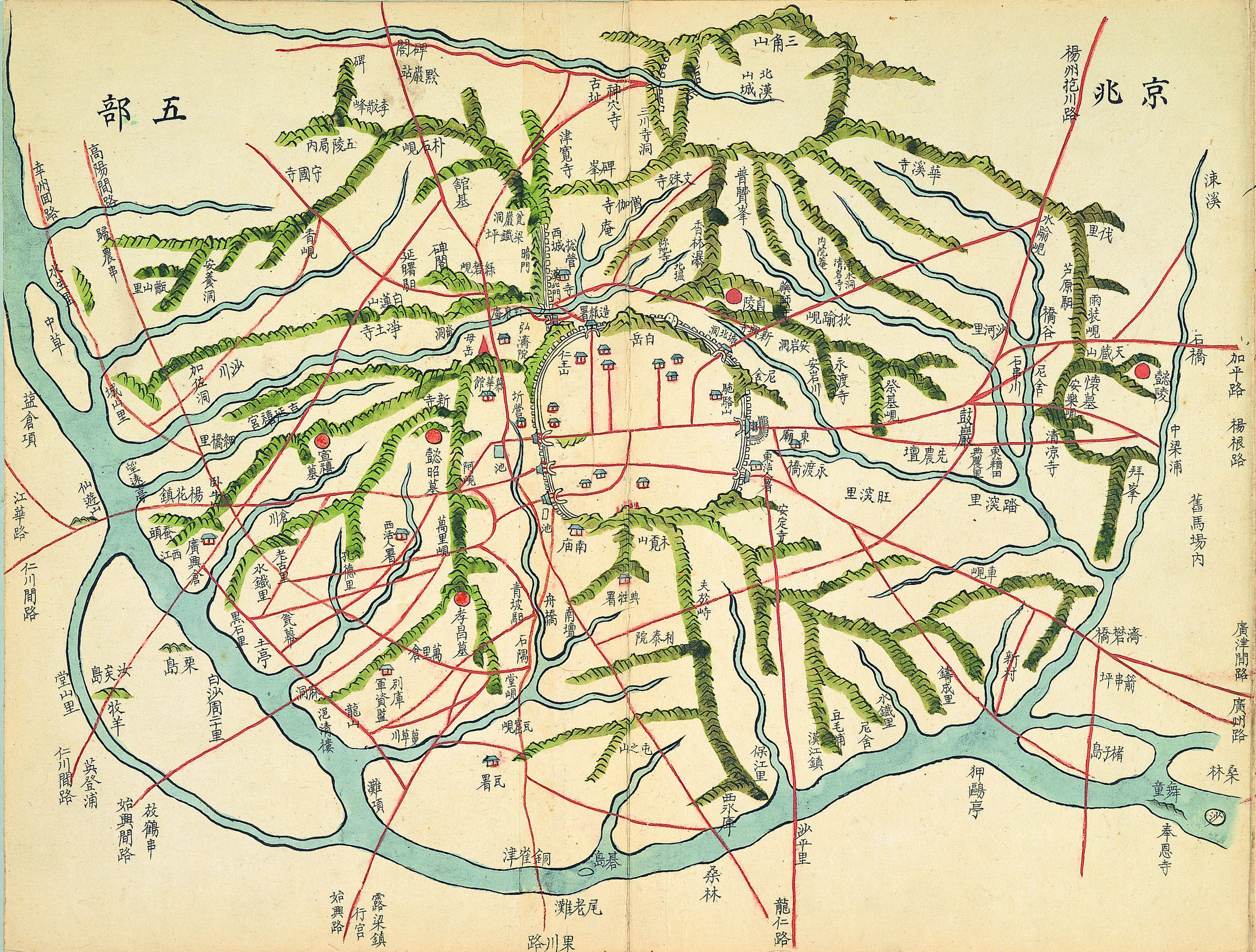
19세기 말 지리학자 김정호의 '경조오부도'는 당대 한성부의 도시화가 도성 바깥 성저십리까지 뻗어나갔음을 보여주는 동시에, 도성 안 지역 중심에 여전히 종각을 중심으로 하는 '丁자 형태'의 도심부 구조가 남아있었음을 보여준다.

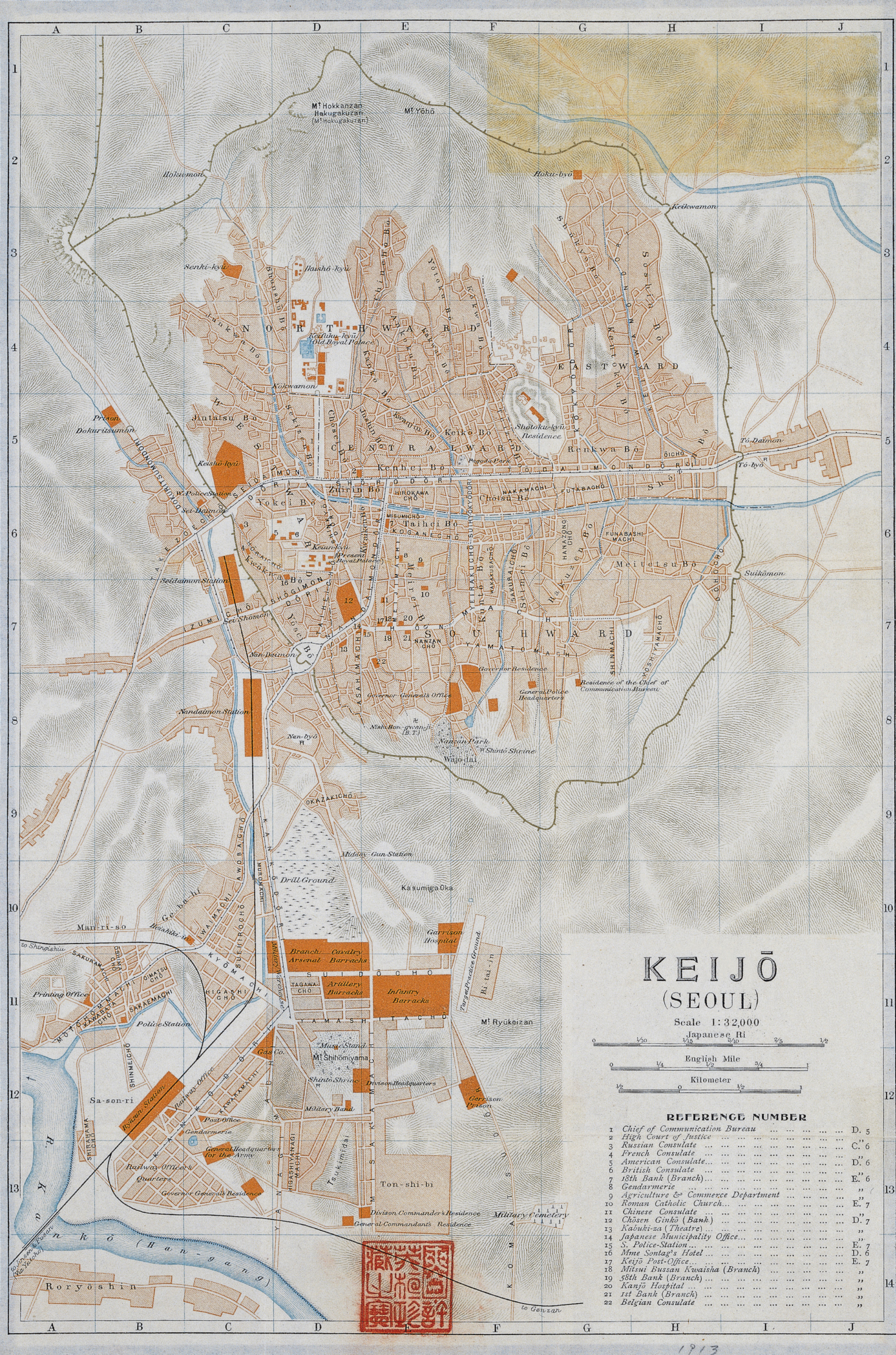
1913년 일본제국 철도원이 서양 관광객을 위해 발간한 경성부의 지도. 당시에도 서대문(Sei-Daimon)·서소문(Sei-Shōmon)·남대문(Nan-Daimon) 밖의 '삼문 밖'(三門外) 지역과 동대문(Tō-Daimon) 밖 지역의 도시화 수준이 도심부의 시가지에 필적할 정도로 조밀한 수준이었던 반면, 숙정문(북대문) 일대는 아예 지도에 표기조차 되어 있지 않으며 주변의 시가 역시 발달되어 있지 않음을 확인할 수 있다.

#### 한성부의 도심
서울 도심의 기원은 조선의 수도 한성부의 도성 안 지역에서 유래를 찾을 수 있다. 한성부는 유교의 도성 축조 원리에 따라 한양 지역에 터 잡아 지어진 전근대의 계획도시였다.
옛 유교경전 주례 고공기(考工記)의 도성 축조원리인 도성제에 따른 '좌조우사 면조후시(左祖右社 面朝後市)'의 원칙은 조선의 한성부 건설에서 비교적 잘 준수된 것으로 평가된다. 법궁인 경복궁에서 남쪽으로 바라보는 방향을 기준으로 좌측에는 종묘 제도(祖)에 따른 종묘가, 우측에는 사직 제도(社)에 따른 사직단이, 그리고 앞쪽에는 조정(朝)에 해당하는 육조가 놓인 육조거리가 설치되어 있었기 때문이다. 다만 경복궁의 뒷편은 오늘날 청와대 부지에 해당하는 곳으로서 당시에도 북악산에 밀접하게 닿아 있었으므로 '후시'(後市) 즉 법궁의 뒷편(後)에 시장(市)을 둔다는 원칙은 지켜질 수가 없었다. 이에 따라 조선은 궁궐의 뒷쪽이 아니라 앞쪽에 해당하는, 육조거리 남쪽의 보신각 근처에 운종가를 따라 공식 허가된 시장인 시전을 두었는데, 이는 정치의 중심인 경복궁 및 육조거리의 남측과 이어지며 조선의 도심부에 해당하는 정치 및 경제의 중심을 탄생시키기에 이른다.
운종가 및 광통교의 시전 행랑이 종각을 중심으로 맞물린 丁(정)자 형태의 상업지역이 육조거리의 관청가와 자연스럽게 연결되면서 탄생한 한성부 한양도성 내의 도성 안 지역은 임진왜란, 병자호란 등 두 차례의 큰 전란에도 불구하고 근본적인 구조가 바뀌지 않았다. 이 도심부 구조의 견고한 내성은 옛 한성부 성내 지역의 도심부가 궁궐의 왕정이 아닌 사대부 관료와 상업 계층을 중심으로 성장했음을 간접적으로 드러낸다고도 할 수 있다. 궁궐은 도성 안 지역의 상징적인 중심일 뿐, 실제의 중심은 시장(市)과 관청(朝) 이었던 것이다. 이는 동시대 청나라의 수도(도성) 북경의 자금성이 차지하던 도성 내 중심적 위상과는 큰 차이를 보이는 부분으로, 이에는 한양의 지반이 단단하여 전근대 공학으로는 옛 물길을 바꾸고 장방형의 도로를 정비하기 어려웠던 점, 조선은 유교에 기반을 둔 통치이념에도 불구하고 풍수지리 사상으로부터 상당한 영향을 받았던 점 등이 원인이 된 것으로 추정된다.

#### 한성부의 도시화
한성부의 도시화는 18세기 후반 상업발달에 힘입어 한양도성의 경계를 넘어 도성 밖 성저십리 지역까지 빠르게 뻗어나갔다. 오늘날 서울 도심 지역을 일컫는 말로 비교적 널리 쓰이는 표현인 '사대문 안'은 조선 시대에는 거의 쓰이지 않은 표현인데, 당시에는 사대문이라는 표현 자체가 불분명한 개념이었을 뿐만 아니라, '문'이라는 관념보다는 '도성'이라는 관념이 한성부 도성 안 도심부와 그 밖의 지역을 구분하는 선형의 문화적 경계로써 더욱 뚜렷한 상징으로 기능하고 있었기 때문이다. 조선 시대에 서울 도심부를 일컫는 표현으로 널리쓰인 단어는 '도성 안'으로 풀이될 수 있는 '성중'(城中) 또는 '성내'(城內)였다.
조선 시대에 서울의 성문들은 한양의 도심과 배후지를 구분짓는 선형의 경계가 아니라, 각각의 성문 주변에 자리한 도시화 지역을 일컫는 지명으로 쓰였다. 예를 들어 조선 초기부터 성저십리 지역은 동서축의 동부와 서부를 중심으로 경제적 중심이 발달했는데, 돈의문(서대문)·소의문(서소문)·숭례문(남대문) 바로 바깥에 긴밀하게 연결되어 발달한 상업 지역은 '삼문 밖'(三門外) 지역이라는 이름으로 불렸으며, 흥인지문(동대문) 바로 바깥의 도시화 지역에는 '동대문리'(東大門里)라는 명칭이 붙여지기도 했다. 삼문 밖 지역과 동대문 밖 지역은 일찍부터 다른 성저십리 지역에 비해 도시화 수준이 높았으므로, 면·리 등의 행정구역에 따르던 일반적인 성저십리 지역과 달리 조선 초기부터 한성부 오부 아래의 행정구역인 방(坊)에 따라 편제되었다. 이에 해당하는 지역으로는 돈의문 주변의 반석방(盤石坊)·반송방(盤松坊), 흥인지문 주변의 숭인방(崇信坊)·인창방(仁昌坊) 등 4곳이 있었다.

#### 한성부 도성 안 지역의 위상
도성 안 지역이 조선 사회에서 지니는 지리적 위상은 본래 조선 전기에 그곳이 수도의 중심부라는 정치·외교·군사 분야의 중심성으로부터 유래한 것이나, 조선 후기로 갈수록 경제·문화 분야의 중심성이 부각되었으며 그 중심성이 다른 모든 도시들을 압도할 정도였다는 점은 비교사적으로 특기할 만한 사실이다. 예를 들어 일본 에도 막부 시대에 제2도시 오사카는 제1도시이자 수도인 에도의 절반 정도 인구를 지니고 있었고 경제도시로서 기능을 수행했다. 반면 동시대 18세기 조선에서 제2도시 개성의 인구는 호구상 27,769명으로, 제1도시이자 수도인 한양의 인구가 호구상 189,153명이었던 것에 비해 20% 남짓에 불과한 인구를 지니고 있었다. 이러한 차이는 일본의 중앙집권적 지방행정체제가 상대적으로 늦은 시기에 갖춰짐으로써 수도의 중심성이 강하지 않았던 것에 기인한다.
그렇지만 조선의 수도 중심성은 비슷하게 중앙집권적 지방행정체제가 갖춰진 동시대 중국에 비해서도 높은 수준이었는데, 이는 18세기 이후 조선의 전반적인 도시화 수준이 동시대의 중국 및 일본에 비해 낮았으므로 조선의 국내 도시 간 위계에서 수도 한양이 지니는 상대적 위상이 오히려 더욱 높았기 때문이다. 비교사적으로 조선의 낮은 도시화율을 설명하는 원인으로는 지방에 거주하는 조선의 양반들이 그 지방의 도시(邑)에 거주하지 않았다는 점, 조선의 중앙집권적 지방행정체제가 실권 있는 지방 양반의 조세저항에 부딪히며 도시화의 정체를 유발했다는 점, 유교 이념으로 인해 상공업이 억제되었다는 점, 지형상 육상운송의 개선이 어려웠을 뿐만 아니라 중앙정부 역시 민란을 두려워하여 열악한 도로사정을 방치했다는 점 등이 거론되고 있다.

사실상 조선의 유일한 도시화 지역이자 고도화된 상업도시로서 한성부가 지니는 높은 상대적 위상은, 조선 후기에 한양과 그 밖의 지역을 서울(京)과 시골(鄕)로 구분하는 인식으로 이어졌다. 조선 후기의 실학자 다산 정약용이 가경 경오년(1810년)에 유배지에서 아들들에게 보낸 편지에는 수도 한양과 지방 사이의 문화적 간극이 드러나 있다.
중국은 문명이 일반화되어 궁벽한 시골이나 먼 산구석의 마을에 살더라도 성인도 될 수 있고 현인도 될 수 있다. 그러나 우리나라는 그렇지 못하여 도성의 문(都門)에서 몇 십 리만 벗어나도 태고의 원시 사회가 되어 있으니, 더구나 멀고 먼 외딴 곳이야 말할 게 있겠는가? … 나는 지금 이름이 죄인의 명부에 적혀 있으므로 너희들에게 우선은 시골집에서 숨어지내도록 하였다만, 뒷날의 계획은 오직 서울의 십 리 안(王城十里之內)에서 거처하는 것이다. 만약 가세가 쇠락하여 도성으로 깊이 들어가 살 수 없다면 모름지기 잠시 근교에 머무르며 과수를 심고 채소를 가꾸어 생계를 유지하다가, 재산이 좀 넉넉해지기를 기다려 도심의 중앙(市朝之中)으로 들어가더라도 늦지는 않을 것이다.

### 대한제국 시대

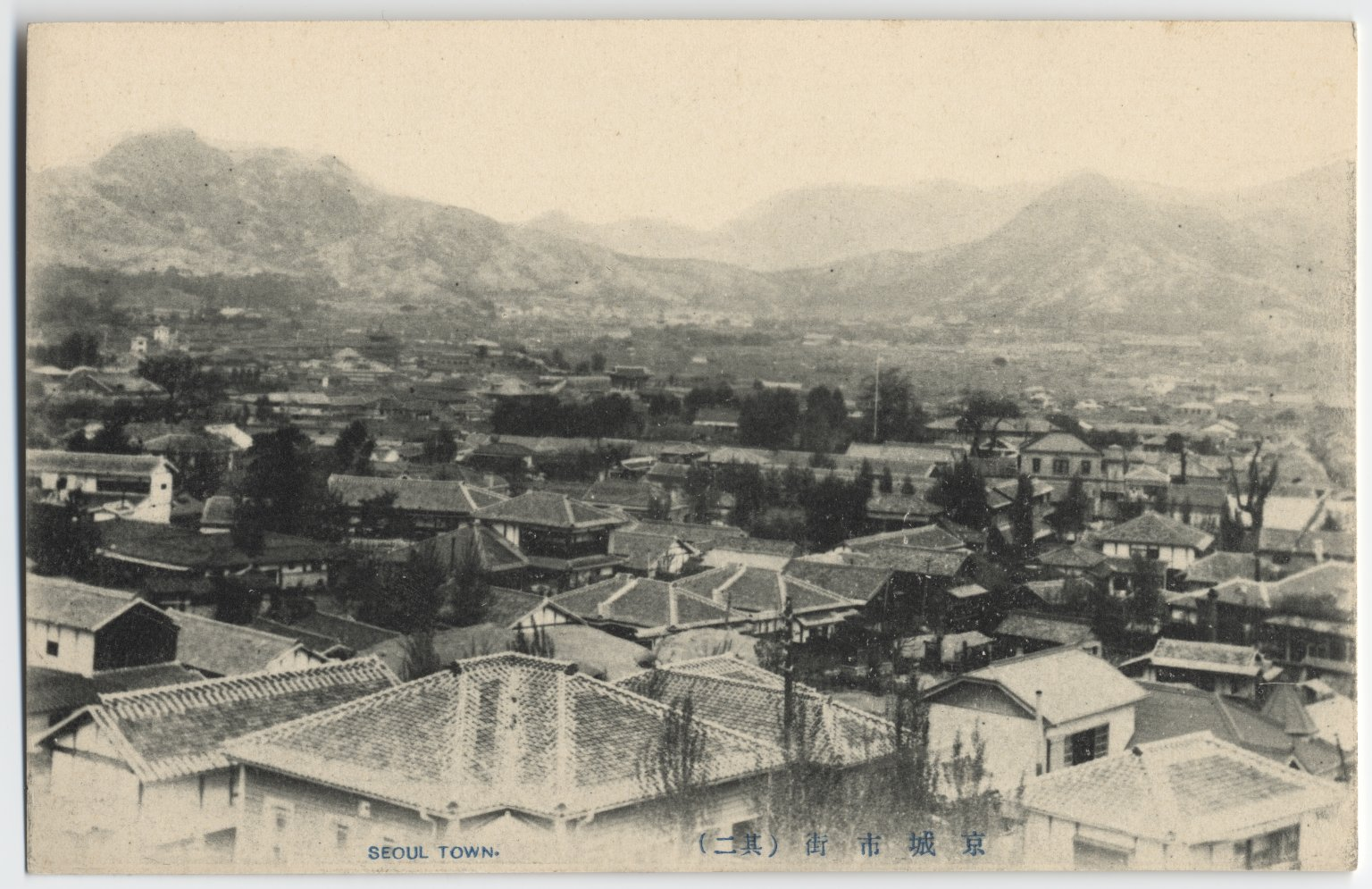
1904년 무렵 윌러드 디커맨 스트레이트가 촬영한 경성시가(京城市街)의 경관. 인왕산과 북악산 사이로 뻗은 옛 서울 도심의 경관이 나타나 있다.

조선 고종은 1895년에 한성부의 도로 정비를 개시하고, 1896년에는 종로구 인사동에 서울의 중심점 표지석을 세웠다. 대한제국으로의 칭제건원을 마친 후에 고종은 한성(漢城)을 '황성'(皇城)이라 이름을 바꾸어 불렀으며, 기존의 도성 안 도심부 구조에 중요한 변화를 추가했다.
본래 한성부 도성 안의 도로망은 법궁과 도성, 성문 및 왕이 행차하는 어가(御街)의 입지가 순차적으로 건설되는 과정에서, 어가가 법궁의 주된 출입구인 광화문으로부터 도성의 주된 출입구인 남대문으로 곧장 이어지지 못하고 육조거리를 따라 동서축의 운종가(종로)에서 막히는 구조를 이루고 있었다. 또한 남대문에서 광통교를 타고 남북축으로 올라오는 도로 역시 동대문과 서대문을 잇는 동서축의 운종가에 막혀 丁자 형태의 결절을 이루고 있었다. 이에 따라 한성부의 도로체계는 종로로부터 다른 도로들이 뻗어나가는 모습 아래에서, 동서축을 중심으로 하는 도로망 구조를 지니고 있었다.
그런데 고종은 을미사변과 아관파천을 겪으며 신변의 보호를 강화할 필요를 느꼈으므로, 주된 법궁(정궁)의 기능을 기존의 경복궁으로부터 각국의 외교공관들이 주변에 밀집한 명례궁(오늘날의 경운궁, 덕수궁)으로 옮겼다. 이를 계기로 고종은 경운궁을 중심으로 하는 도로망을 정비하고, 남대문 바깥에는 철도를, 도성 안팎에는 전차를 도입함으로써 경복궁, 경운궁과 남대문을 잇는 남북축의 교통망 구조를 황성의 도심부에 수립했다. 오늘날 경복궁 광화문으로부터 세종대로를 거쳐 남대문 밖 서울역까지 이어지는 거대한 교통의 흐름은 대한제국기에 그 씨앗이 처음 뿌려졌던 것이다.

### 일제 시대

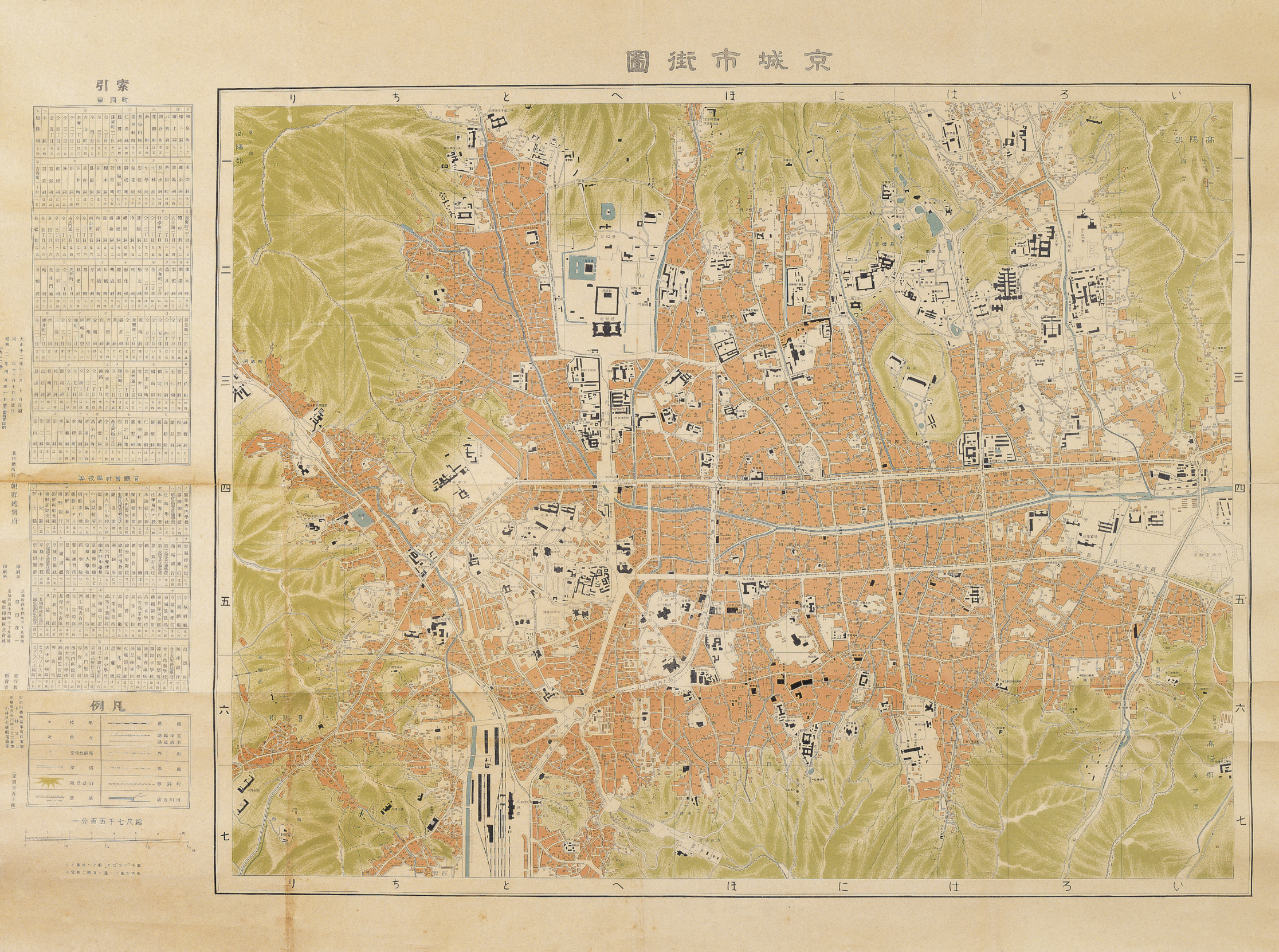
1920년대 조선총독부에 의해 제작된 경성시가도는 오늘날의 서울 도심에 해당하는 범위를 경성시가(京城市街)라 불렀다.

약 600년에 달하는 유구한 역사에 걸쳐 형성되어 온 도성 안 지역은, 일본 식민통치기에 경성시가(京城市街) 또는 경성 도심부라는 이름을 얻게 되었다. 이는 1910년대에 한성부가 경성부로 재편되는 과정에서 옛 성저십리 지역이 거의 대부분 탈락하고 한양도성 주변의 좁은 지역과 용산만을 포함하는 것으로 바뀌었기 때문이다. 1930년대에 다시 경성부 범위가 옛 성저십리 지역의 대부분을 포함하는 형태의 '대경성'으로 확장되기 전까지, 경성부는 도성 안 지역 및 용산만을 일컫는 매우 좁은 행정구역상 경계를 지니게 되었고, 이에 따라 '경성시가' 내지는 '경성 도심부'는 주로 용산을 제외한 옛 도성 안 지역을 일컫는 의미로 조선총독부에 의해 사용되어 왔다.

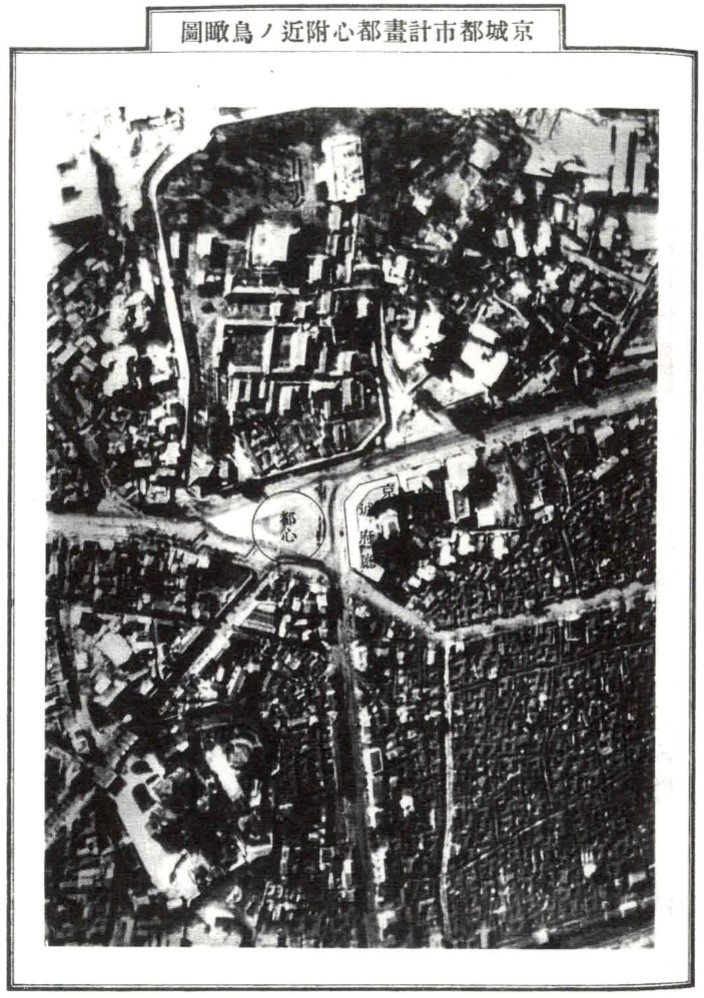
1928년 경성부청은 오늘날 서울광장에 해당하는 청사 앞 공간을 경성부의 도심(都心)으로 선언했다.

1940년대 식민통치 말기에 경성의 도심부는 청계천을 기준으로 하여 종로구와 중구의 두 행정구역으로 분할되었다. 일제의 구(區) 제도 시행에 따른 도성 안 지역의 분할은 조선 시대부터 이어져 온 유기적 도심부 구조에 큰 상흔을 남겼는데, 이는 종로구와 중구로의 분할이 조선인과 일본인을 구분 짓는 민족차별에 의해 추동되었기 때문이다. 조선 시대에 상류층은 궁궐과의 접근성이 높은 북촌에 주로 거주했으므로, 궁궐로부터 멀리 떨어진 남촌은 상대적으로 주거비용이 높지 않았고, 이에 구한말 일본인 거류민은 남촌과 용산 지역을 중심으로 집단 거주지역을 형성했다. 따라서 식민통치기에 경성부내 일본인은 북촌이 아닌 남촌을 중심으로 하는 개발정책을 요구했다. 중앙은행 역할을 맡은 조선은행, 증권거래소 역할을 맡은 조선취인소 등 식민통치기의 주요한 상업 건물들이 일본인에 의해 '혼마치'라 불린 청계천 이남 충무로 주변의 명동과 소공동 등에 자리잡은 것은 이러한 사정에 연유하고 있다. 반면 조선인은 도시화가 고도로 진행되는 남촌의 지가를 감당할 수 없어 상대적으로 개발이 더딘 북촌에 계속 머무르게 되었는데, 1920년대에 지어져 오늘날까지도 관광지로 유명한 북촌 한옥마을은 이러한 경성부 도심 지역 내 차별구조를 상징하는 조선인 집단 거주지의 한 단면이라고 할 수 있다. 그러나 경성부가 현대적인 의미의 아파르트헤이트를 실시했던 것은 아니므로, 실제로 통계상 관찰되는 조선인과 일본인의 분리거주 경향은 시간이 지날수록 오히려 약화되었다. 그럼에도 한번 형성된 심상지리는 고정관념으로 인해 쉽게 바뀌지 않고 경성부의 지방행정에 상당한 영향을 미쳤다.
다만 지방행정에 초점을 둔 경성부의 시각과 식민지 조선 전체의 경영을 초점에 둔 조선총독부의 시각이 언제나 일치했던 것은 아니었다. 경성부 일본인 거류민의 지역적 요구사항을 넘어, 조선총독부 전체의 시각에서는 옛 조선의 주요한 정치·문화적 경관을 흡수하는 것 역시 중요했기 때문이다. 경성부라는 지역을 관할하는 경성부 청사는 청계천 이남의 경운궁 앞에 지어진 반면, 식민지 조선 전체를 관할하는 조선총독부 청사가 청계천 이북의 경복궁과 육조거리 사이의 공간에 지어졌다는 사실은 식민지 조선의 중앙정부와 지방정부 사이에 벌어지는 정책적 관점의 차이를 잘 드러낸다. 이러한 차이는 결국 경성부 내 청계천 이남 지역의 본정(오늘날의 충무로)이 경제적 중심을, 청계천 이북 지역의 광화문통(오늘날의 세종대로 북측)이 정치적 중심을 상징하는 형태의 도시경관으로 이어지게 된다.

### 대한민국 시대

#### 1950년대~1960년대

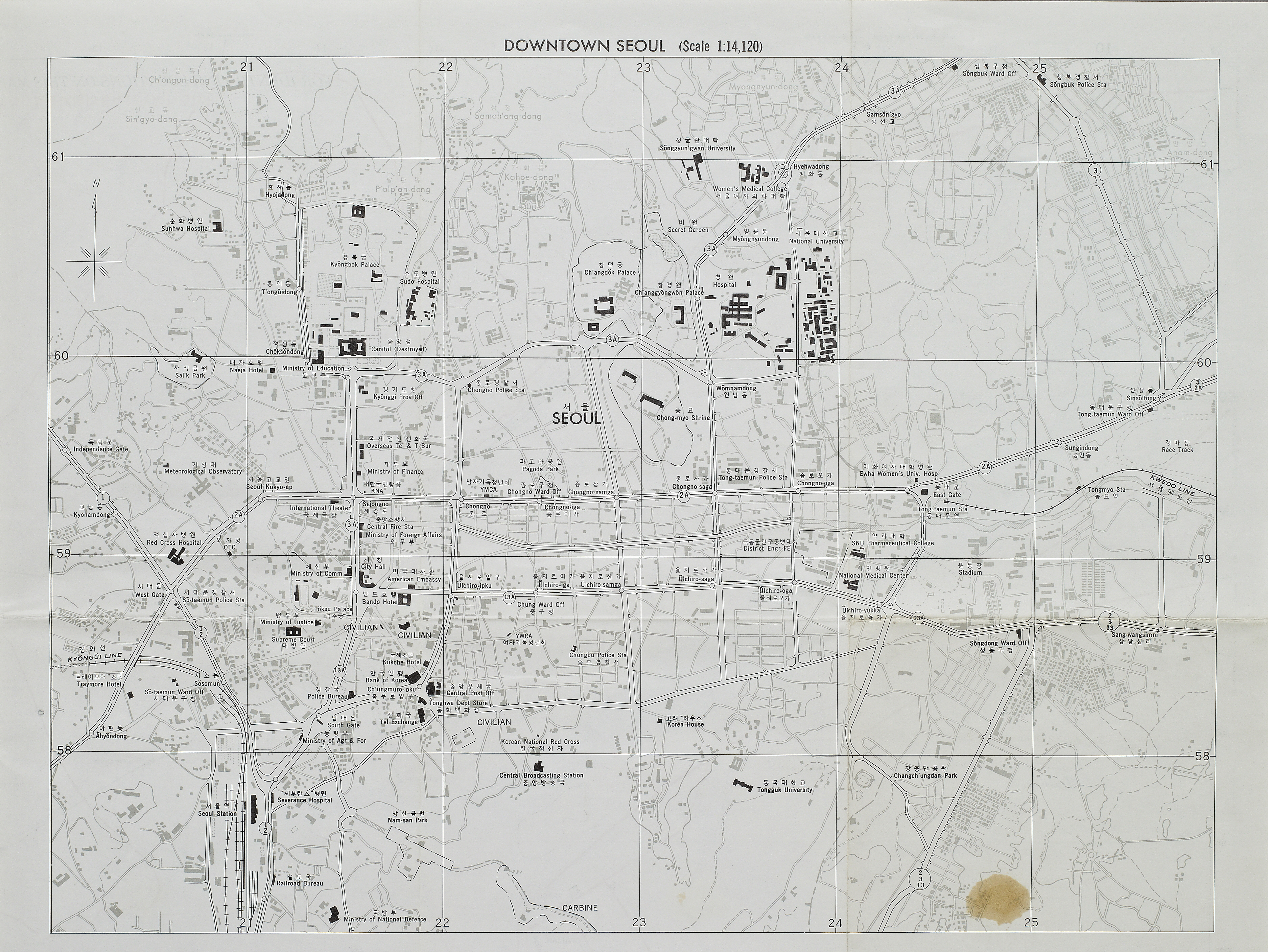
1950년 한국전쟁 무렵 미 육군 공병대 지도국(Army Map Service)에서 작성한 다운타운 서울의 지도

해방 후 미군에 의해 '다운타운 서울'(미국 영어: Downtown Seoul)이라 불린 서울 도심은 5년만에 한국전쟁이라는 전례 없는 비극을 맞이하게 되었음에도 비교적 큰 파괴 없이 경복궁, 종묘 등의 문화유산과 북촌 한옥마을 등의 옛 경관을 보존할 수 있었다.
서울 도심의 문화재 상당수가 한국전쟁 당시 폭격을 피할 수 있었던 이유는 명확히 규명되어 있지 않은데, 이에 대해 서울 시사편찬위원회 위원장을 역임한 서울시립대 손정목 교수는 그 이유에 관하여 확인되는 유일한 사료로써 1950년 당시 주일 한국대표부 공사였던 김용주의 회고록을 들고 있다. 회고록에서 김용주는 자신이 맥아더 장군에게 도심부의 문화재를 폭격하지 말아달라고 조언한 장본인이라고 주장했다. 실제로 맥아더는 1950년 북한군이 점령한 육상병력 거점이었던 용산 지역의 조차장 및 서울역의 철도 시설에 대한 폭격을 지시하면서도, 그러한 폭격 작전은 서울이라는 '도시 자체'에 대한 공격이 되어서는 안되므로, 당시로서는 아직 레이더에 비해 정밀도가 높았던 육안 관찰에 의한 폭격을 진행하라고 사령관에게 통보하였다. 그 결과 전후 1952년 서울의 주택별 피해상황 집계에 의할 때 철도 등 근대 교통의 주된 축이었던 중구와 용산구는 각각 전체 주택의 50 ~ 70%가 파괴될 정도로 피해가 두드러졌던 반면, 종로구는 단지 15% 가량의 주택만이 파괴되어 상대적으로 무척 적은 피해를 기록하게 되었다.
한편으로 도심 내 문화유산 보전은 폭격이라는 대전략의 차원 뿐만 아니라 전쟁 중 군인들의 개인적 노력으로부터도 도움을 받았다. 예를 들어 미국 육군포병학교를 졸업하고 중위로 한국전쟁에 참전한 제임스 해밀턴 딜(James Hamilton Dil, 1927–)은 북한군이 덕수궁에 집결했다는 사실을 보고 받았음에도 고궁의 파괴를 막기 위해 그들이 궁궐을 빠져나올 때까지 포격을 지연시켰다는 회고록을 남긴바 있다. 이 회고록은 1996년 국방군사연구소를 통해 출간되었으며, 대한민국 문화체육부는 그 공로를 인정하여 같은 해 그에게 감사패를 수여하였다.
서울 도심의 상당부분이 한국전쟁의 화마를 피할 수 있었다는 것은 축복인 동시에 난해한 과제를 남겼다. 이는 조선시대부터 누적되며 개발되어온 도심부의 혼잡한 지역구조가 거의 그대로 계속됨으로써 도시 재개발을 어렵게 만들었기 때문이다. 오랜 발달 역사 속에서 정리되지 않고 분산된 토지소유권은 재개발의 큰 장애물이었고, 전후 50년대의 서울시청에는 이를 해결할 자원이 부족했다. 어려운 나라사정 속에서 차일피일 미루어지던 도심부 재개발이 주목을 받게 된 계기 중의 하나는 1960년대 린든 B. 존슨 대통령의 방한으로 알려져 있다. 옛 서울이 무질서한 난개발상태 그대로 외국 방송에 보도되는 모습은 국내외 한국인에게 큰 당혹감을 야기했고, 이때에 도심부 재개발은 비로소 국가 의제로서 떠오르게 되었다. 도심 재개발을 촉진하기 위해 1960년대 후반부터 도입된 여러 법제와 도시계획들은 서울 도심 재개발을 향한 국가적 의지를 나타낸다고 할 수 있다. 그렇지만 당시의 대한민국은 아직 막 경제성장을 개시한 개발도상국으로서 도심 재개발이라는 막대한 자본이 소요되는 사업을 진행할 여력이 없었으므로 사업은 의제로만 거론될 뿐 본격적인 개발이 시도되지 못했다.

#### 1970년대~1980년대
서울 도심 재개발의 기회는 1970년대 고도성장기에 본격화된 뒤 80년대에 전성기를 맞이했다. 1986년 아시안게임과 1988년 하계올림픽은 서울 도심이 국가적 상징 장소로서 거듭나는 중요한 계기였다. 태평로의 코리아나 호텔, 퇴계로의 서울스퀘어, 세종로의 교보생명빌딩 등은 이 시대를 상징하는 도심 고층건물의 랜드마크라고 할 수 있다.
이른바 '남서울 개발'이라 불리는 70년대 강남과 여의도 지역의 대규모 개발사업은 서울 도심의 재개발과도 긴밀히 맞물려 있었다. 서울 도심 재개발의 주된 목표는 오랜 역사 동안 주거와 상업이 저층의 도시화 지역에 혼재되어 있는 무질서한 도심부 경관을 균질한 업무용 마천루 중심의 업무지구로 재편하는 것이었다. 1960~70년대에 유명했던 도심 내 종로3가, 무교동 일대의 환락가를 일소하는 정책은 저층부 상업지구를 전면 철거한 뒤 도로와 업무지구로 재개발하기 위한 정지작업이라고 할 수 있었다. 그 밖에도 예식장, 관광버스 업체, 자동차 매매 및 수리 관련 업체, 전자제품 및 기계공구 업체 등 업무지구로서 도심의 기능에 부적합하다고 판단되는 업종들은 예외 없이 도심 밖으로 쫓겨났다.
그러나 서울 도심의 현대적 재개발을 달성하기 위해서는 무엇보다도 600년에 걸쳐 계속되어 온 도심부의 주거수요, 즉 상주인구를 도심부 바깥으로 몰아냄으로써 저층 주거지역을 재개발할 필요가 있었다. 이 목표를 겨냥한 대표적인 사업이 바로 도심 내 명문고교의 강남 이전이었다. 본래 서울 도심은 최초, 최고의 근대적 교육기관이 즐비한 교육의 중심지이기도 했는데, 이곳에 다니는 학생의 숫자를 줄임으로써 그 부양가족의 주거수요를 함께 감소시키고자 했던 것이다.
이에 따라 경기고와 휘문고, 서울고를 필두로 하여 시작된 도심 내 명문고교들의 강남 이전은 동시대에 시행된 고교 평준화 정책과 연결된 거대한 정책 프로젝트였다. 고교 평준화 정책은 고등학교 진학 과정에서의 입학시험 실시를 금지했고, 반드시 정해진 학군 내에서만 무작위 추첨을 거쳐 고등학교에 배정되도록 하는 제도변화를 도입했다. 이는 경기고, 휘문고 등 오랜 전통과 역사를 지닌 명문고에 자녀를 보내기 위해서는 입학시험을 준비시킬 것이 아니라 그 주변으로 이사를 가서 추첨권을 얻어내야만 한다는 것을 의미했다. 고교 평준화 정책 및 명문고교의 강남 이전에 추진력을 받은 중산층 중심의 대규모 인구이동은 도심부의 급격한 인구감소와 도심 재개발의 성공 및 강남 지역의 성장으로 이어졌다. 또한 여러 명문고교의 강남 이전에 따라 도심부에 남은 학교부지 공간 그 자체도 서울 도심의 재개발에 큰 기여를 했다. 이전한 고등학교들이 남기고 간 부지의 전체 규모는 약 27헥타르에 달했고, 이들 중 상당 부분은 1980년대에 오피스빌딩으로 재개발되었다. 1976년에 종로구 계동에서 강남구 대치동으로 이동한 휘문고등학교 부지를 1986년에 재개발한 현대그룹의 계동사옥은 그 대표적인 상징이라고 할 수 있다.
한편으로, 당시 정부는 강남과 여의도를 단지 인구분산을 위한 고급 주거단지로 재개발하는 것만을 염두에 두지 않고, 이른바 '3핵 도시 구상' 아래 그곳에도 도심에 버금갈 수 있는 나름대로의 자족이 가능한 경제·문화기능을 부여하기를 원했다. 그에 따라 강남의 테헤란로, 영등포의 여의도 등에는 업무지구로서의 성장을 기대하는 여러 개발혜택이 부여되었다. 대법원 및 서울지방법원 청사의 서초 이전, 국회의사당의 여의도 이전 등은 그러한 정책적 의지를 드러내는 중요한 모습이라고 할 수 있다. 그럼에도 불구하고 오히려 이 시기 동안에 서울 도심은 중심업무지구로서의 고차원적 기능을 견고하게 발전시켜나갔는데, 이는 당시에 행정부 기능이 도심에 집적되어 있었을 뿐만 아니라, 그 본래의 풍부한 역사적 중심성으로 인해 명문고교들이 떠난 자리에 재개발된 오피스빌딩에 국내외 대기업들이 더욱 촘촘하게 모여들고 있었기 때문이다. 이러한 고차원적 중심성은 강남, 여의도 등 다른 업무지구에 비해 오늘날에도 서울 도심만이 지니는 독특한 성질로 평가받고 있다.

#### 1990년대~2000년대

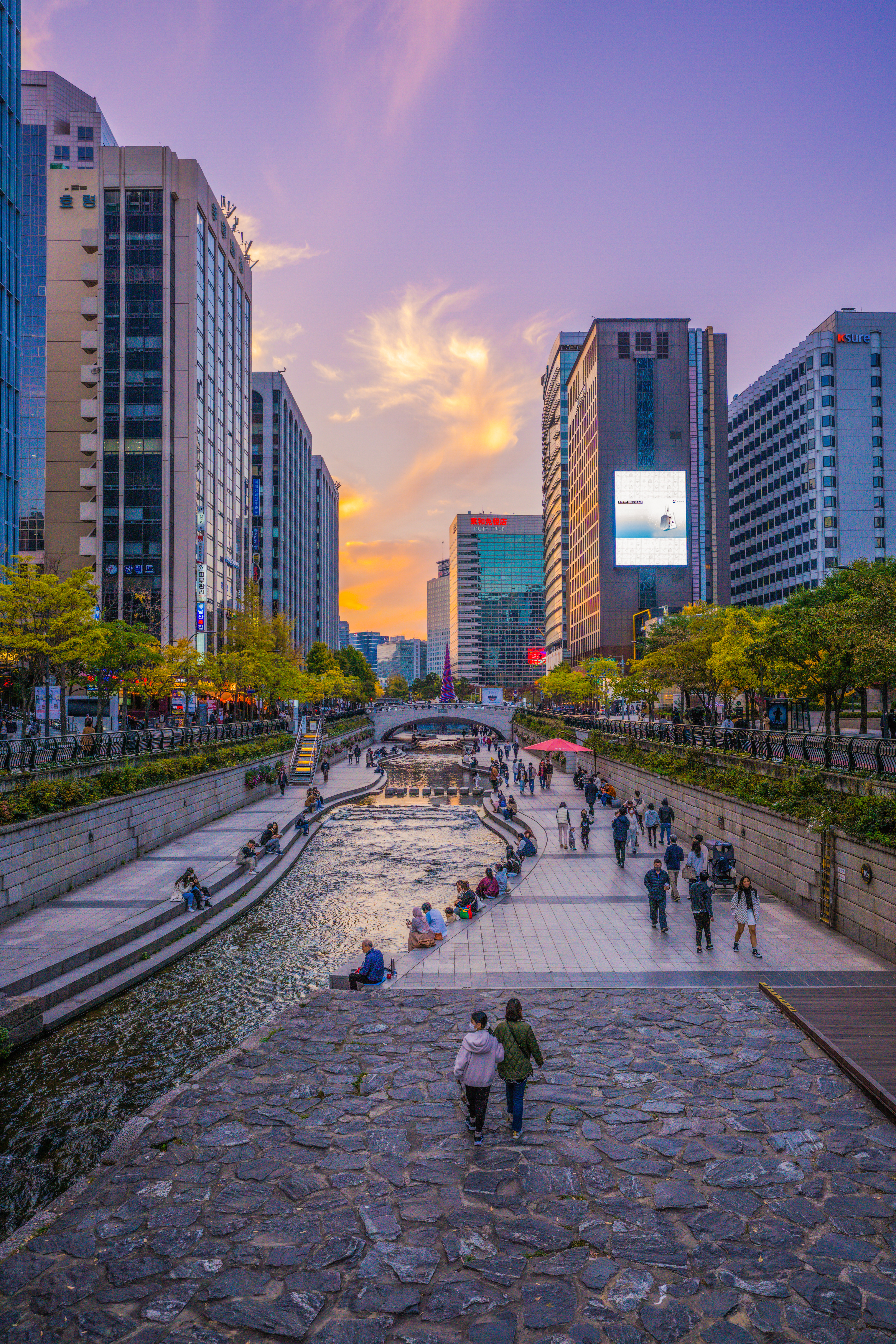
청계천은 2005년 종로구와 중구 사이의 빌딩숲으로 둘러싸인 생태친화적 선형하천공원으로 복원되었다.

80년대의 도심 재개발은 서울 도심의 상주인구를 줄이고 그 빈 공간을 균질한 업무지구로 재편한다는 목표를 달성하는데 성공했다. 1985년에 종로구 주민은 265,342명이었지만, 그 숫자는 2005년에 154,043명으로 줄었다. 약 42%가 감소한 것이다. 마찬가지로 중구의 주민 숫자는 같은 시기 동안 208,085명에서 126,679명으로 줄어들었다. 70년대 시작된 도심 재개발 정책은 90년대까지도 큰 변화 없이 계속되어왔는데, 이 무렵 도심에 지어진 상징적 건축물로는 SK서린빌딩과 종로타워(각 1999년 완공)가 있다.
그러나 21세기를 앞둔 서울 도심에는 전혀 새로운 방향으로의 개발 압력이 자리하고 있었다. 대한민국이 선진국으로 접어들면서 한국문화에 대한 세계적 인식이 증진되었고, 그에 따라 서울을 향한 관광산업이 궤도에 오르기 시작한 것이다. 서울특별시청이 1394년 한양 천도를 기준으로 600년의 역사를 기념한 1994년의 '정도 600년 기념사업'이나, 유네스코가 서울 도심 북쪽에 자리한 두 상징적 문화유산인 종묘와 창덕궁을 각각 1995년, 1997년에 세계문화유산으로 지정한 것은 서울 도심의 개발방향이 문화경관의 보존과 재발굴에도 초점을 맞출 필요가 있음을 시사한 중요한 전환점이라고 할 수 있다. 같은 시기에는 조선총독부 청사 철거와 남산을 비롯한 내사산 기슭에 자리한 난개발지역 철거 등이 이루어졌는데, 이는 조선 시대로부터 유래되는 도심부의 옛 문화경관을 다시 발굴하고 새롭게 보존해나가려는 초창기 시도 중의 하나였다.
한편으로 청계고가도로를 철거하고 2005년 완성된 청계천의 복원은 전통문화 뿐만 아니라 생태 측면의 도시경관 재발견에도 큰 영향을 끼친 21세기 서울의 랜드마크 사업이었다. 복원 당시 청계천은 인공하천으로서의 불안한 정체성과 이를 가로지르는 옛 다리 복원의 역사적 정확성 등에 관련하여 다양한 논란을 겪었지만, 복원 후 10년간 약 1억 9천만명의 방문객을 끌어들이며 서울 도심의 새로운 랜드마크로 등장했다. 2014년 기준 서울시민을 대상으로 한 서울특별시청의 설문조사에 의하면 청계천은 고궁, 남산타워, 광화문에 이어 서울 전체를 상징하는 4번째 시설로 선정되었고, 2022년 4분기 기준 청계천은 외국인 관광객이 가장 많이 소비하는 외식업 이용장소로 조사되었다.

## 의미와 범위

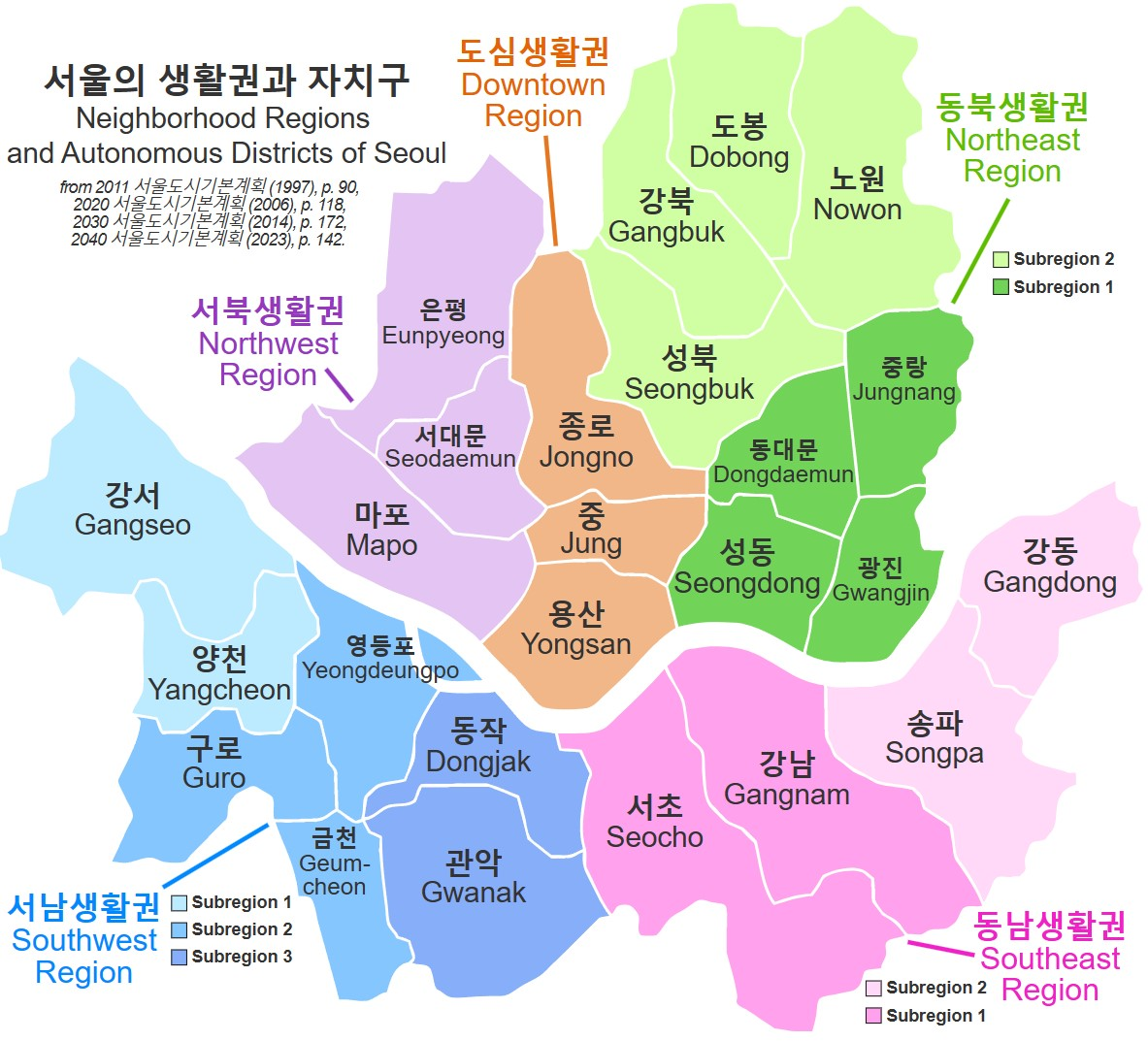
'서울도시기본계획'은 1997년부터 서울을 5개의 생활권으로 나누고 있는데, 도심 생활권 또는 '도심권'은 그 중에서 종로구, 중구, 용산구의 3개 자치구를 일컫는 표현이다.

### 지명으로서의 의미와 용례
서울 도심이라는 명칭은 법령으로 정해진 행정구역이 아니라 오랜 세월에 걸쳐 형성되어온 지명이 도시계획을 통해 정착된 것이므로 구체적인 범위에는 어느 정도의 탄력성이 있다. 다만 1970~80년대의 '도심 재개발사업' 대상지 범위, 2000년대부터 이어져 온 여러 도심부 행정계획상의 용례들에서 살펴볼 수 있듯이, 지명으로서의 '서울 도심'이라는 표현은 기본적으로 한양도성 내 종로구 및 중구의 도심부를 일컫는 의미를 지니고 있다. 그럼에도 불구하고 종종 일반인들은 '서울 도심'이라는 표현을 서울 도성 안 지역이라는 본래의 의미가 아니라 단순히 '서울시 내부'를 강조해서 일컫는 단어처럼 잘못 사용하기도 하는데, 이는 단일한 중심지로서의 의미를 지니는 '도심'이라는 개념을 '업무지구'의 개념과 혼동하거나, '도심'의 개념을 '도시'와 혼동하고 있기 때문이다.

### 도시계획상의 경계와 범위
행정계획상의 구역으로서 '서울 도심'의 경계는 옛 식민통치기의 경성 도심부 상업지구, 1960~80년대에 이어져 온 서울 도심부 고도제한지구 등에서 그 원천을 찾을 수 있다. 1960년대부터 1990년대까지 이어져 온 도심 계획들은 서울 도심을 주거와 상업지구가 혼재된 무질서한 구시가를 철거하고 균질한 중심업무지구로 재개발하는 동시에, 그곳의 전통적인 문화경관을 보전한다는 복합적인 목표를 달성하기 위해 노력했다. 그러나 이러한 계획들은 주로 서울 전체의 마스터플랜인 도시기본계획의 일부로서 추진된 것으로, 서울 도심만을 특정하는 행정계획은 아니었다.
구체적으로 '서울 도심'만을 특정하여 그 경계를 정하는 도시계획(행정계획)이 도입된 것은 2000년대의 일이다. 이에 해당하는 최초의 도시계획은 2000년 시행된 '서울 도심부 관리 기본계획'으로, 이는 그 후 2004년 시행된 '청계천 복원에 따른 도심부 발전계획', 2007년 시행된 '도심재창조 종합계획', 2015년 시행된 '역사도심 기본계획', 2023년 시행된 '서울도심 기본계획' 등으로 이어져 오고 있다. 한편 도시계획 외에도 2010년부터는 서울도심을 관리하기 위한 별도의 조례가 서울특별시의회에 의해 제정되어 있으며, 이는 2024년 3월 기준 '서울특별시 서울도심 정비 및 관리에 관한 조례'라는 명칭으로 개정되어 서울도심의 경계 및 그에 대한 진흥책을 규정하고 있다.
위와 같은 도시계획 및 조례에 따른 서울 도심의 구체적 범위는 법정동 또는 행정동 단위 경계와는 무관하게 도로망을 중심으로 삼는 독특한 구조를 이루고 있다. 2000년대부터 2015년대까지의 도시계획들은 서울 도심의 업무지구로서의 성격을 강조하여 '서울 도심부' 또는 '4대문안'이라는 이름 아래 그 범위를 다산로(동측), 통일로(서측), 퇴계로(남측), 율곡로(북측) 등 4개의 주요도로로 둘러싸인 상업지구 및 각 도로 주변의 경계지역 일부를 포함하는 형태로 구획하였다. 이는 옛 조선 시대부터 동서축을 중심으로 발달해온 상업지역을 기준으로 삼아, 형식적으로는 도성 밖이라도 상업적 개발 수준이 높은 동대문·서대문·남대문 바로 바깥의 지역까지 포함시키되, 도성 안 지역이라도 도시화가 미진한 지역을 배제하는 범위설정이라 할 수 있다. 반면에 2015년에 관련 도시계획들은 '한양도성 역사도심'이라는 이름 아래, 상업적으로 개발된 정도에 무관하게 도성 안 지역 전부를 포함하는 형태가 되도록 도심의 계획상 범위를 확장하였는데, 이는 서울 도심의 역사문화적 성격을 강조한 정책이라고 할 수 있다.

### 도심 생활권
한편으로 '수도'와 이를 둘러싼 '수도권'의 관계처럼, '서울 도심권'이라는 용어는 '서울 도심'을 둘러싼 지역을 뜻하는 표현으로 사용되고 있다. 예를 들어 1997년부터 지금까지 서울특별시 전체를 아우르는 마스터플랜인 '서울도시기본계획'은 서울의 25개 자치구를 5개의 생활권으로 나누고 있는데, 그 중 '서울 도심권' 또는 '도심 생활권'은 종로구, 중구, 용산구의 세 자치구(도심 3구)를 일컫는 표현으로 쓰이고 있다.

## 자연지리

### 지형과 지질

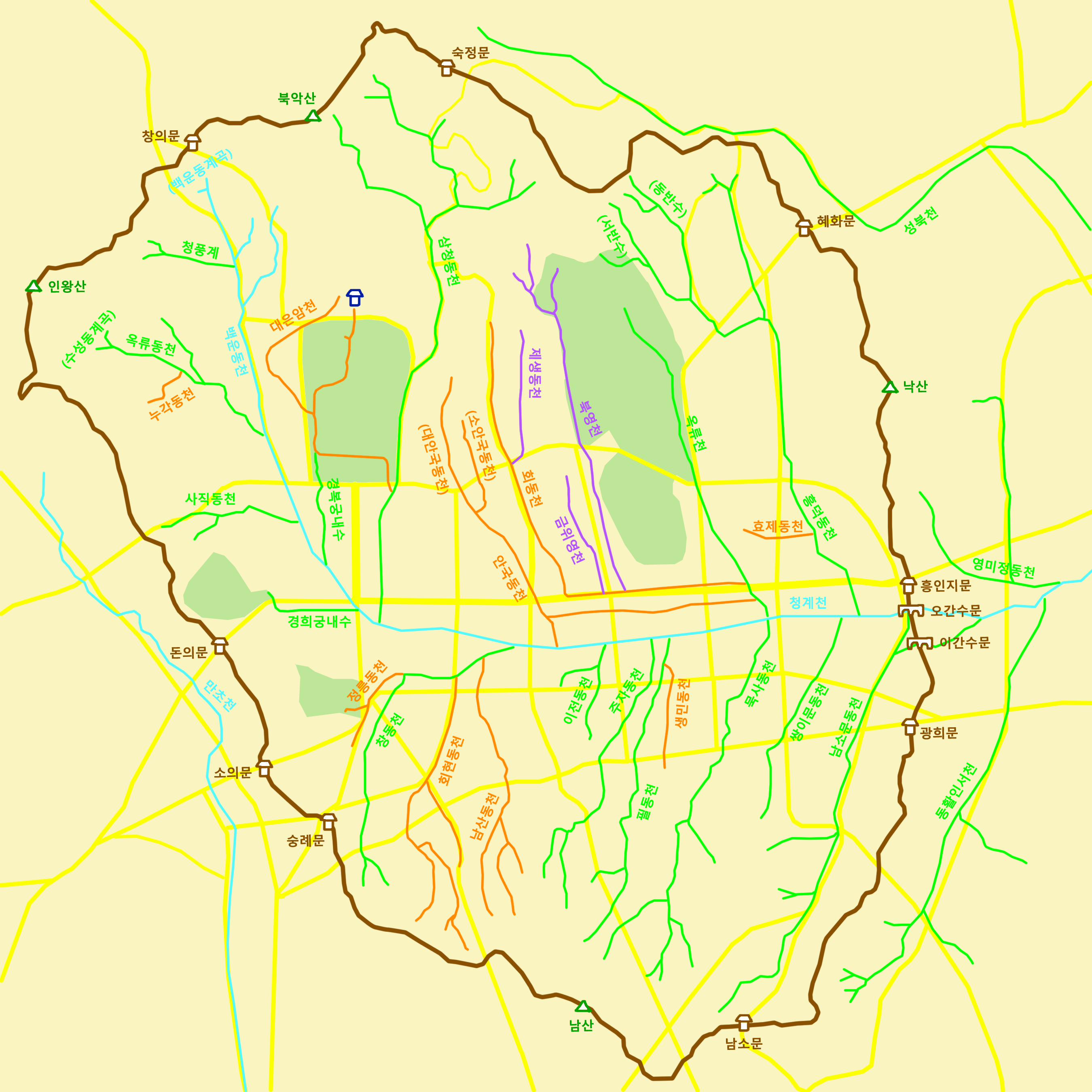
도성 안 지역의 옛 물길 모습

2015년 기준 서울 도심의 행정계획상 면적은 17.9제곱킬로미터로 서울특별시 전체 면적의 약 2.9%에 해당한다. 지질의 대종을 이루는 것은 중생대 흑운모 화강암이며, 서울 도심은 한양도성과 이를 휘감은 낙산·인왕산·남산·북악산 등 내사산(內四山)에 둘러싸인 분지이므로, 내사산에서 도성을 거쳐 중심부로 향할수록 지세가 낮아지는 구조를 취하고 있다. 이에 따라 내사산으로부터 유래하는 작은 물길들이 내명당수(內明堂水)인 청계천으로 모여 서쪽에서 동쪽으로 흘러나가는 물길이 예로부터 형성되어 왔다. 한편 물이 땅에 스며드는 정도를 나타내는 토양침투율은 도심 내 지역 중에서 청계천 이북 지역이 낮은 반면 이남 지역이 높은 차이를 보이고 있다. 이러한 차이는 청계천 이북의 종로 일대에 물길을 곧게 형성하는 반면, 이남의 중구 일대에 구불구불한 실개천을 형성하며 토질을 상대적으로 질퍽하게 만드는 현상을 초래했다. 청계천 이남의 남촌 지역을 부르는 옛 명칭 중 '진고개'는 이처럼 땅이 질다는 뜻에서 유래한 것이다.
옛 물길들은 도성 안 지역의 하부 행정구역을 이루는 자연경계로 기능해왔으나, 근대적 도시화 사업, 특히 공중위생의 개선에 큰 장애가 되었으므로 일제 시대에 식민정부는 옛 물길 대부분을 지표 아래로 옮기는 하수개수 사업을 오랜 기간에 걸쳐 추진했다. 그러나 재정상의 문제로 인해 수계 구조를 완전히 바꾸는 것은 어려웠기 때문에 식민정부는 물길을 따라 지하에 상하수도관을 짓고 땅으로 덮은 뒤 그 위에 도로를 내는 형태로 복개사업의 대부분을 수행했다. 이는 오늘날까지 계속되고 있는 서울 도심의 도로망이 옛 물길의 구조와 결합하는 모습으로 이어졌다.

### 기후
| 서울기상관측소 (서울특별시 종로구 송월동, 해발 85.5m)의 기후 | 서울기상관측소 (서울특별시 종로구 송월동, 해발 85.5m)의 기후 | 서울기상관측소 (서울특별시 종로구 송월동, 해발 85.5m)의 기후 | 서울기상관측소 (서울특별시 종로구 송월동, 해발 85.5m)의 기후 | 서울기상관측소 (서울특별시 종로구 송월동, 해발 85.5m)의 기후 | 서울기상관측소 (서울특별시 종로구 송월동, 해발 85.5m)의 기후 | 서울기상관측소 (서울특별시 종로구 송월동, 해발 85.5m)의 기후 | 서울기상관측소 (서울특별시 종로구 송월동, 해발 85.5m)의 기후 | 서울기상관측소 (서울특별시 종로구 송월동, 해발 85.5m)의 기후 | 서울기상관측소 (서울특별시 종로구 송월동, 해발 85.5m)의 기후 | 서울기상관측소 (서울특별시 종로구 송월동, 해발 85.5m)의 기후 | 서울기상관측소 (서울특별시 종로구 송월동, 해발 85.5m)의 기후 | 서울기상관측소 (서울특별시 종로구 송월동, 해발 85.5m)의 기후 | 서울기상관측소 (서울특별시 종로구 송월동, 해발 85.5m)의 기후 |
| 월                                                           | 1월                                                          | 2월                                                          | 3월                                                          | 4월                                                          | 5월                                                          | 6월                                                          | 7월                                                          | 8월                                                          | 9월                                                          | 10월                                                         | 11월                                                         | 12월                                                         | 연간                                                         |
| ------------------------------------------------------------ | ------------------------------------------------------------ | ------------------------------------------------------------ | ------------------------------------------------------------ | ------------------------------------------------------------ | ------------------------------------------------------------ | ------------------------------------------------------------ | ------------------------------------------------------------ | ------------------------------------------------------------ | ------------------------------------------------------------ | ------------------------------------------------------------ | ------------------------------------------------------------ | ------------------------------------------------------------ | ------------------------------------------------------------ |
| 역대 최고 기온 °C (°F)                                       | 14.4 (57.9)                                                  | 18.7 (65.7)                                                  | 25.1 (77.2)                                                  | 29.8 (85.6)                                                  | 34.4 (93.9)                                                  | 37.2 (99.0)                                                  | 38.4 (101.1)                                                 | 39.6 (103.3)                                                 | 35.1 (95.2)                                                  | 30.1 (86.2)                                                  | 25.9 (78.6)                                                  | 17.7 (63.9)                                                  | 39.6 (103.3)                                                 |
| 일평균 최고 기온 °C (°F)                                     | 2.1 (35.8)                                                   | 5.1 (41.2)                                                   | 11.0 (51.8)                                                  | 17.9 (64.2)                                                  | 23.6 (74.5)                                                  | 27.6 (81.7)                                                  | 29.0 (84.2)                                                  | 30.0 (86.0)                                                  | 26.2 (79.2)                                                  | 20.2 (68.4)                                                  | 11.9 (53.4)                                                  | 4.2 (39.6)                                                   | 17.4 (63.3)                                                  |
| 일일 평균 기온 °C (°F)                                       | −2.0 (28.4)                                                  | 0.7 (33.3)                                                   | 6.1 (43.0)                                                   | 12.6 (54.7)                                                  | 18.2 (64.8)                                                  | 22.7 (72.9)                                                  | 25.3 (77.5)                                                  | 26.1 (79.0)                                                  | 21.7 (71.1)                                                  | 15.0 (59.0)                                                  | 7.5 (45.5)                                                   | 0.2 (32.4)                                                   | 12.8 (55.0)                                                  |
| 일평균 최저 기온 °C (°F)                                     | −5.5 (22.1)                                                  | −3.2 (26.2)                                                  | 1.9 (35.4)                                                   | 8.0 (46.4)                                                   | 13.5 (56.3)                                                  | 18.7 (65.7)                                                  | 22.3 (72.1)                                                  | 22.9 (73.2)                                                  | 17.7 (63.9)                                                  | 10.6 (51.1)                                                  | 3.5 (38.3)                                                   | −3.4 (25.9)                                                  | 8.9 (48.0)                                                   |
| 역대 최저 기온 °C (°F)                                       | −22.5 (−8.5)                                                 | −19.6 (−3.3)                                                 | −14.1 (6.6)                                                  | −4.3 (24.3)                                                  | 2.4 (36.3)                                                   | 8.8 (47.8)                                                   | 12.9 (55.2)                                                  | 13.5 (56.3)                                                  | 3.2 (37.8)                                                   | −5.1 (22.8)                                                  | −11.9 (10.6)                                                 | −23.1 (−9.6)                                                 | −23.1 (−9.6)                                                 |
| 평균 강수량 mm (인치)                                        | 16.8 (0.66)                                                  | 28.2 (1.11)                                                  | 36.9 (1.45)                                                  | 72.9 (2.87)                                                  | 103.6 (4.08)                                                 | 129.5 (5.10)                                                 | 414.4 (16.31)                                                | 348.2 (13.71)                                                | 141.5 (5.57)                                                 | 52.2 (2.06)                                                  | 51.1 (2.01)                                                  | 22.6 (0.89)                                                  | 1,417.9 (55.82)                                              |
| 평균 강수일수 (≥ 0.1 mm)                                     | 6.1                                                          | 5.8                                                          | 7.0                                                          | 8.4                                                          | 8.6                                                          | 9.9                                                          | 16.3                                                         | 14.7                                                         | 9.1                                                          | 6.1                                                          | 8.8                                                          | 7.8                                                          | 108.6                                                        |
| 평균 강설일수                                                | 7.1                                                          | 5.1                                                          | 2.8                                                          | 0.2                                                          | 0.0                                                          | 0.0                                                          | 0.0                                                          | 0.0                                                          | 0.0                                                          | 0.0                                                          | 2.3                                                          | 6.4                                                          | 23.9                                                         |
| 평균 상대 습도 (%)                                           | 56.2                                                         | 54.6                                                         | 54.6                                                         | 54.8                                                         | 59.7                                                         | 65.7                                                         | 76.2                                                         | 73.5                                                         | 66.4                                                         | 61.8                                                         | 60.4                                                         | 57.8                                                         | 61.8                                                         |
| 평균 월간 일조시간                                           | 169.6                                                        | 170.8                                                        | 198.2                                                        | 206.3                                                        | 223.0                                                        | 189.1                                                        | 123.6                                                        | 156.1                                                        | 179.7                                                        | 206.5                                                        | 157.3                                                        | 162.9                                                        | 2,143.1                                                      |
| 출처: 기상청 (평년값: 1991년~2020년, 극값: 1907년~현재)      |                                                              |                                                              |                                                              |                                                              |                                                              |                                                              |                                                              |                                                              |                                                              |                                                              |                                                              |                                                              |                                                              |

서울 도심의 기온, 강수량 등 기상정보는 서울 전체를 대표하고 있는데, 이는 도심 내 종로구 송월동에 1932년 설치되어 이듬해부터 운영을 개시한 근대적 기상관측소인 '서울 기상관측소'가 서울 전체를 대표하는 기상관측소로 계속하여 운영되고 있기 때문이다. 이 관측소 주변의 옛 기상청 터는 문화재로 지정되어 2020년에 기상청 산하의 국립기상박물관으로 재편되어 있으며, 오늘날에도 서울 전체를 대표하는 관측소로서 변함 없이 정보를 생산하고 있다. 이와 같은 서울의 대표 관측정보에 의하면 2020년 기준 서울 도심의 연평균 기온은 섭씨 12.8도, 연평균 강수량 1,417mm이고, 남부지방의 난대성 기후와 북부지방의 냉대성 기후의 중간에 가까운 성격을 나타내며 비교적 사계절이 뚜렷하다. 서울 도심은 내사산 일대의 녹지에 긍정적인 영향을 받아 강남, 여의도 등 한강 이남 도시화 지역에 비해 상대적으로 열섬 현상이 덜한 편이다.

## 인구와 주거

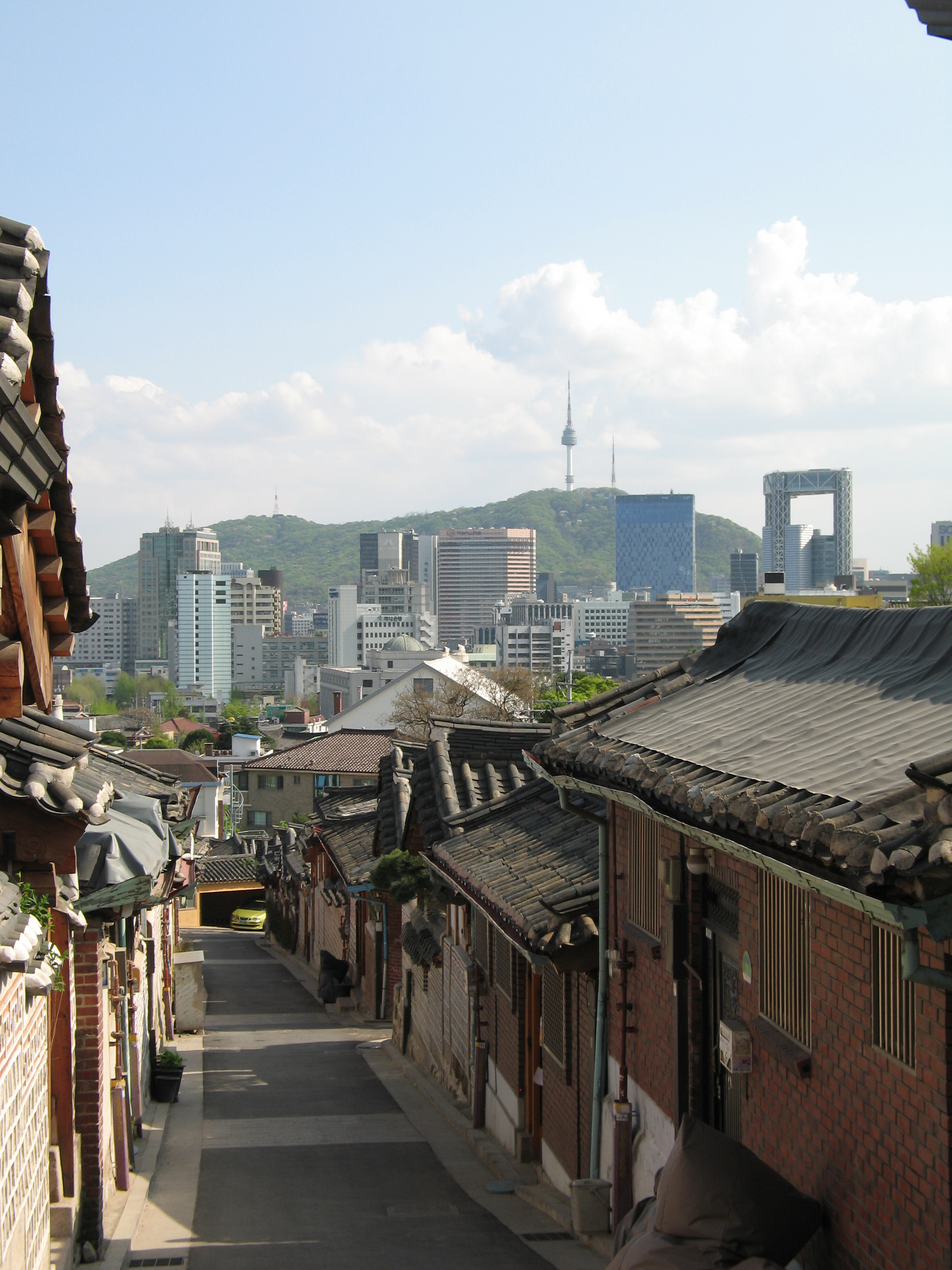
북촌한옥마을의 옛 한옥에서 서울 도심 업무지구의 마천루들을 바라본 모습

서울 도심은 법정동 및 행정동 경계와 무관하게 설정된 도시계획상의 구역이므로 그 내부의 정확한 인구는 기존의 행정동별 인구 통계만으로는 수집되지 않는다. 따라서 관련 도시계획들에서는 서울 도심 내의 인구변화를 다룰 때 그 범위 내의 주요 행정동을 기준으로 하는 일종의 추정치를 검토하고 있다. 퇴계로 및 율곡로 사이의 상업지역을 중심으로 하는 2015년 이전까지의 옛 도심부 범역은 대개 종로구 교남동, 사직동, 종로1·2·3·4가동, 종로5·6가동 및 중구 광희동, 명동, 소공동, 을지로3·4·5가동, 회현동의 9개 행정동을 기준으로 인구가 추산되며, 도성 안 일대를 아우르는 형태로 확장된 2015년 이후의 서울 도심 범역에는 위 도심부 범역에 종로구 가회동, 삼청동, 이화동, 청운효자동 및 중구 장충동, 필동 등 6개의 행정동을 추가한 총 15개의 행정동을 아우르는 범위를 기준으로 인구가 추산된다.
위와 같은 기준에 따르면 도성 안 일대를 기준으로 하는 넓은 범위의 서울 도심에 거주하는 상주인구는 1985년 인구총조사 기준 203,093명에서 2015년 인구총조사 기준 106,162명으로 급격히 하락한 뒤 정체된 추세를 보이고 있다. 한편 2015년 기준 서울 도심의 인구밀도는 제곱킬로미터 당 5,931명으로 서울 평균(16,365명/km²)에 비해서도 낮을 뿐만 아니라 뉴욕 맨해튼(18,529명/km²), 도쿄 도심3구(11,275명/km²) 등 해외 대도시의 도심부에 비해서도 낮은 편이며, 특히 종로구·중구 일대는 일자리 총 숫자를 그 지역 내에 거주하는 취업자로 나눈 직주비가 4.93에 달하여 강남 업무지구(2.42), 뉴욕 맨해튼(1.41)에 비해 매우 높은 수준이다. 70년대부터 계속된 도심재개발 정책은 서울 도심의 상주인구를 억제하는 대신 주간인구를 늘렸는데, 이에 따른 도심 상주인구의 공동화 현상이 지금까지도 여파를 남기고 있는 것이다.
이처럼 인구밀도가 낮고 산업경제가 주된 역할을 하는 종로구·중구 일대 도심부의 지리적 성격은 상주인구 대비 주간활동인구의 비율이 서울 전체에서 가장 높은 모습으로 나타난다. 다만 2010년대에 들어 서울 도심 내 상주인구의 공동화는 중단되었으나 높은 주택가격으로 인해 미국, 유럽 또는 일본과 같은 도심회귀 현상까지는 발생하지 않고 있는데, 이는 상주인구의 전입과 출입 모두가 정체되는 모습으로 나타나고 있다.
| 연도 | 서울 도심 | 종로구  | 중구    |
| ---- | --------- | ------- | ------- |
| 1985 | 203,093   | 265,342 | 208,085 |
| 1995 | 121,718   | 190,116 | 135,082 |
| 2005 | 98,169    | 154,043 | 126,679 |
| 2015 | 106,162   | 161,521 | 128,478 |

도심의 주거환경은 종합적으로는 양호하나 개발제한으로 인해 주거용 건물 자체의 노후화가 심각하다는 특징이 있다. 2023년 한국 신문사 머니투데이 및 성신여대, 케이스탯, 충북대 등이 공동으로 산출한 지역별 사회안전지수에 의하면 서울 내 25개 자치구 중 종로구와 중구는 종합점수를 기준으로 각각 2위와 6위를 기록하였는데, 이는 의료 및 문화시설 등 기반시설이 잘 갖춰져 있기 때문으로 평가된다. 그러나 주택 자체의 노후화는 심각한 수준으로, 2018년 주택산업연구원의 조사에 의하면 용산구를 포함한 도심권 전체로 시야를 넓혀 살펴볼 때 종로구·중구·용산구의 도심 3구는 서울 전체에서 준공 30년을 넘은 노후 주택의 비율이 가장 높은 지역으로 기록된바 있다. 또한 2021년 서울연구원의 주거실태조사에 의하면 도심권의 일반적인 가구가 지니는 주거형태 구성은 단독주택 33.4%, 아파트 33.7%, 그 밖의 연립·다세대주택 등이 32.9%로 서울 평균에 비해 단독주택 비중이 가장 높고, 아파트 비중이 가장 낮았다.

## 교육
서울 도심은 본래 구한말부터 한국의 근대 교육이 태어난 산실로서 가장 유서 깊은 교육기관들이 위치한 곳이다. 종로구 삼일대로의 서울교동초등학교(1894년 관립교동소학교로 설립), 종로구 혜화로의 경신중·고등학교(1885년 언더우드학당으로 설립) 등은 개교 이래 지금까지도 도심 내에서 변함 없이 같은 장소를 지키고 있는 상징적인 교육기관들이다. 특히 1974년 고교 평준화 정책 시행 이전까지 도심권은 이른바 '5대 공립, 5대 사립'이라 불린 경기, 서울, 경복, 용산, 경동고등학교(공립) 및 중앙, 양정, 배재, 휘문, 보성고등학교(사립) 등 명문 남자고등학교들이 밀집한 지역이었으며, 이화, 숙명, 진명, 정신 등 명문 여자고등학교들이 밀집한 지역이기도 했다. 뿐만 아니라, 옛 경성제국대학 캠퍼스를 이은 서울대학교와 옛 성균관 터를 이은 성균관대학교 등 명문 대학교들 역시 1970년대까지는 오늘날의 대학로 부근에 모여 있었다. 종로학원 등 오랜 역사를 지닌 사설 입시학원들이 본래 대치동이 아니라 서울 도심에 밀집해있던 것은 이러한 역사를 반영하는 것이다.
이처럼 도심 내의 고도화된 교육기관 밀집 수준은 주거와 교통난을 야기했을 뿐만 아니라 권위주의 군사정권에게 위협적인 학생운동 집단을 형성하고 있었으므로, 1970년대에 박정희 정부는 도심 내 교육기관 및 학원들의 강남 이전이라는 독특한 수단을 도심 재개발 및 강남 개발이라는 거시적 도시개발 정책의 일부로서 동원하기에 이른다. 이에 따라 1975년에 서울대학교 문리과대학 및 법과대학은 캠퍼스 종합화 계획이라는 정책 아래 한강 이남의 관악캠퍼스로 자리를 옮기게 되었고, 1976년부터 경기, 휘문 및 정신여자고등학교 이전을 필두로 하여 수십 개의 도심 내 고등학교들이 강남 지역으로 자리를 옮겼다. 오늘날 전통 있는 명문고 중에서는 경복, 용산, 경동 및 이화여자고등학교 등 도심에 남은 사례를 찾아보기가 더 드물 정도다. 사설 입시학원들 역시 이러한 압력을 피하지 못했으므로, 본래 도심 내에 밀집해 있던 대성학원(종로 도렴동), 종로학원(종로 인사동) 등 대형 입시학원들은 각각 한강 이남의 노량진과 한강 이북 도성 밖의 중림동으로 자리를 옮겼다.
현대에 들어 도심부의 정체된 인구숫자는 도심 내에서 오랜 시간을 버텨온 전통 있는 몇몇 사립 교육기관마저 도심 바깥으로 이전하는 현상을 초래하고 있다. 예를 들어 1944년 중구 명동성당 앞에서 개교한 계성여자고등학교는 2016년에 계성고등학교로 이름을 바꾸어 성북구 길음뉴타운으로 이전하였으며, 1945년 종로구 인사동에서 개교한 풍문여자고등학교는 2017년에 풍문고등학교로 이름을 바꾸어 강남구 보금자리지구로 이전했다. 그럼에도 불구하고 서울 도심의 종로구·중구 일대는 여전히 상주인구에서 학생이 차지하는 비중이 서울에서 수위를 다투는 수준으로, 2017년 서울연구원의 조사에 의하면 종로구와 중구는 인구대비 초·중등학교 학생의 비율이 각각 12.2%와 11.4%로, 서울의 25개 자치구 사이에서 2위와 4위를 기록하였다. 같은 조사에서 인구대비 학생 비율 1위는 노원구(12.6%), 3위는 양천구(12.0%)가 차지했고, 서울 전체의 평균은 9.2%로 나타났다.

## 정치와 시위

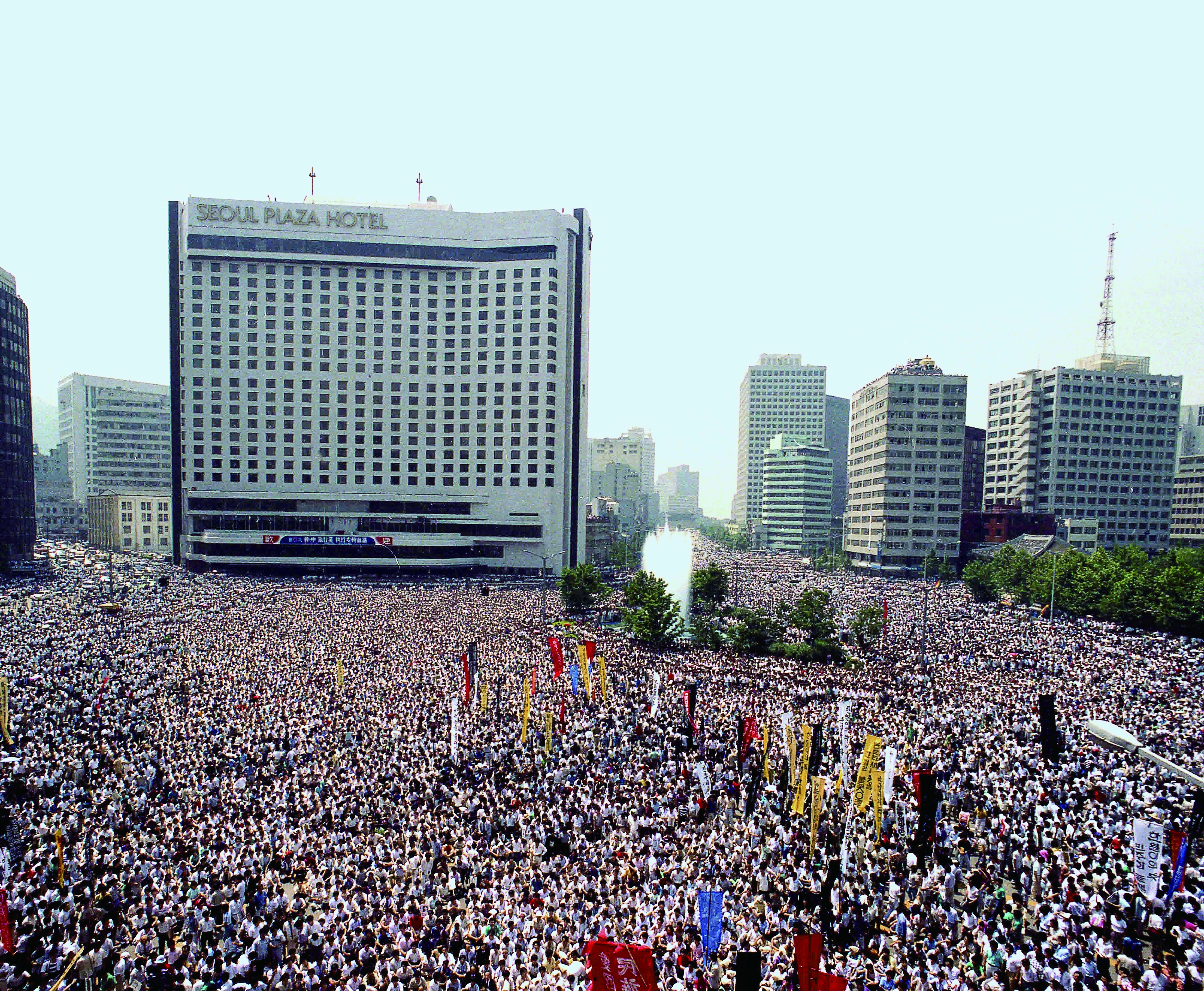
1987년 6월 항쟁은 도심 곳곳에서 진행되던 시위가 명동성당 농성으로 이어지며 본격화되었고, 전국으로 퍼져나간 끝에 6·29 선언을 이끌어냈다. 항쟁 중 사망한 이한열 열사의 추모집회는 7월 9일 시청 앞 광장에서 약 100만 명의 인파를 끌어모았다.

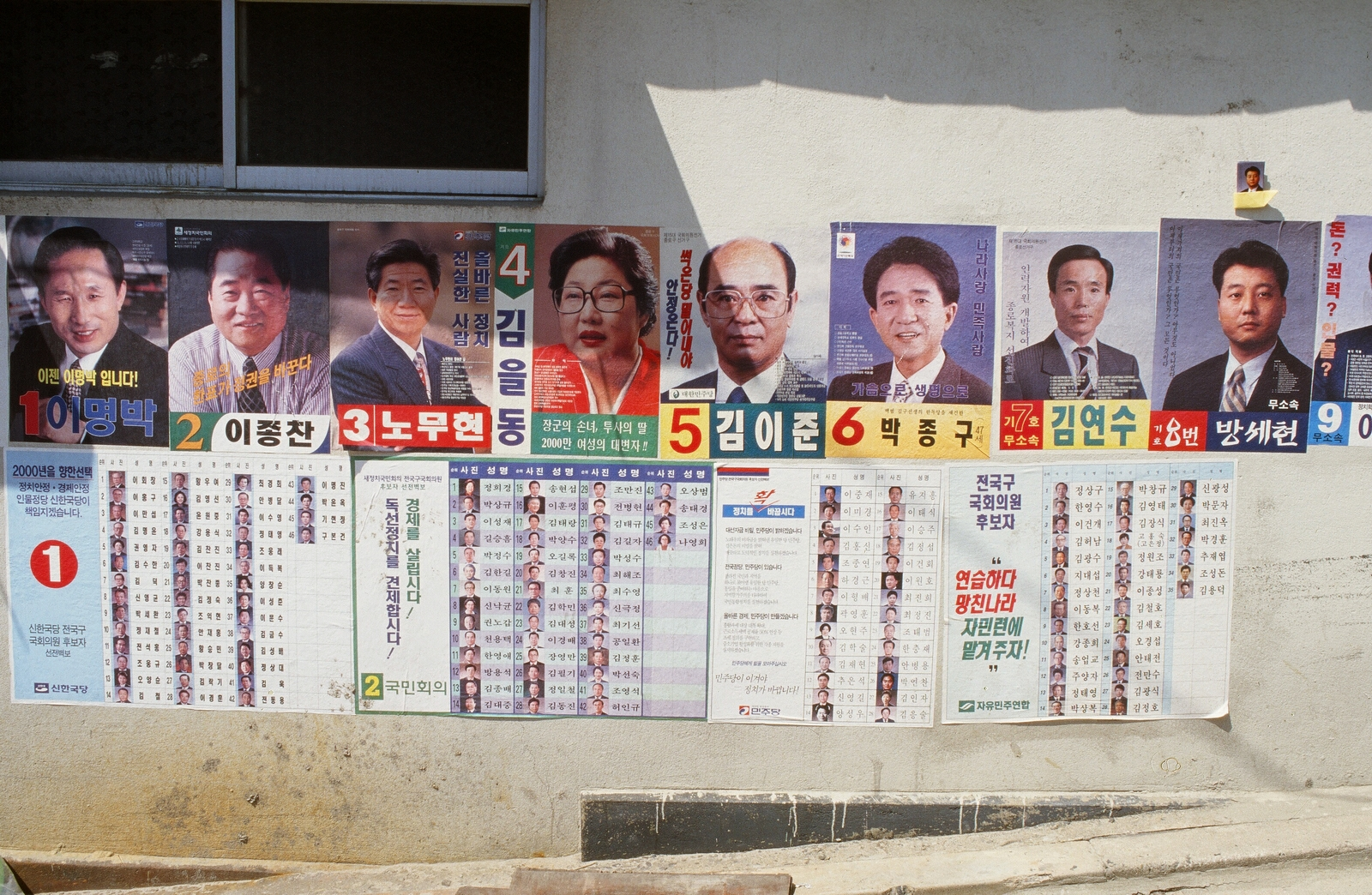
1996년 열린 제15대 총선에서 종로 선거구는 이명박(신한국당), 노무현(민주당) 등 훗날 대통령에 오른 당대의 거인들이 맞붙은 장소였다.

조선 시대의 경복궁과 육조거리에서부터 이어져 온 정치 중심지로서 서울 도심부의 역할은 식민통치기의 조선총독부 청사와 경성부 청사를 통해 근대에도 더욱 확대되어 왔으며, 이는 해방 후에도 주요 행정부 시설과 언론사, 해외 각국의 대사관들이 같은 곳에 집결하면서 서울 도심의 정치사회적 위상을 더욱 끌어올리는 결과로 이어졌다. 이에 따라 대한민국의 근현대사를 상징하는 거의 대부분의 시위들은 정치적 진영을 가리지 않고 모두 서울 도심 내 종묘광장, 탑골공원, 서울광장, 광화문광장, 서울역광장과 이를 잇는 종로·세종대로·대학로 일대에서 개최되었는데, 그에 해당하는 대표적인 사례로는 종로에서 당시 한성부 시민 17만 명 중 1만 명을 끌어모은 1898년 만민공동회, 탑골공원에서 시작되어 전국으로 퍼져나간 1919년 3·1 운동, 태평로 부민관(옛 국회의사당) 앞의 학생운동에서 시작된 1960년 4·19 혁명, 서울광장 일대에서 시작과 끝을 맺은 1987년 6월 민주 항쟁, 청계광장에서 시작하여 광화문광장에서 백 만명이 넘는 군중을 끌어모은 2016~2017년 박근혜 대통령 퇴진 운동 등을 들 수 있으며, 오늘날에도 범국민적 주목을 필요로 하는 수 많은 시위들이 도심 일대에서 집회와 행진을 벌이고 있다.
서울 도심의 정치사회적 위상은 이른바 "정치 1번지"라고 불리는 종로 선거구에서도 관찰될 수 있다. 선거구로서의 종로 지역은 단순히 그 행정구역상의 일련번호가 1번이기 때문이 아니라, 조선 시대로부터 이어져 온 정치 중심지로서의 상징을 이어오고 있다는 측면에서 해방 후에 정치 1번지라는 별명을 지니게 되었다. 이러한 정치적 위상은 이후 종로가 대한민국의 대표적인 경합 지역(스윙 스테이트)으로서의 성질을 획득하며 더욱 고도화된다. 예를 들어 1980년대에는 고도개발의 수혜를 얻은 강남 지역, 2020년대에는 대통령실 이전으로 인한 용산 지역 등이 '신(新) 정치 1번지' 등을 자처하기도 하였다. 그러나 이들 지역은 민심의 변화를 대표하는 정치적 경합 지역으로서의 역사와 성격이 충분하지 않았으므로 정치 중심지로서 종로의 위상을 압도하지 못했다. 또한 정치인들 스스로에게도 종로구는 해방 후 윤보선, 노무현, 이명박 등 3명의 대통령을 배출한 지역구라는 점에서 특별한 의미를 지니고 있었으므로, 지속적인 거주인구 감소에도 불구하고 종로구는 2024년까지도 단독 선거구로서의 지위를 계속 유지하는 등 서울 도심 내 민심을 상징하는 정치 1번지로서의 역사성을 이어오고 있다.
정치 중심지로서 서울 도심의 위상은 국제정치의 현장인 외교공관들의 입지에서도 확인된다. 수도 서울의 외교공관들은 거의 대부분이 도심권에 위치하고 있으며, 이들이 집적된 공간은 도심권 내에서도 주로 세종대로 일대와 용산구 한남동 일대의 두 그룹으로 나뉜다. 두 그룹을 비교해 볼 때, 서울 도심 내 세종대로 일대에는 대한민국에 대해 전통적으로 큰 영향력을 보여온 미국, 중국, 일본, 러시아, 영국 등 강대국 및 경제력이 강한 서유럽 지역 국가의 공관이 밀집해 있는 반면, 용산구 한남동 일대 공관들은 주로 아프리카, 동유럽, 중동, 중앙아시아 등 세종대로 일대에 비해 상대적으로 경제력이 약한 지역 국가의 공관이 밀집해 있다는 특징이 있다. 두 지역 간의 차이는 외교공관의 지리적 집적이 시작된 시기에 연유한다. 광화문, 정동 등 도심 세종대로 일대의 외교공관 밀집지역은 구한말부터 형성되어 온 전통적인 외교지구인 반면, 한남동 일대는 대한민국이 북한과 고강도의 체제경쟁을 벌이던 1970년대부터 수교국의 숫자를 늘리기 위해 공관을 집단적으로 유치하는 과정에서 상대적으로 뒤늦게 형성된 외교단지이기 때문이다. 70년대부터 한남동 일대에 외교공관들이 집중적으로 유치된 원인은 서울 도심 내부에 비해 지가가 저렴하다는 점을 정부 차원에서 적극 홍보한 결과로 알려져 있다.

## 경제와 산업

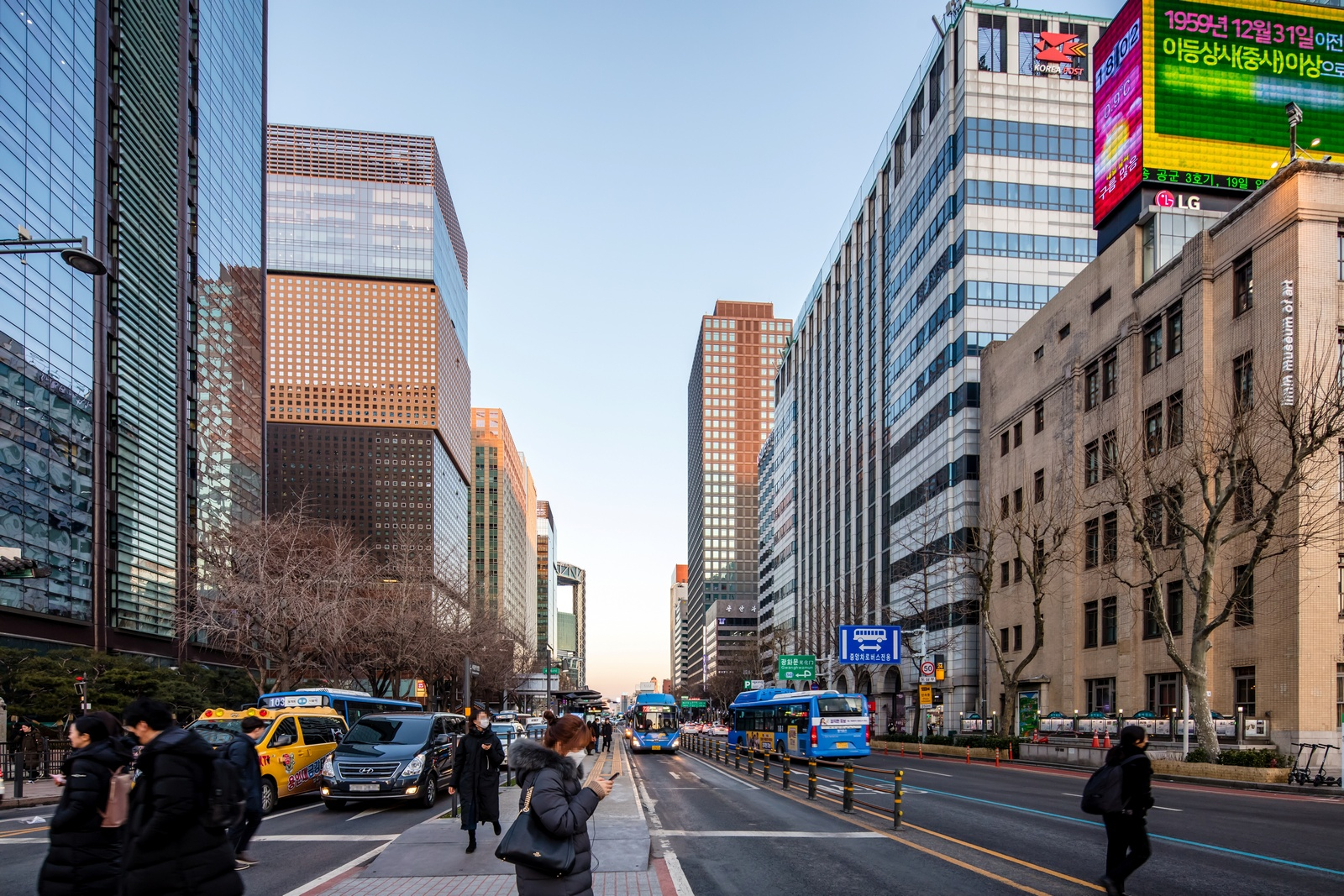
종로 주변에는 고도제한으로 인해 비슷한 높이를 지니는 업무용 고층빌딩이 길가에 빼곡하게 들어선 모습을 볼 수 있다.

중심업무지구로서의 서울 도심은 '서울 CBD'(Seoul Central Business District) 또는 '서울 도심권' 등의 명칭으로 불리며 강남(Gangnam Business District, GBD), 여의도(Yeouido Business District, YBD)를 비롯한 서울의 3대 업무지구 중에서 가장 오래된 역사문화적 중심성을 지니고 있다. 또한 서울 도심은 다른 업무지구에 비해 전통적으로 행정기관의 집결지이자 중추 기능을 담당하는 대기업 본사 및 대형 금융기관의 주요 입지로 알려져 있으며, 한편으로 다방면에 걸친 수도 서울의 중심지라는 상징성으로 인해 외국계 대기업, 특히 외국계 금융기업의 주된 입지로도 기능하고 있다. 그럼에도 불구하고 서울 도심은 문화경관 보전으로 인해 강력한 고도제한 등 개발규제를 받아 업무용 빌딩의 공급이 수요에 비해 매우 부족한 상황이므로, 서울 도심의 평당 오피스(사무실) 가격은 다른 업무지구에 비해 높은 수준이다. 2023년 기준으로도 서울 도심의 평당 명목 임대료는 10만원을 돌파하여 서울 내 업무지구 중에서 가장 높게 나타났다.

중구 남대문 앞 세종대로 구간에는 구한말 한성상업회의소의 역사를 잇는 대한상공회의소가 위치하고 있다.

서울 도심은 태생적으로 여러 문화재 사이의 좁은 부지에서 강력한 규제 하의 재개발을 통해 성장한 만큼, 협소한 지역 내의 높은 임대료를 감당할 수 있는 거대 기업집단의 본사와 금융, 법률, 언론 등의 고부가가치를 창출하는 산업만이 제한적으로 살아남을 수 있었다. 이에 따라 상대적으로 넓은 평야에서 중소형 상업용, 업무용 건물을 계속 공급받을 수 있었던 강남 업무지구에 비해 경제력의 밀도는 높지만, 총량은 밀리는 것으로 평가된다. 경제력의 밀도를 나타내는 지표로서 근로자 평균 급여 수준을 살펴볼 때, 서울 도심 내 근로자는 전국에서 가장 높은 수준의 소득을 올리고 있다. 2023년에 서울 도심에서 일하는 근로자의 월평균 소득은 종로구 기준 426만원, 중구 기준 404만원인데, 이는 각각 전국 1위 및 3위에 해당한다. 2위는 여의도가 포함된 영등포구로서 월평균 415만원을 기록하였으며, 서초구(392만원)와 강남구(390만원)가 각각 4위, 5위를 기록하였다. 반면 경제력의 총량을 기준으로 할 때, 2021년 기준으로 서울 도심을 이루는 두 자치구인 종로구와 중구의 총 지역 내 GDP(GRDP)는 각각 35조원과 61조원으로, 이는 서울 25개 자치구 중 각각 5등과 2등에 해당한다. 총 GRDP를 기준으로 한 서울 내 자치구별 순위에서 1위는 강남구(77조원)가, 3위와 4위는 영등포구(44조원) 및 서초구(38조원)가 차지하고 있다.

### 기업 본사
서울 도심은 본래 가장 많은 대규모 기업 본사가 집적된 공간이었으나 2000년대 이후로 그 집중도는 약화되고 있는데, 이는 도심부의 지리적 특성 뿐만 아니라 대한민국 전체의 산업구조 변화로부터 영향을 받은 현상이다. 1990년대까지도 서울 도심은 대한민국 제일의 업무지구로서 매출액 기준 상위 3000대 기업 본사의 약 25.2%(519개), 상위 500대 기업 본사의 46.7%(193개)가 집적되어 있었다. 그러나 2000년대에 들어서면 그 비중은 각각 15.5%(313개)와 32.9%(125개)로 줄어드는 데, 이는 도심의 교통혼잡과 높은 임대료, 좁은 업무공간을 견디지 못한 기업들이 당시 가파르게 확장되고 있던 강남 업무지구로 본사를 대거 이동했기 때문이다. 한편으로 2000년대 강남 업무지구의 성장과 서울 도심의 상대적 정체는 한국 경제성장을 견인한 신생 부문인 IT 산업의 벤처기업(스타트업)들이 강남 테헤란로를 중심으로 성장한 것과 밀접한 연관이 있다. 서울 도심은 2020년대에도 소프트웨어 개발 등 IT 산업의 입지로는 집적도가 매우 낮은 편이다.
오늘날 서울 도심은 기업 본사 집적지로서 1990년대와 같은 압도적인 제일의 위상을 유지하지는 못하고 있으나, 2010년대에 들어서도 대기업을 기준으로 여전히 서울 3대 업무지구의 상당부분을 차지하고 있다. 2014년 매출액 기준 상위 100대 기업 중에는 34곳이, 2016년 기준 자산총액 10조원 이상의 대기업 집단 28곳 중에는 17곳이, 2023년 미국 경제전문지 포브스 선정 세계 2000대 기업 중 대한민국에 소재한 52곳 및 서울에 소재한 34곳 중에는 15곳이 서울 도심의 종로구·중구에 본사를 두고 있다. 서울 도심의 대기업 집단을 상징하는 건축물로는 SK그룹의 SK서린빌딩, 한화그룹의 한화빌딩 등을 들 수 있다.

### 서비스업

#### 금융

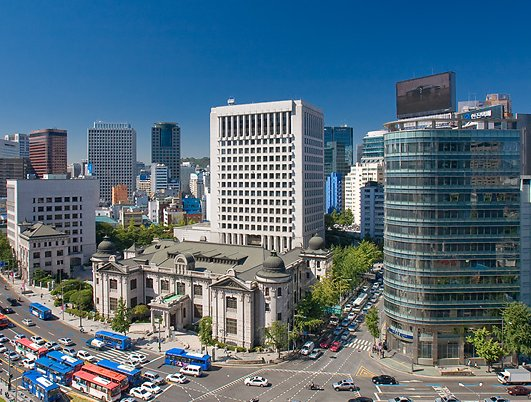
중구 소공동에 1912년 건립된 옛 조선은행 사옥은 2001년까지 한국은행 본점 사옥으로 쓰였으며 현재는 화폐박물관으로 활용되고 있다.

서울 도심을 상징하는 대표적인 서비스 산업은 금융업이다. 현재 한국은행이 자리한 중구 소공동은 인접한 명동의 증권시장과 함께 본래 여의도가 개발되기 전까지 한국의 월스트리트라고 불렸던 곳이다. 1922년 명동에 설립된 경성주식현물시장은 1970년대에 증권거래소가 여의도로 이전하기 전까지 명동 및 소공동 일대를 한국의 유일한 금융가로 만들어 왔으며, 일제 시대에 옛 조선은행 주변에 모여 있었던 주요 대형은행들의 본사는 오늘날에도 한국은행 주변에 밀집한 모습을 보이고 있다. 서울 도심의 금융중심지로서의 위상은 증권거래소 이전이 완료된 1990년까지도 계속 이어져 왔는데, 이는 국내 증권사들이 당시에 개발된지 얼마 지나지 않은 업무지구로서 여의도의 기능에 상당기간 의구심을 품어왔기 때문이다. 여의도가 명동 및 소공동을 제치고 오늘날 대한민국에서 제일가는 금융가로서의 위상을 지니며 한국의 월스트리트라는 이름으로 불리게 된 것은 1990년대 중반 이후였다.
오늘날에도 금융 지구로서의 기능은 여의도 뿐만 아니라 서울 도심에도 분산되어 있다. 이는 여의도의 금융산업이 국내 증권사 및 자산운용사에 집중되어 있는 반면, 서울 도심에는 은행, 보험 및 신용카드업과 외국계 증권사 등이 고르게 분포하고 있으며, 금융위원회, 예금보험공사, 한국은행 등 주요 금융 규제기관 또한 도심에 자리하고 있기 때문이다. 2022년 서울연구원의 조사에 의하면 서울 내 전체 금융기관 중 40%가 여의도에 위치하고 있지만, 그 구성은 국내 증권사, 자산운용사 및 투자자문사에 집중되어 있다. 반면 서울 내 은행 13개 업체 중에는 8개 업체가, 53개 보험사 중에는 29개 업체가, 8개  신용카드사 중에는 7개 업체가 서울 도심에 위치하고 있다. 또한 한국에 진출한 89개의 외국계 금융기업 중에서는 79개 업체가 서울 도심에 위치하고 있다. 외국계 금융기관의 도심 선호는 매우 두드러진 현상으로, 이는 특정 산업군에 치우치지 않은 종합적인 중심업무지구인 동시에 역사문화의 중심지라는 서울 도심의 독특한 성격에 대한 외국계 기업의 선호가 반영된 것으로 평가된다. 한편으로 2010년경부터는 미래에셋, 대신증권 등 국내 증권사 일부가 여의도를 떠나 명동 등 옛 도심으로 회귀하는 경향을 보이고 있는데, 그 배경에는 서울 도심에 대기업, 은행 및 보험사 등 증권사의 고객이 몰려 있을 뿐만 아니라 서울 도심의 업무용 빌딩 공급이 개발규제로 인해 크게 제한되어 있어 도심에 투자하는 것이 여의도에 비해 사업성이 좋다는 평가가 자리하고 있다.

#### 법률

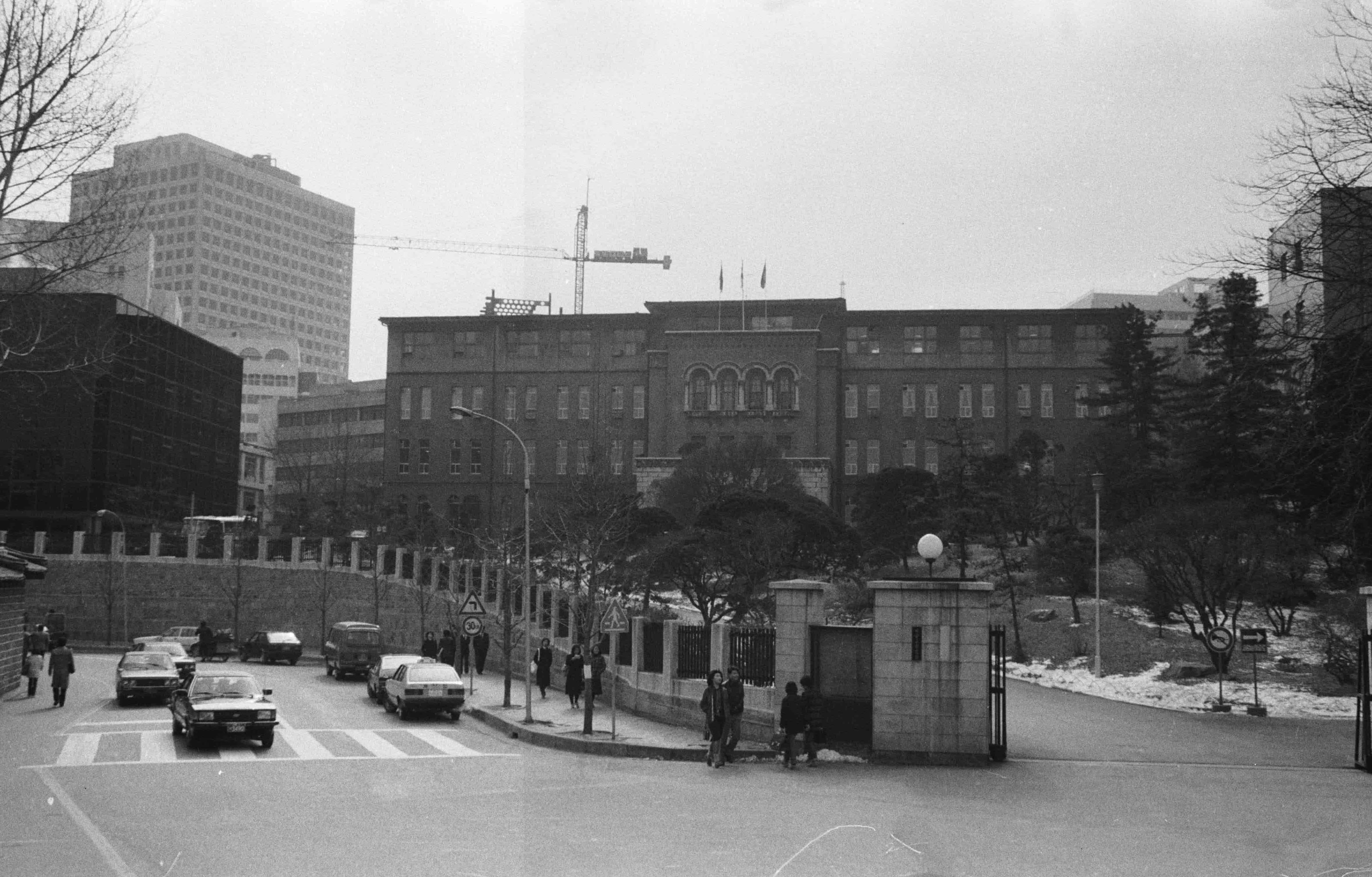
중구 서소문동에 1928년 건립된 옛 경성재판소 청사는 1995년까지 대법원 청사로 쓰였으며 현재는 서울시립미술관 본관으로 활용되고 있다.

서울 도심을 상징하는 또 다른 독특한 서비스 산업군은 법률, 그 중에서도 대형로펌이다. 2020년대 이후로 대한민국에서 가장 규모가 큰 4대 대형로펌인 김앤장 법률사무소(1973년 창립), 법무법인 광장(1977년 창립), 법무법인 태평양(1980년 창립), 법무법인 세종(1983년 창립)은 모두 서울 도심에서 창립되었으며 오늘날에도 모두 도심에 본사를 두고 있다. 이는 대법원 및 옛 서울지방법원(현재의 서울중앙지방법원)과 그에 대응되는 대검찰청, 서울지방검찰청(현재의 서울중앙지방검찰청)이 해방 후부터 1995년 강남 개발 차원에서 서초구로 청사를 옮기기 전까지는 모두 중구 서소문동 등 서울 도심 내에 자리하고 있었기 때문이다. 한편으로 민주화 이후 설립된 헌법재판소 역시 1993년부터 종로구 재동에 자리하고 있으며 현재까지도 같은 위치에 계속되고 있다. 1970~80년대에 시작된 대형로펌들은 이러한 역사를 반영하여 모두 서울 도심에서 창립되었으며, 특히 도심 내에서도 광화문 주변에 집중되어 있다는 특징을 보이고 있다.
1990년대에 대법원과 서울지방법원이 서초구로 자리를 옮겼음에도 이를 따라 서울 도심에서 강남 지역으로 자리를 옮긴 이력이 있는 법률회사는 4대 대형로펌 중 법무법인 태평양 뿐인데, 이는 그 무렵부터 이미 주요 대형로펌들의 수익구조가 일상적인 소규모 소송이 아니라 대기업 및 외국계 기업을 대상으로 하는 법률자문과 대관업무로 바뀌고 있었기 때문이다. 일상적인 송무에 특화된 로펌 및 법률사무소들의 개업 입지는 여전히 법원 근처를 중심으로 몰려 있지만, 손꼽히는 규모의 대형로펌들은 그 주된 수익창출원인 자문 및 대관업무 수행에 있어 행정부, 언론사 및 다양한 대기업과 외국계 기업이 고르게 밀집해 있는 업무지구로서의 환경이 필요했으므로 서울 도심에서 계속 업무를 수행해왔다. 로펌별 수익구조의 차이는 4대 대형로펌 중 유일하게 1990년대에 강남 지역으로 자리를 옮겼던 법무법인 태평양이 2020년에 종로구 공평동으로 복귀하는 원인이 되었다.

#### 언론
오랜 세월 도심에 집적되어 온 언론사들은 서울 도심의 고차원적 중심성을 나타내는 하나의 지표다. 한국 최초의 근대적 신문이자 대한제국의 국영신문인 한성순보는 중구 저동에, 최초의 근대적 민간신문인 독립신문은 중구 정동에 사옥을 두었고, 한편으로 식민통치기 조선의 총독부 기관지 역할을 맡은 매일신보와 경성일보는 1914년 지금의 서울특별시청 청사 터에 자리를 잡았다. 이에 따라 그 뒤를 이어 설립된 조선일보, 동아일보(각 1920년 창간) 등 수많은 신문사 역시 시청과 중앙청(옛 총독부 청사)을 둘러싼 도심 공간에 들어서게 되었다. 한편 매일신보와 경성일보는 사옥에 한 차례 화재를 겪고 1924년에 사옥을 옮겼는데, 이 자리는 오늘날 '프레스센터'로 알려진 신문회관 건물의 터가 되었다.
서울 도심 지역 내에 집적된 언론사들의 오랜 역사는 현대에도 계속되고 있다. 2020년 한국기자협회의 조사에 의하면, 대한민국에서 30년 이상의 역사를 지닌 언론사 27곳 중 18곳이 종로구 및 중구 등 서울 도심 일대에 위치하고 있다. 태평로(현재의 세종대로)를 따라 늘어선 조선일보, 동아일보 사옥, 광화문 인근의 연합뉴스 사옥, 중구 정동길을 따라 자리한 경향신문, 문화일보 사옥과 숭례문 인근의 한국일보 사옥 등은 도심 내 뉴스 산업의 오래된 역사를 상징하는 경관이다. 다만 서울 도심에는 신문사와 뉴스통신사가 집적되어 있을 뿐 방송사는 거의 발견되지 않는데, 이는 방송 산업이 1980년대에 뒤늦게 성장한 새로운 미디어 산업으로써 이미 땅값과 임대료가 높은 수준이었던 서울 도심에 진입하기가 어려웠기 때문이다. 결국 방송사들은 1980년대에 정부로부터의 정책 지원에 따라 당시 막 개발 중이던 여의도에 둥지를 틀었다가, 2000년대에는 새로운 정책 지원에 따라 마포구의 디지털 미디어 시티로 이동했으므로, 지금까지도 방송사가 서울 도심에 진입한 사례는 한 때 경향신문사와 통폐합되어 정동 사옥을 함께 사용했던 문화방송의 사례를 제외하고는 찾아보기 어렵게 되었다.

### 제조업

#### 귀금속·보석

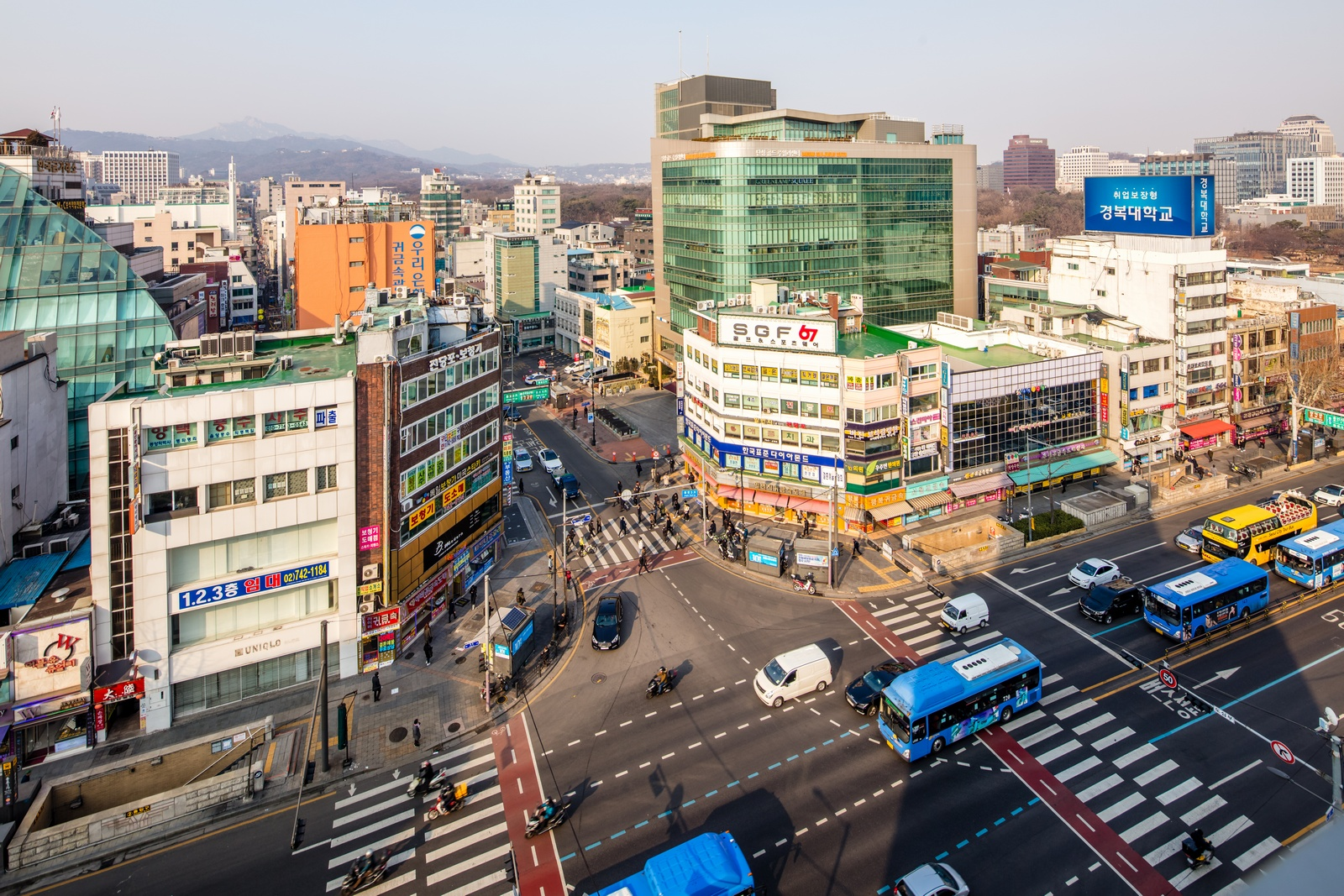
종로3가 사거리에서 바라본 종로귀금속거리의 모습. 사진 가운데 놓인 고층건물은 옛 단성사를 쇼핑센터로 재개발한 '단성골드주얼리센터'다.

금·은 등 귀금속과 다이아몬드 등 보석류를 유통 및 가공하는 주얼리·장신구 공예산업은 서울 도심 내 종로 지역에 집중된 대표적인 도시형 제조업이다. 종로 지역 귀금속·보석 산업의 역사는 조선 시대부터 시전에 공급할 귀금속을 다듬는 공인이 모여 살았다고 하여 '석수방골'이라 불린 종로구 예지동의 옛 이름까지 거슬러 올라간다. 한국의 귀금속·보석 산업은 일제 시대에 종로, 충무로 및 남대문시장 일대를 중심으로 성장하였고, 해방 후 1960년대에는 가장 큰 유통업체였던 '정금사'를 중심으로 명동 일대에서 번성하다가, 명동 등 도심의 핵심 소매상권 임대료가 오르면서 1970년대부터 제조 부문을 시작으로 점차 광장시장 인근의 종로구 봉익동 일대로 옮겨가게 되었다.
한편으로 70년대부터 종로4가 예지동 일대에는 주로 시계 관련 점포가 모여 있었다. 그러나 90년대 말 쿼츠시계가 등장하며 전통적 오토매틱시계 소비가 축소되고, 2004년에 그 일대가 재개발 지역으로 지정되어 여러 장인이 종로구 인의동 세운스퀘어 및 송파구 장지동 가든파이브 등으로 옮겨가자, 예지동 시계골목은 큰 타격을 받아 쇠락 일로를 걷는다. 그럼에도 불구하고 귀금속·보석 관련 산업은 90년대부터 오히려 봉익동 및 묘동을 필두로 종로2·3·4가 일대에 제조 및 유통업 모두가 더욱 조밀하게 집적되는 경향을 보였는데, 이는 그 무렵 티파니 등 해외 유명 주얼리 브랜드 업체들이 국내시장에서 세를 넓히자 상대적으로 경쟁력이 약한 소규모 금은방들이 집적의 이익을 얻기 위해 종로 일대에 더 강하게 모여들었기 때문이다. 2000년대 중반까지 종로 봉익동, 묘동 일대는 귀금속·보석 제조 및 유통업체 약 3천개가 모여들어 단일 귀금속 상권으로는 전세계 최대 규모를 자랑할 정도로 번영하였으나, 2010년대 중반부터 귀금속·보석류 소비의 주된 소비계층인 신혼부부가 감소하며 전체 소비규모가 줄어드는 와중에 해외 명품 브랜드 중심의 소비경향이 강화되자 깊은 부진을 겪고 있다. 이에 2010년 서울특별시청은 이 일대를 '종로 귀금속 특정개발진흥지구'로 지정하여 귀금속·보석 및 시계 등 제조·유통·수리업종에 대해 진흥정책을 실시하고 있으며, 오늘날 종로구 봉익동 일대의 귀금속·보석 산업은 서순라길 등으로 영역을 넓혀 유통·산업 지구로서의 위상을 이어가고 있다.

#### 인쇄

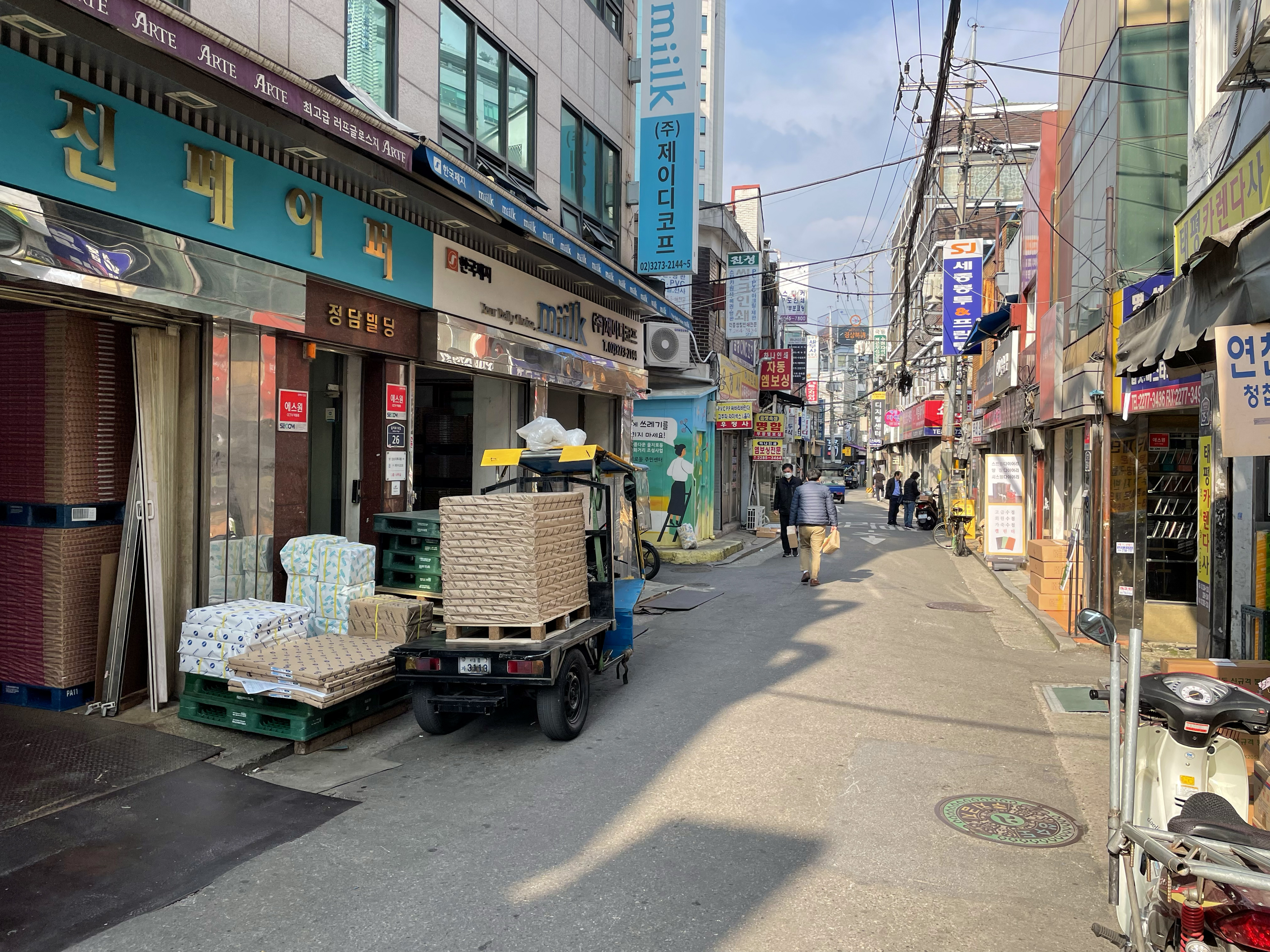
을지로 인쇄골목의 경관. 소규모 업체가 밀집한 모습을 볼 수 있다.

인쇄소는 서울 도심 내 중구 을지로 부근에 집중된 또 다른 도시형 제조 산업군이다. 중구 지역의 인쇄업은 조선 시대에 인쇄를 담당하던 관청인 주자소의 터가 중구 주자동에 있었던 흔적에서 그 초기 역사를 관찰할 수 있다. 그러나 조선 시대 인쇄소는 근대적 도시형 인쇄산업으로서의 성격이 결여되어 있었으며, 일제 시대에 형성된 도시형 인쇄업체들은 한국전쟁을 거치며 약 70%가 파괴되었다는 점을 고려할 때, 현대적인 을지로 주변의 도시형 인쇄산업 밀집지구 경관의 형성은 1960년대 말부터 나타난 현상이라 할 수 있다. 60년대까지 중구 인쇄골목에 붙여진 대표적인 이름은 인현동이나 을지로가 아니라 충무로였다. 이는 옛 충무로의 영화산업을 뒷받침하는 전단지 인쇄소로서 충무로 장교동 일대에 본격적인 인쇄산업지구 형성이 이루어졌기 때문이다. 하지만 인쇄업은 소음과 폐수 등 공해물질을 수반하는 문제가 있었으므로 서울특별시 정부는 이를 도심 지역에서 몰아내고자 했다. 1980년대에 시 정부가 장교동을 재개발하며 인쇄업체들을 몰아내자, 이들은 인근의 인현동 주거지 일대까지 침투했는데, 이것이 오늘날 관찰되는 을지로 인현동 인쇄골목의 직접적인 연원이 되었다.
을지로 인현동 인쇄산업지구의 특징은 영세업체들이 생산공정을 서로 분업화하고 있어 도시블록 전체가 하나의 인쇄촌(村)을 이루고 있다는 것이다. 계속되는 재개발 압력속에서 대규모 인쇄업체들은 이미 2000년대에 파주출판도시로 자리를 옮겼고, 남은 자리에는 고령의 노동자가 근무하는 조직화된 영세 인쇄업체들만이 머무르게 되었기 때문이다. 2013년 통계청 전국사업체조사에 의하면 서울 도심 내 중구 을지로동, 광희동, 필동에는 전국에서 가장 많은 인쇄업체들이 조밀하게 포진하고 있으나, 업체 당 평균 종사자 수는 2~4명 수준으로 경기 파주시 교하동(16.69명), 조리읍(12.51명) 등에 비해 업체의 규모가 매우 작은 수준이었다. 이처럼 조밀하게 분업화가 이루어진 인쇄업체들은 고객층에 가까운 도심 내에서의 지리적 근접성과 집적 이익을 포기하기 어려웠으므로, 시 정부가 1980년대부터 계속하여 재개발 압력을 가하고 있음에도 불구하고 재개발에 완강히 저항해오고 있다. 오늘날 이곳 일대는 '중구 인쇄 특정개발진흥지구'로 지정되어 있다.

## 시장과 상권

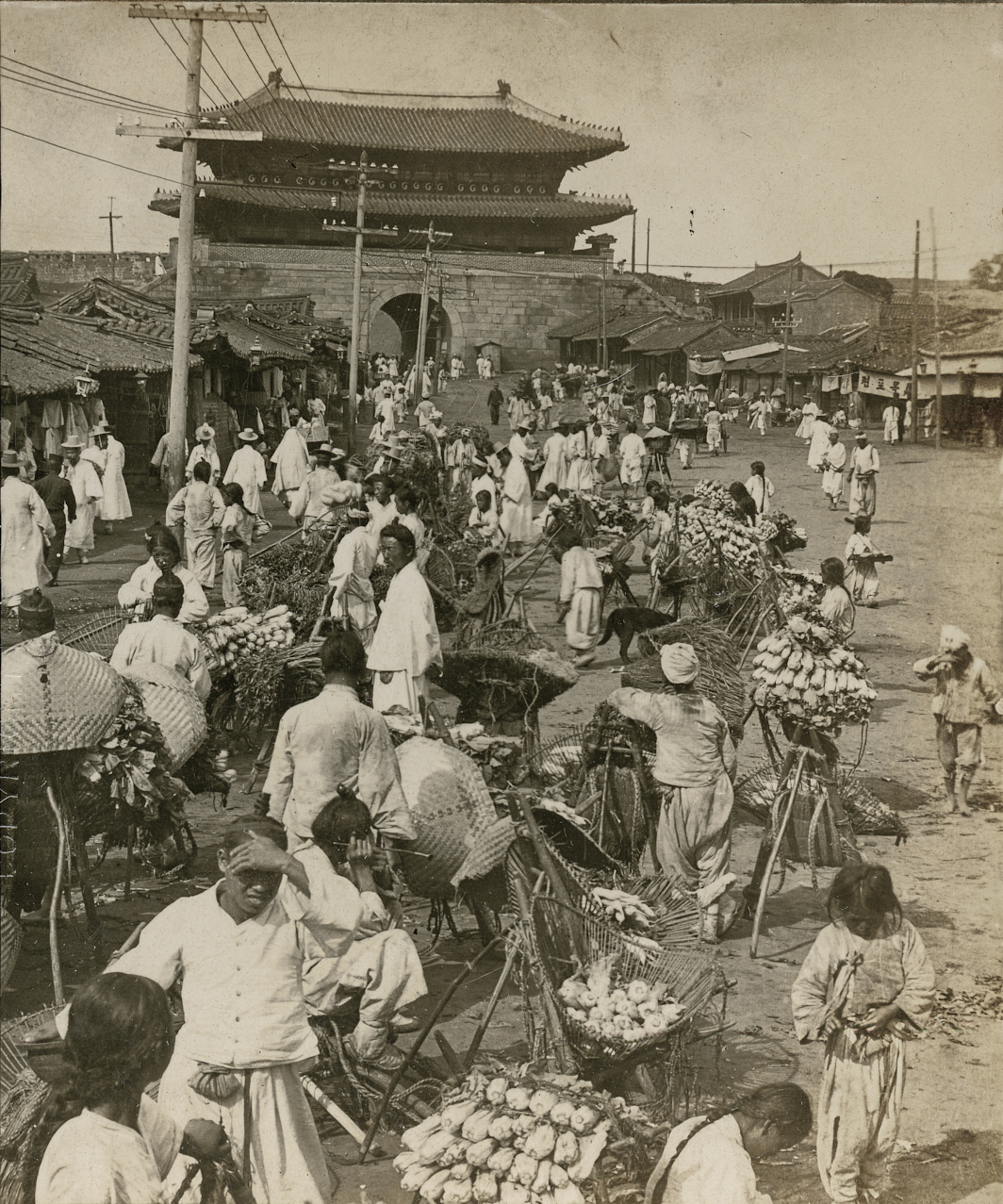
1904년 조지 로즈가 촬영한 옛 남대문시장의 모습

서울 도심의 종로구·중구 일대는 전체적으로 강남, 마포, 영등포 등 다른 상권에 비해 사업체가 교체되는 비중이 가장 낮으며 오랜세월에 걸쳐 운영되어 온 점포가 많다는 특징이 있다. 이와 같은 서울 도심의 안정된 상권 구조는 옛 조선 시대의 종로·칠패·이현 등 '도성 3대 시장'과 일제 시대의 '명동'으로부터 유래한 것으로 유서 깊은 역사를 지니고 있다.

### 도성 3대 시장과 명동

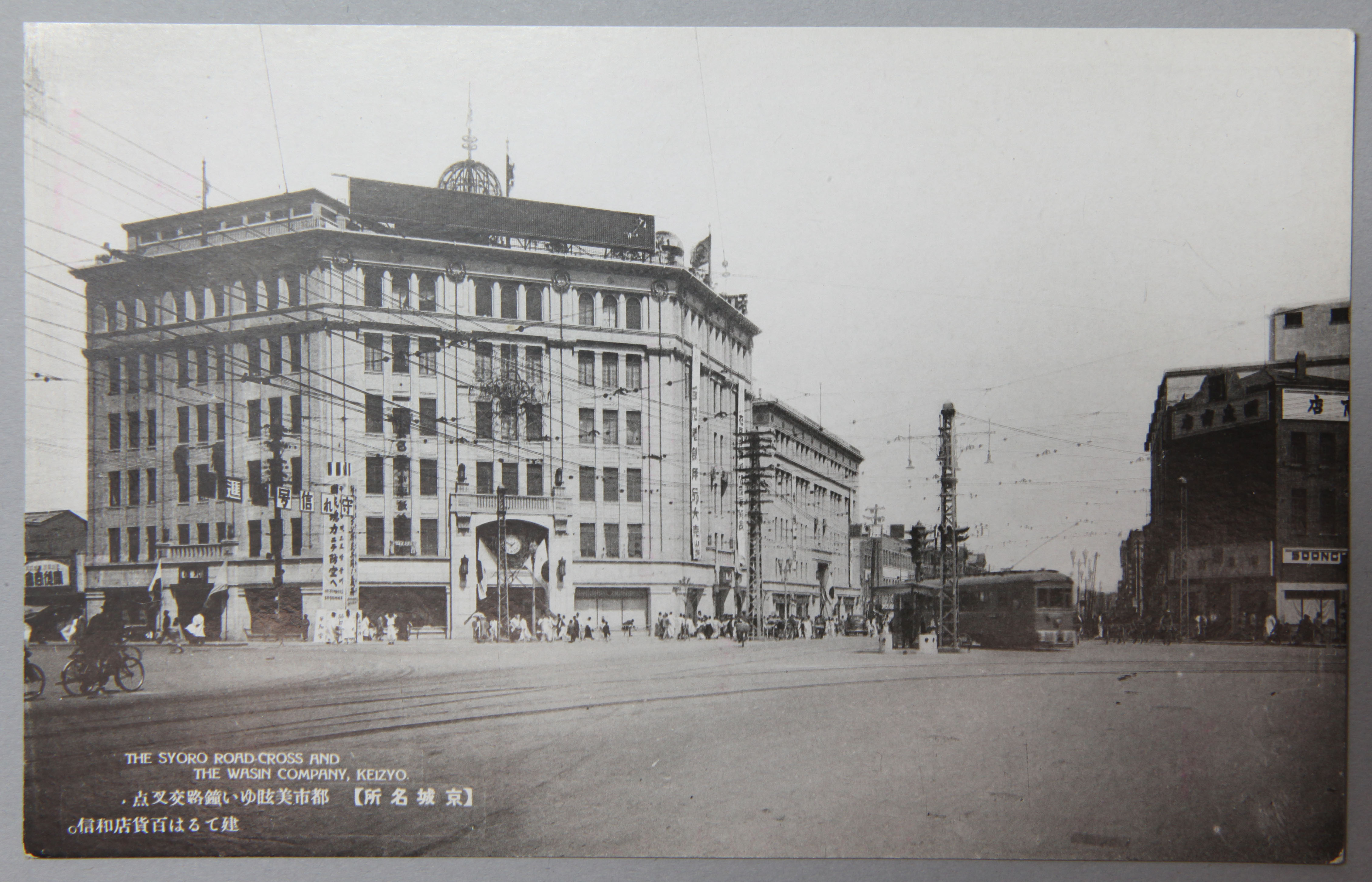
1940년대 화신백화점의 모습. 그 터는 오늘날 종로1가사거리의 동북측에 해당하는 곳으로, 훗날 삼성그룹에 인수되어 1999년 종로타워로 재개발되었다.

서울 도심의 상권 구조는 종각을 중심으로 맞물리는 옛 도성 안 시전 행랑에서부터 기원한다. 본래 도성 안에는 15세기 초부터 공인된 하나의 시장으로서 '시전'이 종루를 중심으로 운종가와 광통교 및 남대문을 잇는 丁자 형태 도로를 따라 존재했는데, 인구수가 증가하고 상업경제가 발달하면서 추가로 시장을 개설할 필요가 생겼다. 이에 따라 17세기 중반에는 남대문 바깥에 '칠패(七牌)' 시장, 18세기 중반에는 동대문 주변에 '이현(梨峴)' 시장의 개설이 허가되어 종로(종루)·칠패·이현이라는 도성 3대 시장 체제가 구축되었다.
배오개(梨峴), 종루와 칠패. 바로 도성의 3대 저자(都城三大市)라. 수많은 장인 생업하고 사람들 어깨 부딪치고, 온갖 물건 이익을 쫓고 수레들 이어졌네.

그러다 일제 시대에 들어서 일본인 거류민이 밀집한 남촌(진고개) 일대가 번성하자, 서울 상권의 중심은 남촌의 중심에 있는 혼마치(일본어: 本町), 즉 오늘날의 명동 충무로 일대로 급격히 옮겨갔다. 1906년 충무로에는 미쓰코시백화점의 경성출장소가 개설되었고, 1929년에는 출장소가 지점으로 승격되며 오늘날의 신세계백화점 본점 자리에 한국 최초의 근대적 백화점인 미쓰코시백화점 경성지점이 건축되었다. 같은 해에는 죠지야백화점이 오늘날의 롯데백화점 영플라자 자리에 들어섰으며, 그 뒤로 히라타백화점(1926년), 미나카이백화점(1932년) 등이 들어서며 근대 소비문화의 발흥과 명동 상권의 번영을 이끌었다.

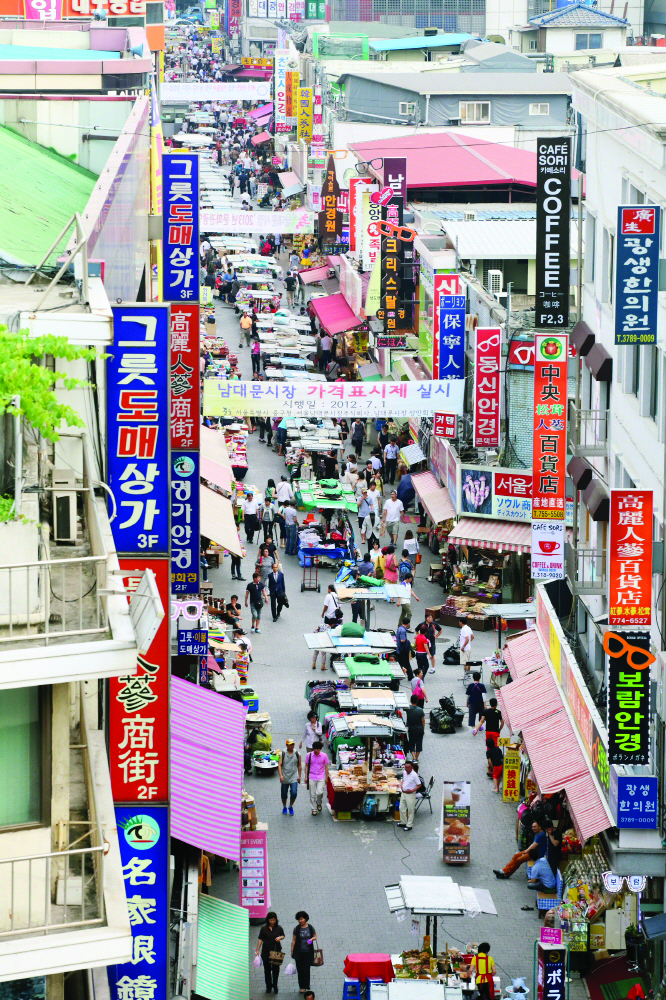
2014년 남대문시장 중앙로의 모습. 의류 뿐만 아니라 그릇, 안경 등 잡화를 취급하는 상점의 비중이 상당함을 관찰할 수 있다.

도성의 3대 시장은 일제 치하의 근대화된 명동 상권과 경쟁하는 과정에서 다양한 변화를 겪었다. 가장 먼저 변화의 대상이 된 것은 칠패시장으로, 1897년 대한제국 정부는 도로정비 과정에서 기존의 점포를 잃은 상인들을 옛 선혜청 창고 주변에 수용하고 상설시장의 개설을 허가했는데, 이것은 오늘날까지 이어지고 있는 현대적인 남대문시장의 원형이 되었다. 남대문시장은 1911년, 1921년 등 두 차례에 걸쳐 큰 화재를 겪었고, 그 과정에서 송병준이 세운 '조선 농업 주식회사'가 운영을 담당했다가 최종적으로는 일본인들이 이끄는 '중앙 물산 주식회사'로 경영권이 넘어갔다. 한편으로 1905년에는 고종의 측근인 김종한 등이 예지동에 '광장 주식회사'를 세워 도성 안 동촌의 이현시장을 관리하도록 함으로써 이현시장은 '동대문시장' 또는 '광장시장'이라는 이름을 얻게 되었다. 당대에 두 시장 중에서 남대문은 상대적으로 도매상의 성격이, 동대문은 소매상의 성격이 강했다.
종로 시장은 조선인을 중심으로 명동 상권의 백화점들과 맞대결을 시도했다. 1916년 잡화상 '덕원상점'을 세워 큰 성공을 거둔 조선인 최남(崔楠, 1865–?)은 1931년에 동아백화점(東亞百貨店)이라는 이름으로 조선인이 경영하는 최초의 근대적 백화점을 세웠다. 그러나 이듬해 동아백화점은 당대에 떠오르던 또 다른 유명 조선인 경영자 박흥식의 화신상회에 인수되어 화신백화점으로 거듭나게 되었다. 화신백화점은 인수 당시 4층 규모의 목조 건물이었으나 1935년에 대화재를 겪고 전소되었는데, 당시 이미 전국에 연쇄점을 세우며 큰 성공을 거두었던 박흥식은 그 자리에 오히려 당대 명동의 미쓰코시·죠지야·히라타·미나카이 등 4대 백화점보다 높은 지하 1층, 지상 6층에 승강기와 에스컬레이터를 갖춘 현대적 고층건물을 신축함으로써 1937년에 조선 최대의 백화점이라는 위상을 차지했다. 박흥식의 여러 친일행적에도 불구하고, 일제 치하에서 조선인이 일본인의 명동 상권에 지지않고 종로에서 성공을 거두었다는 것은 당대 조선 사람들에게 나름의 자부심을 준 것으로 평가된다.

### 해방 후 상권별 현대화

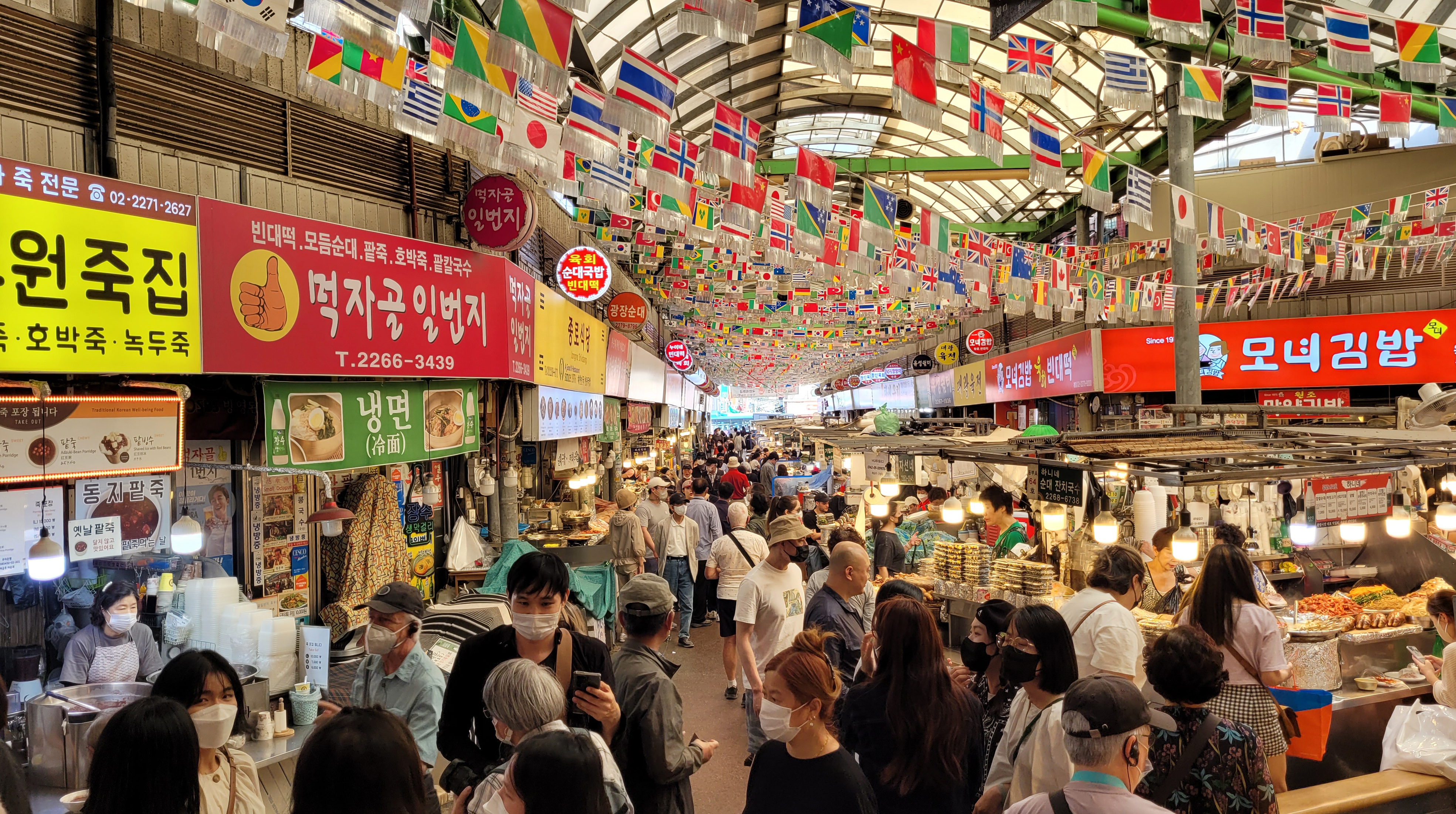
2020년대 광장시장 음식점 거리의 모습

해방 후 이어진 한국전쟁은 도심 내 남대문·동대문시장을 거의 전소시켰으며 화신백화점에도 큰 피해를 주었지만, 살아남은 상인들은 또 다른 현대적 변화를 거치며 다시 그 자리에 상권을 재건하는데 성공했다. 남대문시장은 본래 의류 뿐만 아니라 수산과 청과 등 식품을 다루는 종합시장으로서 그 규모가 가장 컸는데, 도심 재개발 시기 무렵부터 취급품목에서 식품과 의류가 차지하는 비중이 줄어들며 점차 취급품목이 세분화·전문화되는 현상을 겪었다. 예를 들어 도심 복판에 있는 남대문시장에 대규모 식품도매시장을 두는 것에 여러 문제를 느낀 정부는 1975년에 남대문시장의 수산 부문을 노량진으로, 청과 부문을 용산으로 이전시켰다. 또한 패션산업 중심지로서 동대문시장이 발달함에 따라 남대문시장에서 의류 품목이 취급되는 비중은 줄어들게 되었다. 그 대신 1970년대말부터 남대문시장에 들어선 것은 주방용품, 포목 등 잡화와 장신구 등 액세서리였다. 1986년 아시안 게임 및 1988년 하계 올림픽 등 대규모 국제행사를 치르며 관광객이 크게 늘어나자 남대문시장의 품목 전문화는 더욱 가속화되었다. 1982년에는 남대문시장 입점업체 중 60%가량이 의류를 다룰 정도로 의류시장으로서의 성격이 강했으나, 2013년에는 의류의 비중이 약 36%로 줄어들었다. 그 빈 자리는 다종화된 잡화(약 16%)와 액세서리(약 30%)가 채우고 있다.
동대문시장은 본래 예지동에서 출발하였으나 의류산업의 핵심지가 되며 계속해서 그 범위가 종로5·6가까지 넓어졌다. 이에 원래의 예지동 주변 시장은 광장시장, 종로5가는 동대문시장, 종로6가는 동대문종합시장이라는 이름으로 분화가 이루어지게 되나, 상권이 청계천 평화시장 등으로 계속 넓어지며 일대 전체가 동대문시장이라고 불리게 되었다. 1980년대에 이르러 동대문시장은 단순한 의류소매시장이 아니라 동대문역 부근의 원단 공급, 창신동 일대의 제조공장, 광희동 일대의 유통망이 결합하여 대한민국 최대의 패션산업 중심지로 발돋움했다. 이에 따라 1990년대에는 두산타워와 밀리오레, 2000년대에는 굿모닝시티 등 고층의 상업건물들이 동대문 일대에 계속하여 들어섰다. 또한 2014년 옛 동대문운동장을 철거한 자리에 지어진 동대문디자인플라자는 개장 초기의 여러 논란에도 불구하고 지속적으로 흑자를 내며, 오늘날 동대문의 패션산업을 뒷받침하는 세계적인 전시장으로서 역할을 늘려나가고 있다.
종로와 명동의 백화점들은 한국전쟁을 거치며 큰 부침을 겪었는데, 이는 국토 전반이 전쟁의 참화를 입어 산업경제가 축소되었으므로 백화점이라는 고도화된 상업기능의 재건에는 긴 시간이 걸릴 수밖에 없었기 때문이다. 전후 백화점들은 경영에 많은 어려움을 겪어 기획기능이 결여된 채 사실상 건물 내 점포를 임대만 하는 수준에 그치다가, 1970년대 초 고도성장기에 들어서야 비로소 직영 체제를 갖추며 어느 정도의 성장을 이루어낼 수 있었다. 해방 후 70년대에 이르는 침체기 동안 일제 시대의 백화점들은 다양한 경로로 재편되었다. 예를 들어 종로 화신백화점은 전후 재건과정에서 소유권 분쟁으로 인해 화신백화점, 신신백화점, 종로백화점 등으로 나누어졌다. 한편 명동의 일본계 백화점 중 일부는 적산 불하 대상이었다. 미쓰코시백화점은 1950년에 동방생명 그룹에 불하되어 동화백화점이 되었다가, 훗날 동방생명 그룹 전체가 부도를 겪어 삼성그룹에 인수됨에 따라 1963년에 신세계백화점으로 재편되었다. 죠지야백화점은 1948년에 한국무역협회에 불하되어 무역관으로 쓰이다 1954년에야 '대한 부동산' 주식회사에 팔려 미도파백화점으로 재편되었다. 그러나 미나카이백화점은 옛 원호청 청사로 활용되었으며, 히라타백화점은 불하 후에 아예 화재로 전소되어 대연각호텔로 바뀌었다.
1970년대 고도성장기는 백화점의 부흥을 이끌었고, 이때에 명동에서 소공동에 이르는 현대적인 도심 백화점 상권의 경관이 기틀을 갖추었다. 일제 시대부터 명맥을 이어 온 신세계(옛 미쓰코시), 미도파(옛 죠지야), 그리고 화신은 1970년대 초까지 서울의 3대 백화점이라고 불렸으며, 여기에 1970년 명동거리 입구에 문을 연 코스모스 백화점과 1979년 맞은 편 소공동에 문을 연 롯데백화점이 경쟁에 가세했다. 치열한 경쟁 속에서 가장 먼저 밀려난 곳은 화신백화점이었다. 1980년 박흥식의 화신그룹이 부도를 겪으며 팔려나간 신신백화점은 1983년 철거 후 제일은행 본사로 바뀌었고, 화신백화점은 신생백화점으로 인수되었다가 1986년에 또 다시 부도를 겪었다. 다음으로 코스모스백화점은 맞은 편 롯데백화점의 공세를 당해내지 못하던 가운데 계열사들이 부도나자 1992년 풍한산업에 팔려나갔으며, 그 필지는 약 16년간 여러 차례 재개발을 거친 끝에 2009년 쇼핑몰 '눈스퀘어'로 재탄생했다. 마지막으로 경쟁에서 밀려난 곳은 미도파백화점으로, 1969년 대농그룹에 인수된 후 직영체제를 확장하며  70년대말까지 업계 1위를 고수했다. 그러나 대농그룹이 부도를 겪는 과정에서 1998년 함께 부도를 겪었고, 그 후 재정비를 거쳐 2002년에 롯데백화점에 인수되었다. 오늘날 그 건물은 소공동 롯데타운을 이루는 롯데영플라자로 재단장하여 역사를 이어오고 있다. 경쟁에서 살아남은 롯데백화점과 신세계백화점은 2005년를 전후로 서로를 의식하여 각각 대규모의 재단장과 신축공사를 진행하는 등, 오늘날에도 도심 백화점 상권의 양대 산맥으로서 치열한 경쟁을 이어오고 있다.

## 문화

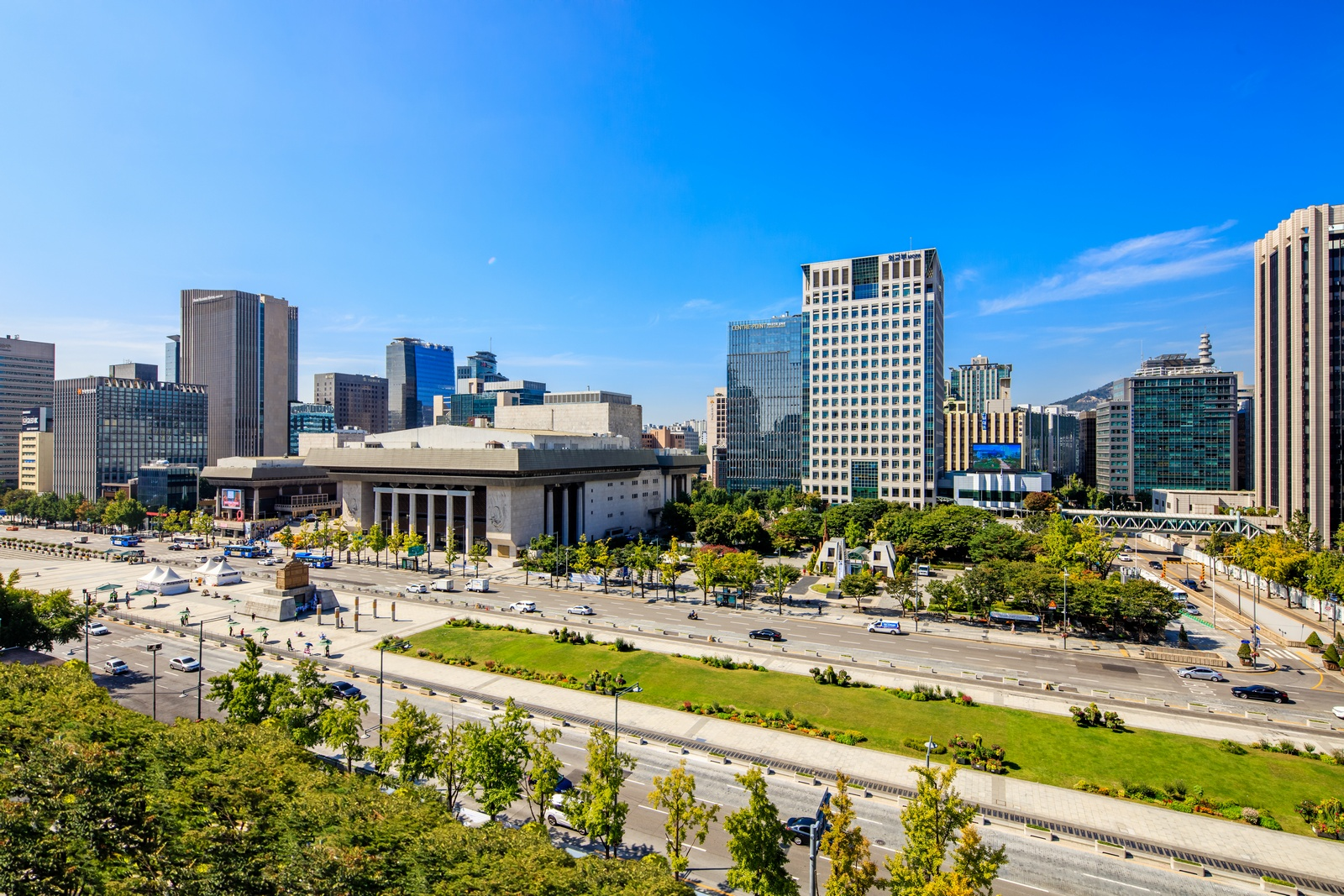
1978년 세종로에 지어진 전시장이자 공연장인 세종문화회관은 전통 한옥의 개념을 현대적으로 변용한 현대 한국건축의 성공 사례이기도 하다.

서울 도심은 '미술 1번지'라 불리는 종로구를 품고 있으며, 종묘, 창덕궁 등 풍성한 문화유산을 지니고 있다. 나아가 이를 둘러싼 종로구·중구·용산구 등 도심 3구의 도심권은 서울에서 가장 많은 공연장과 전시장이 밀집해 있는 문화예술의 중심지이다. 2015년 서울연구원의 조사에 따르면 서울특별시 전체에서 공간을 차지하는 문화유산의 약 53.1%(173개소),, 공연시설의 약 48.6%(245개소), 박물관·미술관·화랑·경매소 등 전시시설의 약 51.4%(332개소)가 도심권에 밀집되어 있다. 다만 공연시설의 객석 수를 기준으로 할 때 서울 전체에서 도심권은 약 32%만을 점유하고 있는데, 이는 대학로를 중심으로 소규모 예술시설이 주로 집적되어 있기 때문이다.

### 문화유산과 박물관

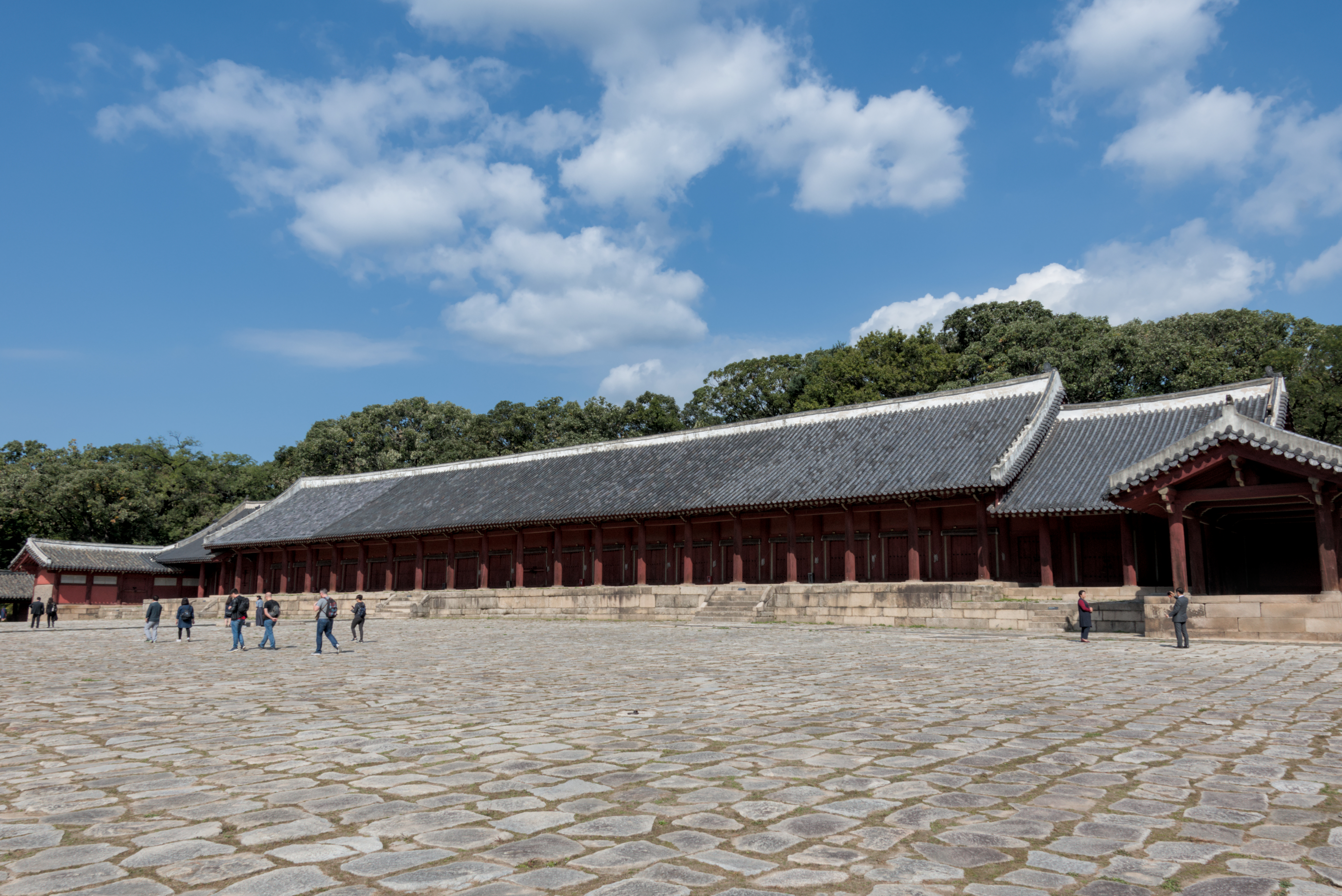
종묘는 석굴암·불국사 및 해인사 장경판전과 더불어 1995년 대한민국 최초로 지정된 유네스코 세계문화유산이다.

조선의 수도 한성부의 도성 안 중심지로서 서울 도심의 역사는 자연스럽게 다방면의 문화유산이 도심 내에 밀집한 경관을 연출하고 있는데, 그 대표적인 예시로는 대한민국 최초의 국보 숭례문과 대한민국 최초의 유네스코 세계문화유산 중 하나인 종묘, 그리고 경복궁·창덕궁·창경궁·덕수궁·경희궁 등 조선의 옛 5대 궁궐을 들 수 있다. 서울연구원의 조사에 의하면 도심권으로 범위를 넓혀 볼 때 2019년 기준으로 서울 내 국가지정문화유산 1,266건 중 737건, 서울특별시지정문화유산 608건 중 219건이 서울 도심권에 위치하고 있으며, 박물관에 소장된 보물 등을 제외하고 독자적으로 공간을 점유하는 형태의 문화재만을 헤아릴 경우에도 2015년 기준 서울 전체 326곳의 문화유산 중 173곳이 도심권에 위치하고 있다.
도심 내 문화유산의 높은 밀도는 자연스럽게 이를 관리·전시하는 박물관이 밀집한 박물관 클러스터의 형성으로 이어지게 되었다. 2020년 기준으로 서울 내 박물관·미술관이 가장 많은 자치구 상위 3곳은 종로구(54개), 중구(18개), 용산구(12개)의 도심 3구다. 도심 내 박물관 클러스터의 역사는 대한제국 순종 치세에 을사조약 이후 창경궁 일부를 철거하고 그 부지에 세운 제실박물관과, 한일병합 이후 일제가 경복궁 일부를 철거하고 그 부지에 세운 조선총독부박물관의 두 박물관으로부터 기원한다. 1909년 대중에 공개된 제실박물관은 1910년 한일병합 이후 이왕가박물관으로 이름을 바꾼 뒤 같은 창경궁 자리에서 계속 운영되었다가, 1938년 덕수궁으로 자리를 옮겨 해방 전까지는 이왕가미술관, 해방 후에는 덕수궁미술관으로 운영되었다. 한편 1915년 개관한 조선총독부박물관은 해방 후 그대로 '국립박물관'이 되었는데, 이는 오늘날 국립중앙박물관의 전신이다. 두 박물관의 소장품은 모두 국립중앙박물관으로 이전되었으며 대한민국 박물관들의 뿌리가 되었다.

### 미술

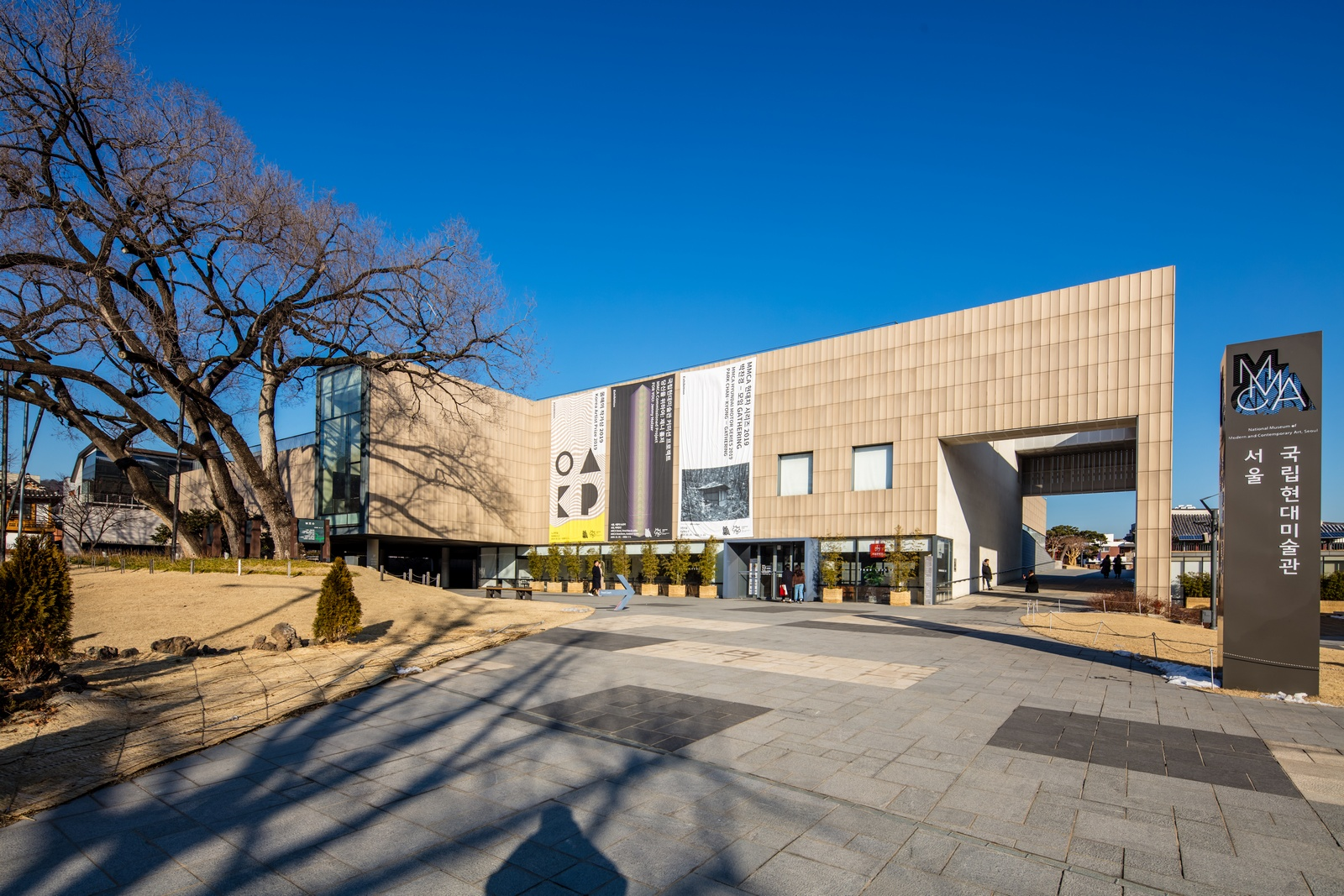
2013년 경복궁 동측의 옛 종친부 터와 국군기무사령부 건물을 정비하여 개관한 국립현대미술관 서울관은 서울 도심을 대표하는 가장 유명한 전시관 중의 하나다.

여러 예술문화 중에서도 미술의 중심지로서 서울 도심의 역사는 기록상 조선 후기까지 거슬러 올라간다. 1790년 문인 강이천(姜彛天, 1768–1801)이 지은 한경사(漢京詞)에는 "한낮 광통교 기둥에 울긋불긋 걸렸으니, 여러 폭의 비단은 병풍을 칠 만하네. 근래 가장 많은 것은 도화서의 솜씨로다. 많이들 좋아하는 속화(俗畵)는 산 듯이 묘하도다"라는 구절이 있는데, 이는 늦어도 그 무렵에는 청계천 광통교를 주변으로 상업화된 미술 시장이 형성되어 있음을 보여준다.
일제 시대에 들어 미술 시장은 서양화 등 당대의 최신 미술조류가 아닌 한국의 고전 동양화와 고미술을 중심으로 발달하였으며, 주로 일본인이 거주하는 남촌 지역, 그 중에서도 중구 명동을 중심으로 고미술품 거래가 번성하였다. 해방 후 고미술품 시장은 중구 명동을 넘어 종로구 인사동 등으로 퍼져나갔다. 그러나 종로구 인사동이 오늘날 널리 알려진 '화랑가'로서의 경관을 갖추게 된 것은 1970년대의 일이다. 1970년 문을 연 '현대화랑'을 시작으로 이 무렵부터 종로구 인사동에 고미술품 뿐만 아니라 동시대 미술품을 다루는 화랑이 줄지어 들어서기 시작했다.
1970년대 형성된 인사동 중심의 화랑가는 점차 지리적 분화가 이루어져 인사동 뿐만 아니라 삼청동·평창동 등으로 뻗어나갔다. 오늘날 인사동의 화랑들은 주로 고미술을, 삼청동의 화랑들은 주로 현대미술을 취급하는 것으로 알려져 있다. 2020년대에도 미술 1번지로서 종로구의 위상은 계속되고 있으며, 이는 국립현대미술관 서울관 등 국내 최정상의 미술관과 아트선재센터, 가나아트센터, 갤러리현대(옛 현대화랑), 국제갤러리 등 인사동·삼청동·평창동에 밀집한 유명 화랑들로부터 뒷받침되고 있다.

### 공연

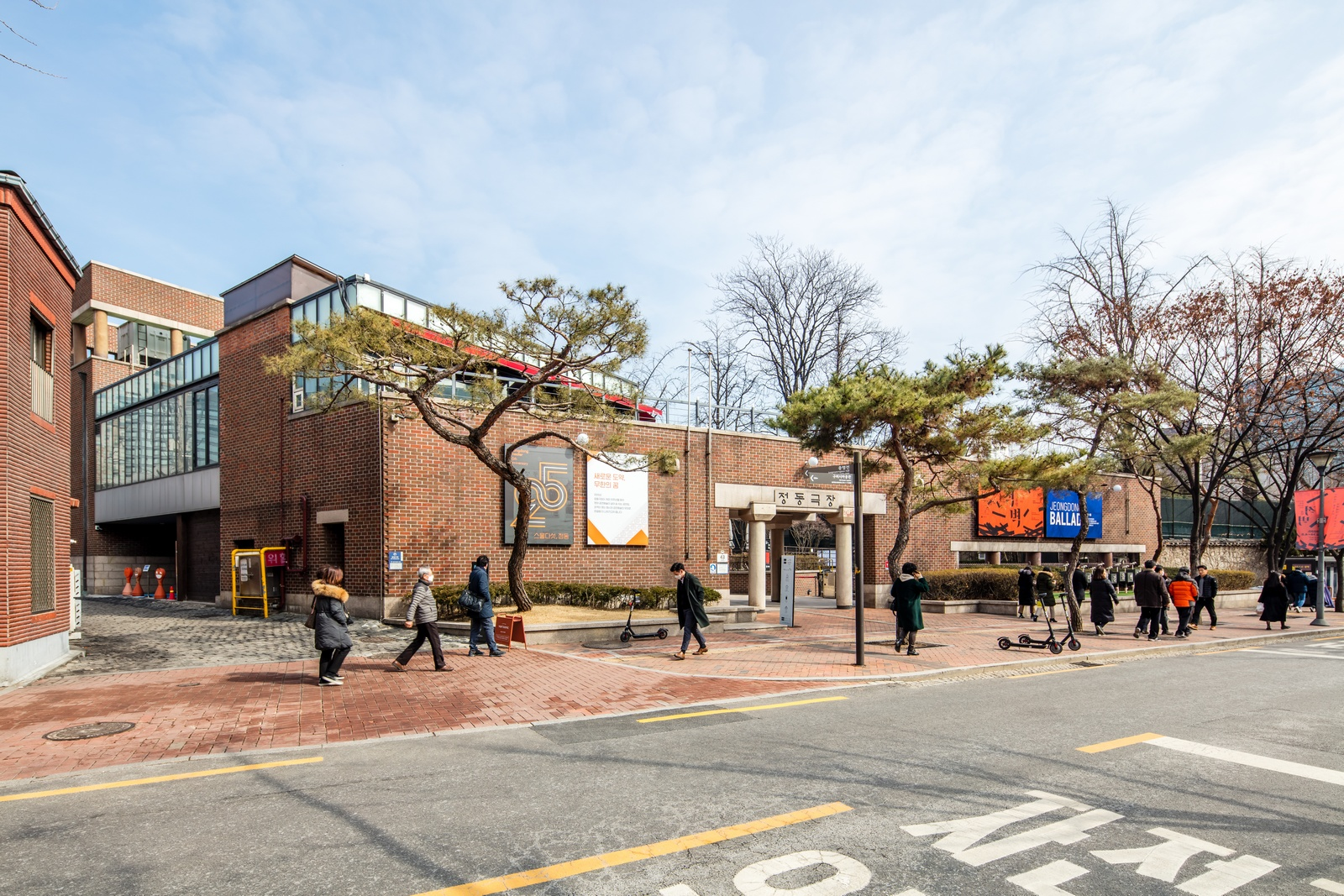
한국 최초의 근대적 극장 원각사의 역사를 계승하기 위해 1995년 중구 정동에 지어진 정동극장의 모습

서울 도심의 현대 공연예술문화는 중구 일대의 국립극장과 종로구 대학로 일대의 소극장들을 두 축으로 삼고 있는데, 그 뿌리는 1902년 경희궁 부근에 대한제국 황실이 세운 최초의 근대적 공연장인 협률사까지 거슬러 올라갈 수 있다. 협률사는 원각사로 재편되었으나 1914년 화재로 소실되었는데, 오늘날 그 역사는 1995년 정동길에 지어진 공공극장인 정동극장으로 계승되고 있다. 국립정동극장은 2020년대에도 세실극장 등 경영위기를 겪는 중구 일대의 소극장들을 공공극장으로 인수하며 그 문화 저변을 계속하여 넓히고 있다.
한편 1935년 일제 시대에는 중구 태평로 일대에 1,800석 규모의 대강당을 지닌 근대적 공공극장으로서 부민관이 세워졌다. 해방 후 1950년에 이르러 부민관은 대한민국 최초의 국립극장이 되었으나 한국전쟁을 거치며 부민관은 국회의사당으로 그 쓰임이 바뀌었으므로 환도 후 국립극장은 갈 곳을 찾을 수 없었다. 결국 서울 수복 후 국립극장은 일제 시대에 일본인들에 의해 명동에 건립된 대규모 극장 명치좌로 그 터를 옮겨 60년대까지 명동 국립극장으로 한 시대를 보냈다. 1967년에 들어 정부는 남산 기슭의 장충동에 국립극장 신축을 추진하였고, 이는 1973년에 결실을 맺어 오늘날까지 이어지는 장충동 국립극장으로 자리잡기에 이른다.
종로구 대학로는 1970년대에 관악구로 이전된 서울대학교의 옛 종로구 부지에 세워진 문화지구로서 중구 일대의 국립·공공극장에 비해 역사가 늦은 편임에도 불구하고 문화의 거리로서 높은 지리적 상징성을 지니고 있는데, 이는 대학로가 단순히 현대 공연예술만의 거점이 아니라 20세기 후반의 한국 대학문화가 꽃을 피운 장소이기 때문이다. 대학로는 아르코예술극장 건립, '차 없는 거리' 조성 등 1980년대부터 문화지구로서 정부의 전폭적 지원을 받으며 서울의 문화예술을 대표하는 공간이자 공연예술의 공간으로 확고히 자리매김했다. 오늘날에도 대학로는 세계에서 공연장의 분포가 가장 조밀하게 밀집된 지역으로서 공연예술에 관련된 산업체들이 고도로 집적되어 있는 클러스터를 이루고 있다. 그러나 한편으로 문화지구로서 대학로의 성공은 영세한 소극단이 감당하기 어려울 정도로 지나친 임대료 상승을 일으키며 대학로의 공연예술 문화에 위기를 일으키고 있는 것으로도 평가된다.

### 영화

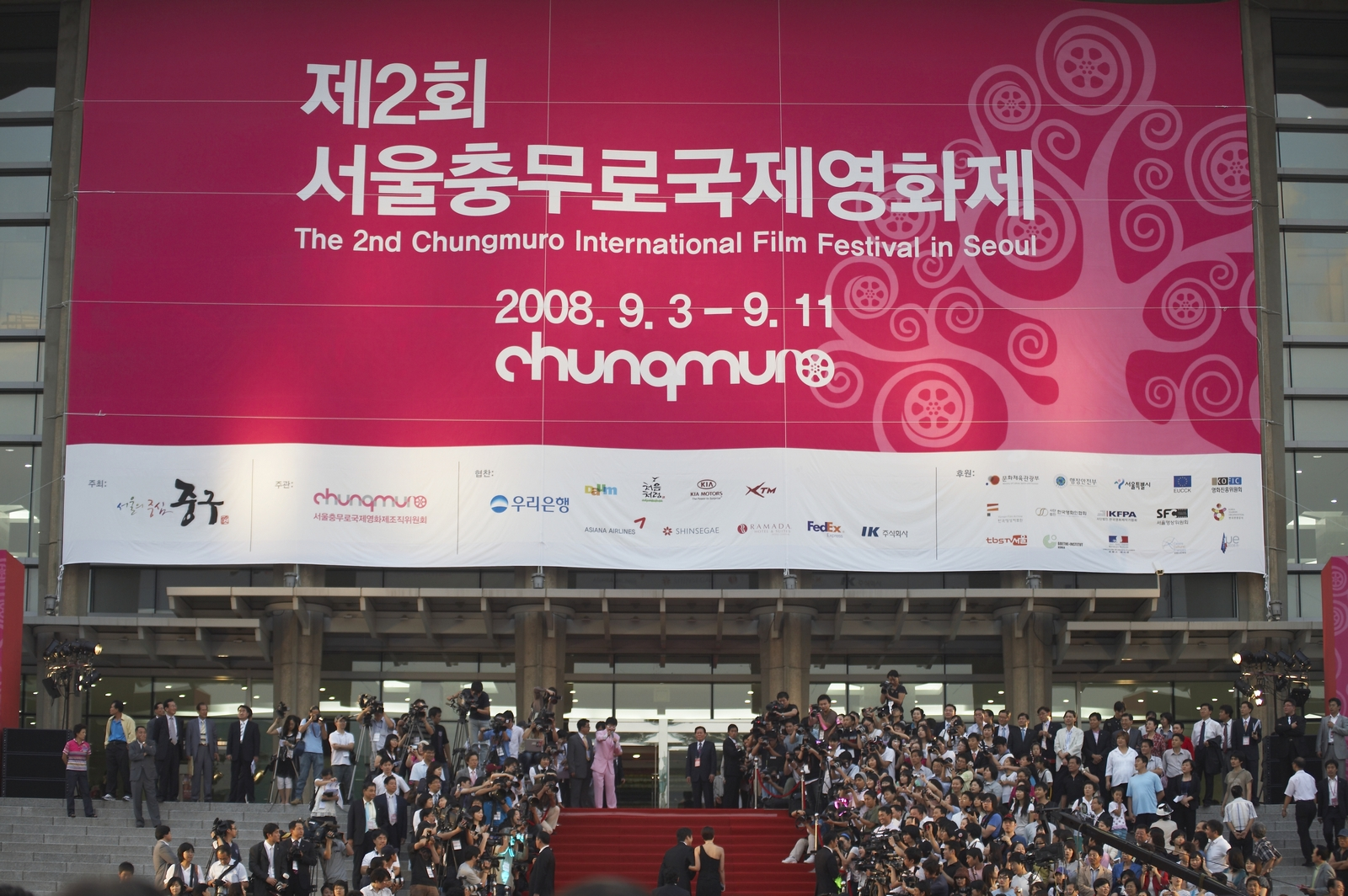
충무로라는 지명은 대한민국 영화산업 그 자체를 뜻하는 대명사처럼 쓰이고 있다.

지역의 이름이 영화산업의 대명사가 된 미국 로스앤젤레스의 할리우드처럼, 대한민국의 영화산업을 상징하는 지명인 서울의 충무로는 서울 도심 내 영화산업의 역사를 뚜렷이 드러내는 흔적이다. 한국 영화산업의 역사는 그 시작부터 서울 도심 일대와 밀접한 관련을 맺어왔다. 예를 들어 1903년 구한말 최초의 영화상영은 오늘날 동대문종합시장이 자리한 옛 한성전기회사의 기계창에서 이루어졌으며, 조선인들이 1907년 세운 단성사 영화관은 오늘날의 종로3가에 위치하고 있었다. 일제 통치가 강화되면서 유명한 영화관들은 일본인 상권의 중심인 명동 일대에 들어서기 시작했다. 일본인들이 세운 약초극장(1935년), 명치좌(1936년) 등은 이에 해당하는 대표적 사례다.

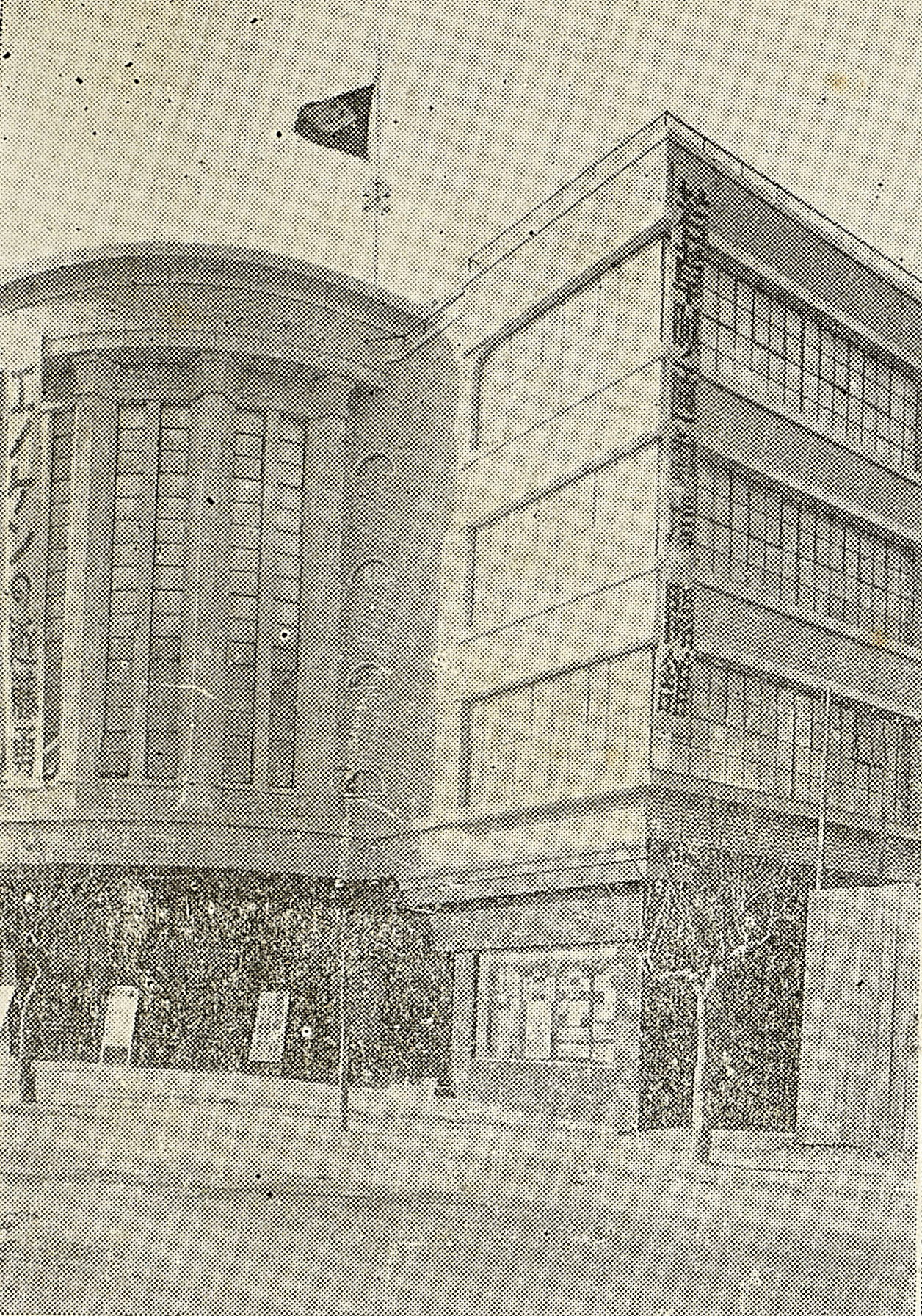
1935년 일본인이 충무로에 세운 영화관 약초극장은 해방 후 수도극장으로 이름을 바꾸었다가, 1962년 스카라극장으로 다시 이름을 바꾸었다.

해방 후 명동의 약초극장은 수도극장으로 이름은 바꾼 뒤 한국전쟁의 참화 속에서도 살아남았고, 이에 그 인근의 충무로3가 및 5가에 영화사 사무실이 모여들자 1950년대 후반부터 충무로는 한국 영화산업을 대표하는 지명이 되었다. 당시에는 서울의 영화제작사가 시나리오를 완성하면 각 지방의 영화관 경영주들이 충무로로 상경하여 독회를 가진 뒤 투자 여부를 결정했다. 그에 따라 서울의 영화제작사는 서울 지역에 대한 배급권을 갖고 각 지방의 영화관 경영주들은 그 밖의 지역별 배급권을 나눠가지면서 영화제작 투자에 대한 위험을 분산시킬 수 있었는데, 이를 속칭 '충무로 시스템'이라 불렀다. 1970년대에 영화법이 개정되어 외국영화 수입에 스크린쿼터 제도가 실시되자 스크린쿼터 배분기준을 맞추기 위해 의무적으로 제작되는 영화가 쏟아져나오기 시작했고, 이는 일부 대규모 제작사를 중심으로 한국 영화산업이 더욱 급격하게 양적 팽창을 이루는 결과로 나타났다. 충무로의 전성기는 한국영화의 첫 전성기였으며, 충무로 영화산업의 번성은 인접한 을지로 일대에서 포스터 등 영화 홍보물을 찍어내기 위한 인쇄산업의 부흥으로도 이어졌다. 그러나 충무로의 전성기가 영원한 것은 아니었으며, 한국영화산업의 위기는 곧 충무로의 위기이기도 했다. 한국영화의 첫 위기는 80년대부터 진행된 가정용 텔레비전의 보급이 진전되면서 나타났다. 영화산업의 양적 팽창이 흔들리자 충무로 영화산업도 함께 쇠퇴하였다.

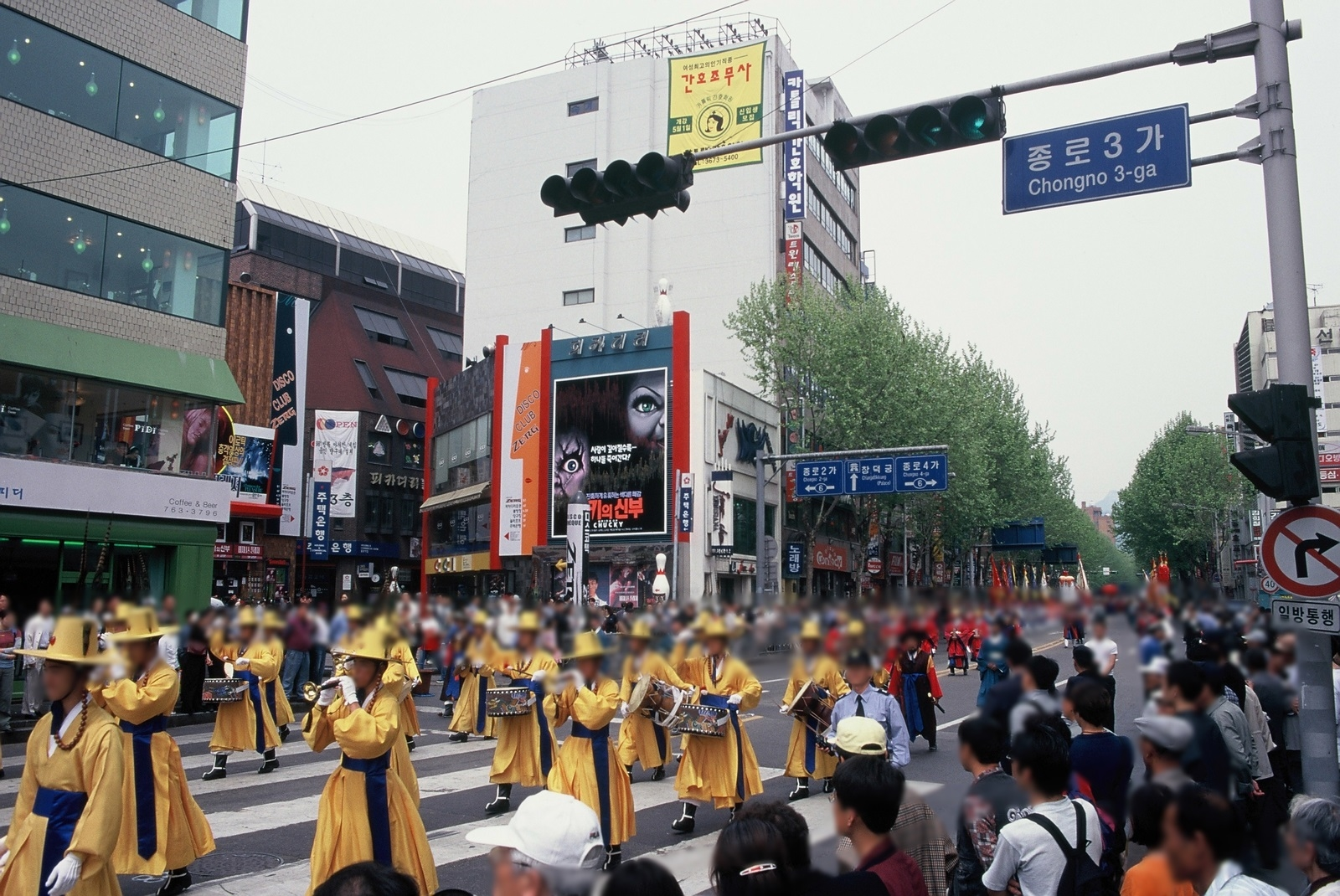
1999년 종묘대제 어가행렬이 피카디리극장 앞 종로3가를 지나는 모습

1990년대 초에 영화제작사들이 주로 옮겨간 곳은 도심 내의 종로 주변이었다. 이는 당시 종로 일대가 '영화관 1번지'로서 당대 최첨단의 영화관을 지니고 있었다는 점에 영향을 받았다. 본래 단성사를 중심으로 하는 종로3가의 영화관들은 해방 후 그 일대에 환락가가 들어서며 유동인구를 끌어들이기 어려운 환경에 처해 있었고, 이에 1960년대까지 주요 영화관들은 태평로 주변에 모여 있었다. 그러나 1960년대에 전면적인 도심 재개발을 거치며 환락가가 일소되고 오히려 태평로 일대가 업무지구로 재편되자, 종로3가에서 을지로3가, 충무로로 이어지는 일대는 단성사, 피카디리극장, 서울극장 등의 유명 영화관이 집적된 이른바 '골든 트라이앵글'을 이루게 되었다. 1998년에 국내 최대 관객을 모은 로맨스 영화 접속에서 주인공들은 피카디리극장 앞 스타광장에서 만나는데, 이는 당대에 피카디리극장이 지니는 상징성을 단적으로 드러낸다. 그렇지만 종로 일대의 영화관들은 고전적인 형태의 대규모 단일 상영관을 두고 있었으므로, 90년대 말부터 점차 진행된 소규모 복합 상영관 중심의 멀티플렉스 영화관과의 경쟁에서 살아남지 못하여 영업을 종료하거나 외부에 인수되었다.
2000년대에 들어 영화제작에 드는 비용이 급격히 증가하며 영화산업의 자본집적이 고도화되자, 영화제작사의 상당수는 충무로의 전통적인 개인 투자자들을 넘어 대기업 및 금융기관과의 접점을 늘리기 시작했다. 이는 한국 영화산업에서 충무로 등 지리적 공간에서의 집적성이 갖는 의미를 크게 낮추었다. 예를 들어 1990년대 초만 하더라도 영화제작사들은 충무로 인근에 사무실을 두는 것이 관례였으나, 2000년대에 들어서면 기업 투자자들을 가까이 할 수 있는 강남 지역에 사무실을 두는 것이 새로운 유행으로 자리잡게 된다. 그럼에도 불구하고 한국 영화산업을 상징하는 지명으로서 충무로는 그 힘을 잃지 았았는데, 이는 기업화된 영화투자사와 제작사는 지리적 집적의 이익을 누릴 수 있는 반면 기업화의 영향을 덜 받은 각각의 예술인력들은 특별히 지리적 집적의 이익을 추구할 이유가 없었기 때문이다. 특히 촬영, 미술 등 영화창작에 직접 참여하는 예술인력은 교육기관에 의한 양성보다 이른바 '충무로식 도제시스템'에 의한 현장에서의 양성에 아직도 많은 영향을 받고 있으므로, 오늘날에도 충무로는 실제의 지리적 공간이 아니라 하나의 상징적 지명으로서 대한민국의 영화산업을 나타내고 있다.

### 음식

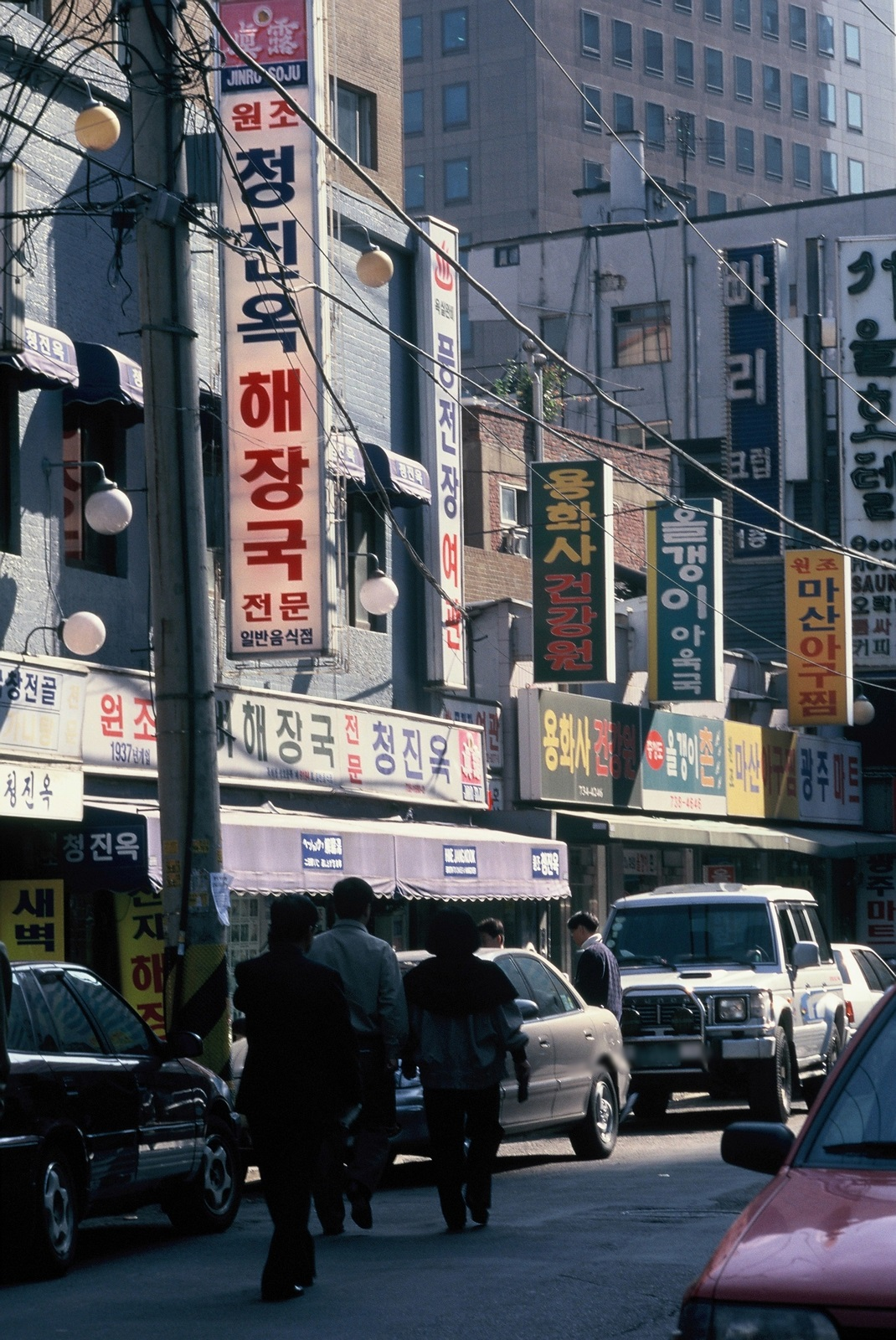
종로구 청진동에는 1960년대부터 '넥타이부대'라 불리는 서울 도심의 화이트칼라를 대상으로 하는 해장국 문화가 번성했다.

옛 한양도성 안 지역은 조선의 수도 한양의 중심부이자 유일하게 10만 명이 넘는 도시화 지역으로서 외식업이 번창하였으므로 다방면에 걸친 식문화의 발전을 이루었다. 기록상 전해져 내려오는 도성의 유명한 음식도 다양하다. 예를 들어 홍석모(洪錫謨, 1781–1857)의 동국세시기에 의하면 당시 한양의 풍속 중 하나로는 음력 10월에 "화로에 숯불을 훨훨 피워 놓고 번철을 올려놓은 다음 육적(肉炙)을 기름·간장·달걀·파·마늘·고춧가루에 조리하여 구우면서 화롯가에 둘러 앉아 먹는" 난로회(煖爐會)라는 고기구이 문화가 있었다. 한편으로는 남주북병(南酒北餠)이라 하여 남촌에는 술이, 북촌에는 떡이 유명했는데, 이 중 북촌의 떡 문화는 구한말 이래 궁중의 나인들로부터 대를 이어온 낙원동 일대의 떡집들에 의해 오늘날까지도 전통이 이어져 오고 있다.
일제 시대에 들어서는 설렁탕이 서울을 대표하는 요리 중의 하나로서 유명세를 떨쳤으며, 해방 직후 종로의 피맛골 일대에는 빈대떡 장사가 번성하였다. 해방 후 대표적인 빈대떡집인 종로 청진동의 청일집은 그 역사적 가치를 기리기 위해 아예 점포 전체가 2010년부터 서울역사박물관에 보존되어 있을 정도다. 이후 1960년대 서울 도심에는 드럼통을 세워 식탁처럼 사용하는 대폿집 문화가 크게 퍼져나갔는데, 주로 명동의 업무지구 주변에서 그러한 현상이 관찰되었다.
'무교동 낙지볶음', '청진동 해장국', '신당동 떡볶이', '장충동 족발', '오장동 냉면' 등 유명한 한국 현대 음식문화의 상당수는 서울 도심에 그 근원을 두고 있다. 이처럼 도심 내 동(洞) 단위의 지명이 특정한 요리와 맞물리며 탄생한 상당수의 음식문화들은 고도성장이 가속화되며 대한민국 유일의 중심업무지구로서 서울 도심의 고밀화가 진행되던 1960년대에서 70년대 사이에 형성된 것이다.
각각의 도심 음식문화들은 도심의 다양한 사회지리적 측면에서 영향을 받아 성장했다. 예를 들어 무교동 낙지요리와 청진동 해장국은 서울 도심의 업무지구로서의 성격에 영향을 받아 등장한 요리문화로서 그곳에 근무하던 화이트칼라 노동자들의 회식문화 속에서 성장한 반면, 신당동 떡볶이는 명문고교들의 강남 이전이 아직 완료되지 않아 도심 내 학생인구의 규모가 크던 이행기에 10대 청소년들의 학생문화로서 성장하였다. 한편으로 장충동 족발과 오장동 냉면은 한국전쟁 후 이북에서 내려온 피난민들이 생계를 위해 도심 일대에 새로 삶의 터전을 꾸리고 음식장사를 시작한 것에서 유래했다. 각각의 요인들이 복합적으로 영향을 미치며 성장한 경우도 있는데, 예를 들어 1960년대 동대문시장에서 유래한 닭한마리는 초기에 시장 이용객을 중심으로 성장하다가 1990년대 이후 인근의 화이트칼라들이 몰려들면서 더 큰 성장세를 이뤄냈다.

### 종교

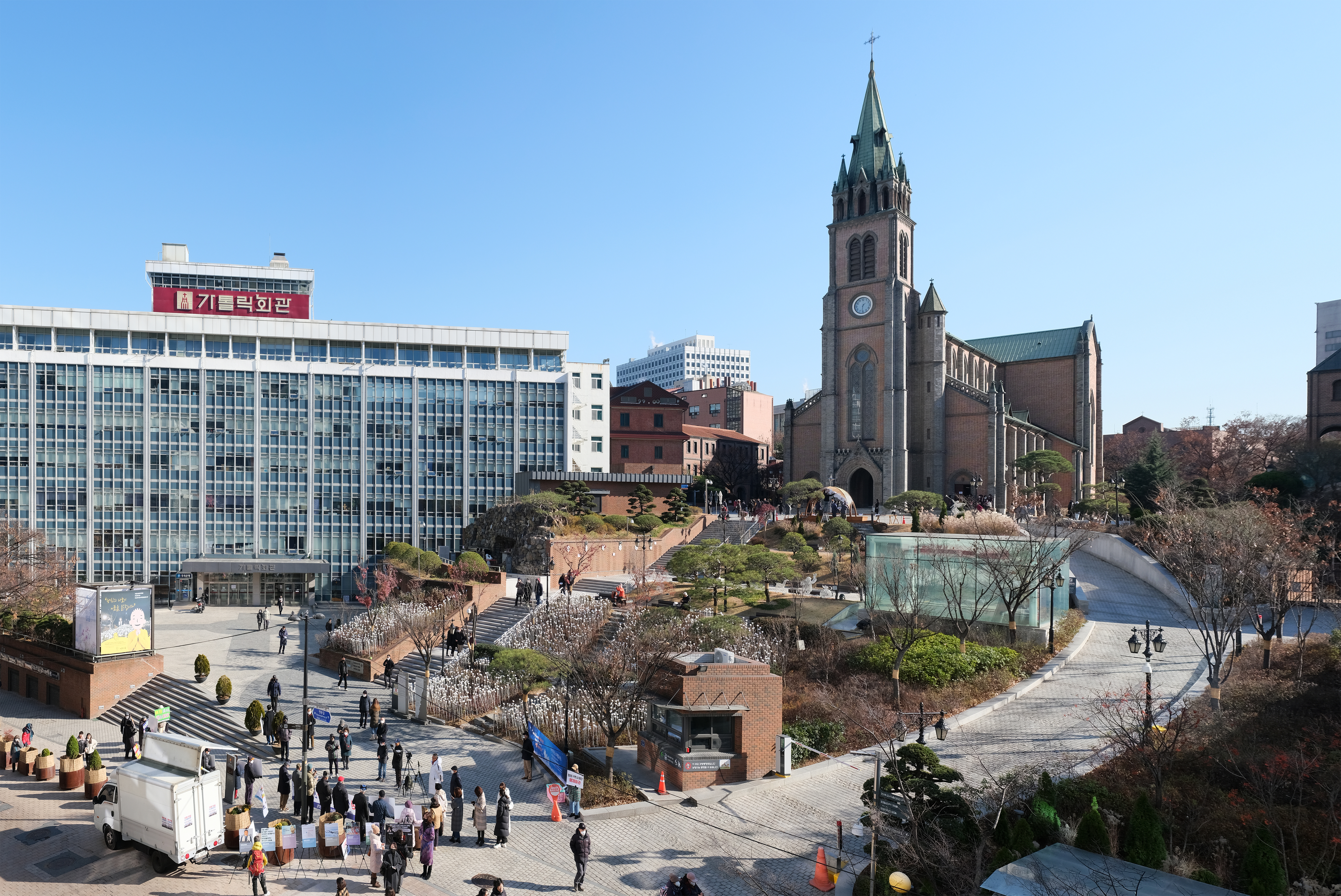
명동성당과 가톨릭회관의 모습, 2022년

서울 도심은 그 역사성으로 말미암아 한국의 종교들을 대표하는 유명한 종교시설들이 빼곡하게 들어선 곳이다. 조선의 유교 그 자체를 상징하는 종묘는 물론, 1885년 정동에 들어선 감리교의 정동제일교회와 1887년 옛 서대문 근방에 세워진 장로교의 새문안교회, 1898년 명동 언덕에 세워진 로마 가톨릭의 명동성당, 1910년 도성 안 최초의 불교사찰인 각황사를 우정국로에 옮겨 지은 불교 조계종의 조계사, 1926년 태평로에 건립된 영국 성공회의 서울주교좌성당 등은 대한민국의 종교들을 보여주는 상징적 공간이라고 할 수 있다.
도심 내 종교시설들은 경찰을 피하려는 시위대가 몸을 숨기는 소도와도 같은 공간으로서 도심 내 시위·집회문화의 또 다른 단면을 보여주기도 한다. 1960년대 무렵부터 명동성당은 군사정권에 저항하는 각종 시위대들이 몸을 숨기는 민주화의 성지 역할을 맡았으며, 2000년대에 들어서는 수배를 피하려는 여러 시위대가 조계사에 몸을 숨기기도 하였다.

## 관광

1920년대에 일본여행협회(日本旅行協会, Japan Tourist Bureau)가 영어로 발간한 경성부의 여행책자. 경복궁 근정전(Kinsei-den), 창덕궁 후원(Royal Garden), 남대문(Nandai-mon) 등 오늘날에도 유명한 도심 관광명소들의 옛 모습을 확인할 수 있다.

둘러볼 명소와 교통수단 및 숙박시설 등이 종합적으로 기획되는 근대의 관광업이 한국에 처음 등장한 것은 구한말의 일로, 조선의 수도 경성은 일찍부터 그러한 한국 관광의 중심지로서 내외국인들을 널리 끌어들였으며, 그 중에서도 관광명소로서 문화유산과 근대적 상업지구가 모두 갖춰진 경성시가는 많은 관광객이 유람하는 행선지가 되었다. 또한 조선총독부는 근대적으로 번영한 경성의 모습을 지방 거주민들에게 보여줌으로써 식민통치를 정당화하고자 했으므로, 늦어도 이미 1910년대부터는 경성을 향하는 단체관광이 조직되기 시작했다. 1929년 조선총독부가 식민통치의 성과를 대내외에 선전하기 위해 개최한 조선박람회는 경성 관광을 더욱 활성화했다. 총독부는 박람회의 성공적인 개최를 지원하려는 목적으로 1920년대에 철도를 보강하고 버스 임시노선을 증편하는 등 대중교통망에 대한 투자를 늘렸으며, 이에 따라 1930년대 무렵에는 조선총독부 청사, 조선신궁, 장충단공원, 파고다공원, 미쓰코시백화점, 창덕궁 후원 등을 버스로 유람하는 경성 단체관광이 대중화되는 수준에 이르렀다. 관광명소와 이를 잇는 교통망을 중심으로 간략화된 경성의 근대적 모습은 관광객들이 서울을 이해하는 심상지리 및 경관의 형성에 영향을 주었다.

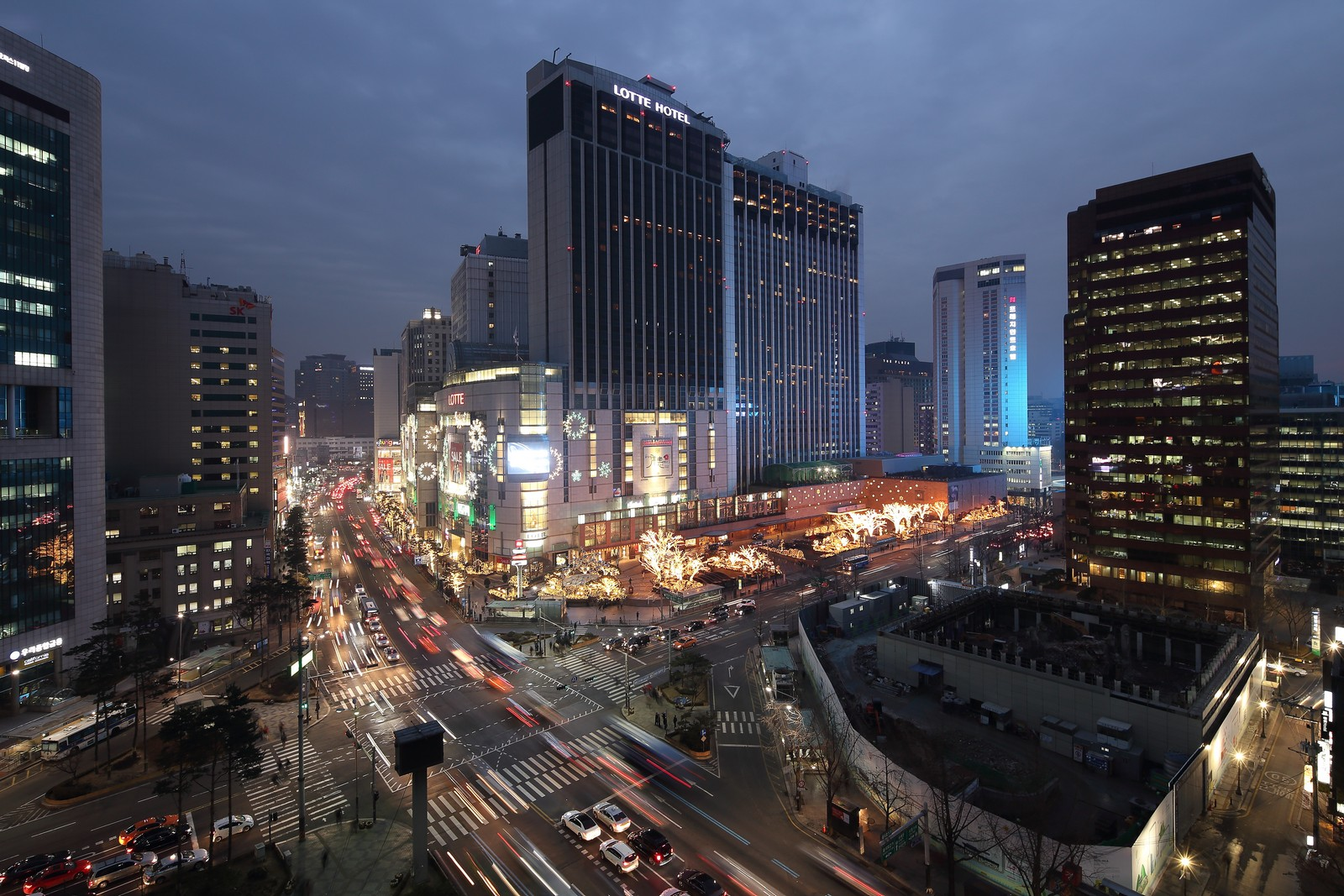
롯데백화점 명동본점, 영플라자, 롯데호텔 서울 등이 밀집한 소공동 롯데타운의 2015년 야경

해방 후 한국전쟁과 연이은 혼란은 1950년대 한국의 관광산업을 침체상태로 남겨두었다. 당시 관광업은 외화를 벌어들이는 부문으로써 1960년대까지 정부로부터 전방위적인 지원을 받았음에도 불구하고, 정작 국제관광공사가 독점 운영하던 국영호텔들은 적자를 거듭하고 있는 상황이었다. 결국 1970년대부터 정부는 여러 재벌들에게 영빈관 등 기존의 국영호텔을 불하하는 한편, 새로운 호텔 건립에 있어서는 외국인 직접투자를 적극 허용함으로써 국가적 전략산업인 관광업에 대한 민간투자를 늘리고 경쟁을 촉진하는 방향으로 정책을 변경하였다. 관광업에 대한 민간투자 중심의 정책 변화는 도심 경관을 현대화하려는 동시대의 도심 재개발 정책과도 긴밀히 맞물려 있었으므로, 바로 이 시기에 서울 도심의 현대적 경관을 형성하는 국제주의 양식의 고층 특급호텔들이 여럿 건설되어 오늘날까지도 도심 관광산업의 주요한 골격을 형성하게 된다. 이에 해당하는 대표적인 사례는 1979년 소공동에 건립된 38층 높이의 롯데호텔 서울로, 이 호텔은 당대의 최고층 마천루였던 삼일빌딩을 제치고 상당한 기간 동안 대한민국의 최고의 마천루가 되었다.
서울 도심의 풍성한 문화자원은 오늘날에도 수많은 내·외국인 관광객을 끌어들이는 지리적 중추로 기능하고 있다. 닐슨코리아의 조사에 의하면 2017년 한해 서울을 방문한 외국인 관광객이 찾은 장소 상위 10곳 중 서울 도심에 위치한 명소는 7곳으로, 명동이 전체 1위를 기록했으며, N서울타워(2위), 경복궁·창덕궁·덕수궁·창경궁(3위), 동대문시장(6위), 인사동·삼청동(7위), 동대문디자인플라자(8위), 남대문시장(10위) 등이 그 뒤를 이었다. 2020년대부터는 종로 광장시장이 외국인 관광객에게 큰 인기를 얻으며 서울 도심 내 관광산업 성장에 새로운 거점으로 떠올랐고, 이에 영향을 받은 주변 종각역, 익선동 등 상권이 서울 도심 내 외국인 관광수요를 함께 견인하고 있다. 한편 외국인 관광객의 서울 내 행선지는 국적에 따라 차이를 보인다. 2023년 서울관광재단의 조사에 의하면, 미국인은 주로 서울 도심 내의 익선동, 북촌한옥마을, 광화문광장을 찾은 반면, 일본인은 동대문 동묘시장과 남산공원을 찾았고, 중국인은 청와대와 동대문 경동시장을 찾았다.서울 도심은 서울을 넘어서 대한민국 전체의 관광산업에서 주도적인 역할을 맡고 있는바, 한국관광공사와 서울관광재단은 모두 도심 청계천로 일대에 거점을 두고 하이커그라운드(HiKR GROUND), 서울관광플라자 등 외국인 관광객을 위한 홍보공간을 적극 운영 중에 있다.

## 교통

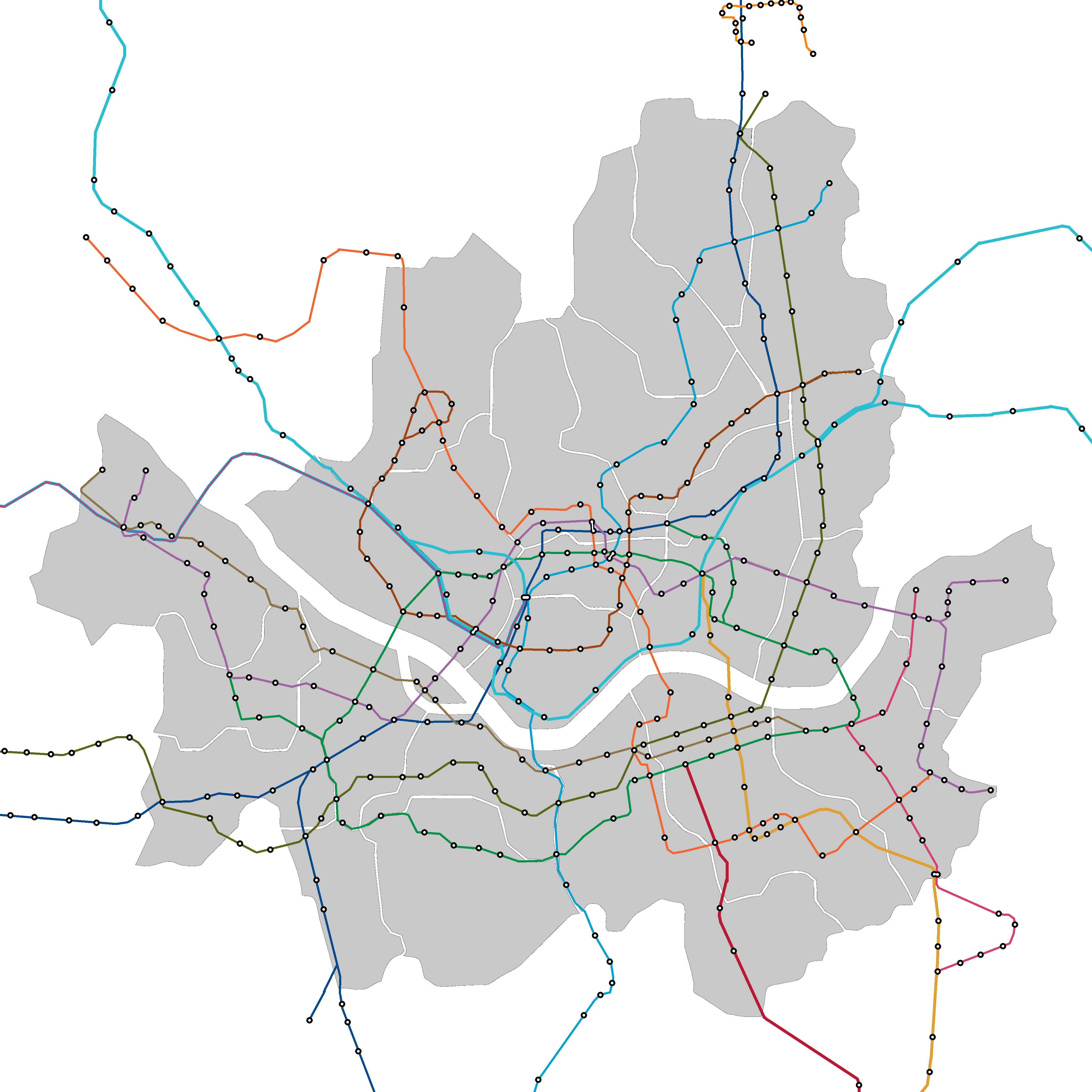
서울 지하철은 종로구와 중구에 노선과 역사가 밀집해 있는데, 이는 서울의 가장 전통적인 업무지구이자 관광지인 서울 도심을 향하는 교통수요를 해소하기 위한 것이다.

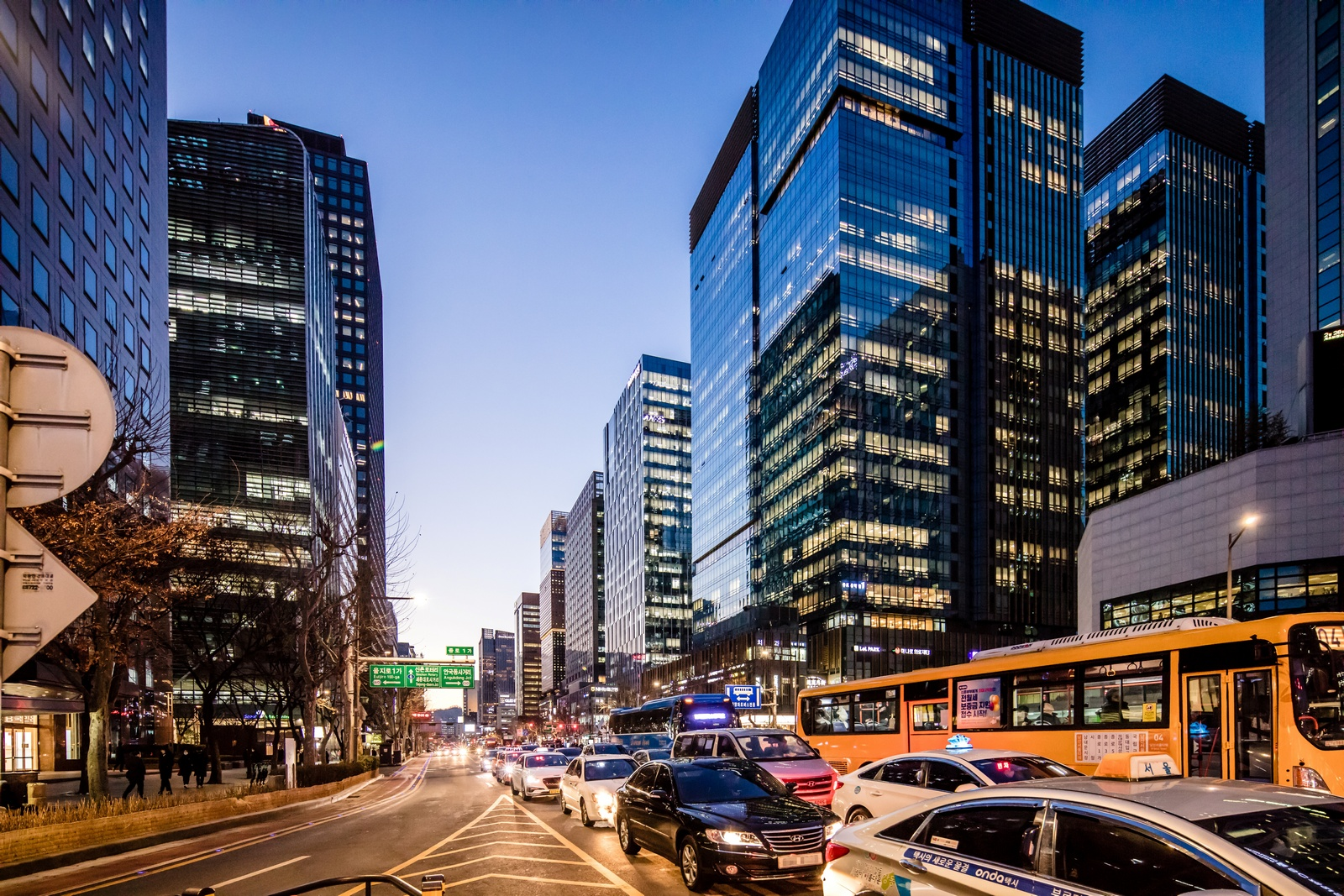
퇴근 시간대 러시아워에 관찰되는 종로의 교통체증 모습, 2020년 촬영

서울 도심은 가장 오래된 역사를 지닌 중심업무지구이자, 정치사회적 주목을 받는 시위가 열리는 명소이고, 동시에 풍성한 역사를 지닌 고궁과 박물관 및 화랑이 즐비한 관광지다. 사회 전 분야에 고르게 걸친 서울 도심의 중심성은 예로부터 도심의 교통난을 높여왔다.
도심 내 근대적 교통정책의 역사는 도성 안팎의 도로를 확장하고 전차를 도입한 대한제국의 정책에서 기원을 찾을 수 있다. 을사조약으로 자율성을 잃기 전까지, 대한제국은 1895년부터 내부대신 박정양의 지휘 아래 도로정비 사업을 시작하여 도로의 폭을 교통량에 따라 재편하였으며, 1899년에는 첫 대중교통인 전차의 도입을 진행하였다.
1910년부터 시작된 일제 시대의 경성 시구개정(市區改正) 사업은 서울 도심이 오늘날과 같은 근대적 도로망을 갖추도록 개발을 가속화했다. 일제는 이 사업을 통해 오랜 세월 동안 종로를 중심으로 가지가 뻗어나가듯이 자연스럽게 발달해온 도성 안의 옛 도로망을 근대적 격자구조로 바꾸고자 했으며, 그 결과 동서축을 중심으로 하는 오래된 도로망에 남북축을 중심으로 하는 새로운 구조를 추가했다. 이때에 황금정통(을지로), 태평통(태평로), 남대문통(남대문로), 장곡천정통(소공로) 등 오늘날에도 서울 도심의 도로교통을 구성하는 주요 도로들이 처음 세상에 모습을 드러낸다. 다만 일제의 시구개정 사업이 옛 도로망 구조를 완전히 격자형으로 재편하지는 못했는데, 이는 도심 내 지반의 대종을 이루는 화강암이 매우 단단했기 때문이다. 제한된 예산 아래에서 일제는 구불구불한 도심 내 옛 하천을 완전히 제거할 여력이 없었으므로, 단지 복개하여 그 위에 도로를 만드는 정도에 그칠 수 밖에 없었으며, 이는 옛 도심 하천의 굽이진 모습을 따라 도로망이 형성되는 결과로 이어졌다.
1930년대에 이르러 경성시가는 이미 그 중심부가 고도로 발달하면서 교통량이 약 3배 가까이 늘어나 출퇴근 시간에 교통체증이 가중되는 현대적인 러시아워 현상까지 관찰되고 있었다. 그러나 그 무렵에도 열악한 도로사정은 크게 개선되지 않았으며 조선인이 주로 거주하는 지역과 일본인이 주로 거주하는 지역 사이에는 도로개발에 격차까지 발생하고 있었다. 이는 버스와 전차 등 기존 도로망을 이용하는 대중교통에 부담을 가중시키며 대형 교통사고를 유발하기도 하였다. 그렇지만 1940년대 식민지 조선은 전시경제 체제로 접어들며 연료 등 자원통제가 더 강하게 이루어졌고, 그 상황에서 공영화가 이루어지지 않은 대중교통 기업들이 노선증설에 저항하자, 대중교통 개혁은 난항에 빠졌다.
해방 후에도 도심의 교통체증은 계속 되었는데, 이는 서울 도심이 업무지구로서 끊임 없이 성장을 거듭했기 때문이다. 이를 해결하기 위해 도심 내 상주인구를 외곽으로 분산하려는 대중교통 중심의 대규모 수송정책들이 속속 도입되었다. 그 대표적인 상징은 1970년대부터 건설된 서울 지하철 건설정책으로, 오늘날 종로구와 중구 일대에 조밀하게 집중되어 있는 서울역(1·4호선), 시청역(1·2호선), 종로3가역(1·3·5호선) 등의 지하철역들은 그러한 노력의 흔적이라고 할 수 있으며, 그 중에서도 1974년 최초로 착공된 1호선은 서울 도심을 유일한 업무지구로 두고 그에 대한 대규모 수송능력을 최대로 개발하는데 초점을 두었다는 특징이 있다.
그렇지만 1970년대에 지하철 1호선을 개통하였음에도 불구하고 서울 도심의 평균 승용차 속도는 시속 12km 수준으로 오히려 더 느려졌는데, 이는 서울 도심의 견고한 성장세를 간접적으로 드러낸다. 계속되는 교통체증을 해결하기 위해 서울시는 도로교통의 흐름을 저해하는 오래된 전차를 철거하고 고가도로를 늘리며, 버스와 지하철 등 대중교통을 확충하는 다양한 교통정책을 계속 도입하였다. 나아가 서울시는 그 무렵부터 한강 남부(남서울) 일대에 새로운 업무지구 두 곳으로 여의도와 강남을 개발함으로써 도심에 집중된 교통수요 자체를 근본적으로 분산하려는 '3핵도시' 구상을 적극 전개하였다. 지하철 2호선이 영등포와 강남 일대를 순환하는 형태로 설계된 것은 그러한 정책적 인식의 변화를 반영한다.
오늘날에도 서울 도심은 여전히 서울에서 가장 교통체증이 심각한 지역으로 남아 있다. 2023년 서울특별시청의 조사에 의하면, 종로구에 위치한 우정국로와 종로는 각각 평일의 평균 도로속도가 시속 17.5km, 18.0km 수준으로, 이는 서울의 6차로 이상 도로 중에서 가장 교통혼잡이 심한 도로 1위와 2위에 해당한다. 종로구 우정국로에서 남쪽으로 이어지는 중구 남대문로는 서울 도심의 교통체증을 현재진행형으로 보여주는 상징적인 공간 중 하나다. 이 도로는 서울 도심으로 출근하는 통근자가 탑승하는 지역간 광역버스들이 주로 통과하는 지역으로, 통근 시간대에 많은 인파가 버스 정류장 앞에 몰리는 모습을 볼 수 있다.

## 명소
| - 청와대 - 서울특별시청 - 서울특별시의회 - 헌법재판소 - 감사원 - 정부서울청사 - 외교부 - 통일부 - 금융위원회 - 개인정보보호위원회 - 원자력안전위원회 - 국가인권위원회 - 한국은행 - 예금보험공사 - 종로 - 세종대로 - 대학로 - 정동 - 인사동 - 삼청동 - 명동 - 소공동 | - 종묘 - 창덕궁 - 경복궁 - 광화문 - 국립고궁박물관 - 국립민속박물관 - 창경궁 - 덕수궁 - 경희궁 - 사직단 - 한양도성 - 남대문 - 동대문 - 한양도성박물관 - 보신각 - 국립현대미술관 서울관 - 대한민국역사박물관 - 한국은행 화폐박물관 - 서울시립미술관 - 서울역사박물관 - 경교장 - 서울교육박물관 | - 가회민화박물관 - 금호미술관 - 농업박물관 - 북촌미술관 - 아트선재센터 - 아트센터나비 - 일민미술관 - 신문박물관 - 낙산 - 인왕산 - 남산 - 북악산 - 청계천 - 광화문광장 - 국립극장 - 동대문디자인플라자 - 동대문시장 - 마로니에공원 - 명동성당 - 북촌한옥마을 - 서울광장 - 서울역 - 세종문화회관 - 장충단공원 - 조계사 - 종로타워 - 탑골공원 - N서울타워 |

## 같이 보기
- 서울
- 도심
- 중심업무지구
- 서울특별시의 역사
- 서울특별시의 지역 구조
- 강북 (서울)
- 강남 (서울)
- 여의도

### 한문표기 참조
1. 1 2 3 4 5 6  丁: 고무래 정
2. ↑  京: 서울 경
3. ↑  鄕: 시골 향
4. ↑  王城十里之內(왕성십리지내)
5. ↑  市朝之中(시조지중)

### 내용
1. ↑  '사대문 안'이라는 표현은 한자어로 四門內(사문내), 四大門內(사대문내) 등과 같이 쓰일 수 있겠으나, 조선왕조실록 및 주요 고문헌들에서는 위와 같은 단어는 물론 '사대문 안'으로 읽힐 수 있는 표현이 쓰인 용례 자체를 찾아보기 어렵다. 그러므로 이 문서에서는 '사대문 안'이라는 표현에 한자 표기를 부기하지 않았다.
2. ↑  2015년 이후 확대된 범위의 15개 행정동(종로구 가회동, 교남동, 사직동, 삼청동, 이화동, 종로1·2·3·4가동, 종로5·6가동, 청운효자동 및 중구 광희동, 명동, 소공동, 을지로3·4·5가동, 장충동, 필동, 회현동) 기준.

## 참고문헌

### 단행본
- 고동환 (2005년 10월 5일). 〈제2장 시전 상인의 조직과 도성 문화〉.   국사편찬위원회. 《한국문화사 제3권 거상, 전국 상권을 장악하다》. 서울: 두산동아. ISBN 8900206117.
- 권행가 (2008). 〈제4장 미술과 시장〉.   국사편찬위원회. 《한국문화사 제21권 근대와 만난 미술과 도시》. 서울: 두산동아. ISBN 9788900254389.
- 김광중 (2016년 12월 20일). 〈제2장 서울의 성장과 도시개발〉.   김기호. 《서울2천년사 제35권 현대 서울의 도시건설》. 서울: 서울역사편찬원. ISBN 9791160710083.
- 김백영 (2015년 12월 20일). 〈제6장 공간구조와 도시경관의 변화〉.   권태억. 《서울2천년사 제26권 경성부 도시행정과 사회》. 서울: 서울역사편찬원. ISBN 9788994033891.
- 김성홍 (2016년 12월 20일). 〈제4장 민간건축의 건립과 변화〉.   김기호. 《서울2천년사 제35권 현대 서울의 도시건설》. 서울: 서울역사편찬원. ISBN 9791160710083.
- 김세민 (2007년 12월 10일). 〈제4장 근현대 서울의 상권과 상품 유통〉.   국사편찬위원회. 《한국문화사 제16권 장시에서 마트까지 근현대 시장 경제의 변천》. 서울: 두산동아. ISBN 9788900237979.
- 김세훈 (2021년 11월 30일). 〈제3장 제1절 서울 도심부 계획의 의의〉.   변영진. 《서울도시계획사 4 지방자치시대의 도시계획 (서울역사총서 12)》. 서울: 서울역사편찬원. ISBN 9791160711332.
- 김신재 (2003). 〈Ⅳ. 독립협회의 활동, 2. 신문·잡지의 간행〉.   국사편찬위원회. 《한국사 제41권 열강의 이권 침탈과 독립협회》. 서울: 탐구당. ISBN 9788982365669.
- 김웅호 (2021년 11월 30일). 〈제3장 제1절 조선 전기 한양의 도시계획과 건설〉.   고동환. 《서울도시계획사 1 현대 이전의 도시계획 (서울역사총서 12)》. 서울: 서울역사편찬원. ISBN 9791160711301.
- 김종근 (2015년 12월 20일). 〈제4장 인구증가와 주민구성〉.   권태억. 《서울2천년사 제26권 경성부 도시행정과 사회》. 서울: 서울역사편찬원. ISBN 9788994033891.
- 김현숙 (1992년 2월 10일). 《사대문 안 학교들, 강남으로 가다 (서울역사구술자료집 4권)》. 서울: 서울특별시 시사편찬위원회. ISBN 9788994033426.
- 목수현 (2008). 〈제3장 미술과 관객이 만나는 곳, 전시〉.   국사편찬위원회. 《한국문화사 제21권 근대와 만난 미술과 도시》. 서울: 두산동아. ISBN 9788900254389.
- 변미리 (2019). 《통계로 보는 서울의 인구와 가구》. 서울: 서울연구원. ISBN 9791157003471.
- 안창모 (2016년 12월 20일). 〈제4장 공공시설의 건립과 확대〉.   김기호. 《서울2천년사 제35권 현대 서울의 도시건설》. 서울: 서울역사편찬원. ISBN 9791160710083.
- 염복규 (2015년 12월 20일). 〈제5장 도시계획과 도시기반시설〉.   권태억. 《서울2천년사 제26권 경성부 도시행정과 사회》. 서울: 서울역사편찬원. ISBN 9788994033891.
- 유승희 (2019년 6월 3일). 〈제2장 조선시대 한성부 성저십리의 지역적 특성과 城底民 실태〉. 《조선시대 다스림으로 본 성저십리 (서울역사중점연구 5)》. 서울: 서울역사편찬원. ISBN 9791160710670.
- 이민우 (2019년 6월 3일). 〈제7장 조선시대 성저십리의 농업〉. 《조선시대 다스림으로 본 성저십리 (서울역사중점연구 5)》. 서울: 서울역사편찬원. ISBN 9791160710670.
- 이민원 (1999). 〈Ⅰ. 러·일간의 각축, 2. 아관파천〉.   국사편찬위원회. 《한국사 제41권 열강의 이권침탈과 독립협회》. 서울: 탐구당. ISBN 9788982366079.
- 이상우 (2020). 〈Section 01 - 국립극장사〉.   김철호. 《국립극장 70년사, 역사편》. 서울: 국립중앙극장. ISBN 9791195192533.
- 정재정 (2016년 12월 20일). 〈제3장 전차와 지하철·기차〉.   김기호. 《서울2천년사 제36권 현대 서울의 교통과 통신》. 서울: 서울역사편찬원. ISBN 9791160710090.
- 정진석 (2003). 〈Ⅰ. 근대 언론활동, 1. 근대 신문의 효시〉.   국사편찬위원회. 《한국사 제46권 신문화운동2》. 서울: 탐구당. ISBN 9788982366123.
- 주영하 (2014년 2월 26일). 《서울의 전통음식 (서울문화마당 시리즈 제6권)》. 서울: 서울특별시 시사편찬위원회. ISBN 9788994033631.
- 주영하 (2014년 9월 5일). 《서울의 근현대음식 (서울문화마당 시리즈 제7권)》. 서울: 서울특별시 시사편찬위원회. ISBN 9788994033648.
- 한상언 (2019). 《서울의 영화 (서울문화마당 시리즈 제15권)》. 서울: 서울역사편찬원. ISBN 9791160710748.
- 황민호 (2008). 〈제1장 근대 여행의 시작과 여행자〉.   국사편찬위원회. 《한국문화사 제22권 여행과 관광으로 본 근대》. 서울: 두산동아. ISBN 9788900254396.
- 京城府 (2016) [1928]. 《국역 경성도시계획조사서》. 번역 이연식; 최인영; 김경호. 서울: 서울역사편찬원. ISBN 9788994033945.
- Dil, James Hamilton (1996). 《폭파위기의 덕수궁 (국방군사연구소 한국전쟁 참전수기 입선작 8)》. 서울: 국방군사연구소.

### 옛 문헌
- 정약용 (1986) [1810]. 《국역 다산시문집 8 (제18권) 가계(家誡)》. 번역 박석무. 서울: 한국고전번역원. ISBN 8981331499.
- 박제가 (2018) [1792]. 번역 노경희. “<성시전도시(城市全圖詩)>와 <한양가>에 나타난 조선후기 상업정책과 한양 시장의 풍경”. 《서울학연구》 (70): 1–33. doi:10.17647/jss.2018.02.70.1.

### 전시도록 및 연구보고서
- 김묵한; 정현철; 황민영 (2016). 《서울시 주요 제조업의 공정특성별 공간 분포》. 서울: 서울연구원. ISBN 9791157002054.
- 김선웅; 김상일 (2008년 7월 14일). 《도심부 장기구상 및 비전수립 연구》. 서울: 서울시정개발연구원. ISBN 9788980526475.
- 백선혜; 라도삼 (2015). 《서울시 문화자원 실태와 분포특성》. 서울: 서울연구원. ISBN 9791157000982.
- 양재섭; 이재수; 이호석 (2001). 《서울 도심부 주거실태와 주거확보방향 연구》. 서울: 서울시정개발연구원. ISBN 8980522304.
- 오은주; 양재섭; 허등용; 윤종진 (2020). 《서울시 산업·특정개발진흥지구 현황과 활성화 방향》. 서울: 서울연구원. ISBN 9791157005017.
- 주재욱; 김진하; 윤종진 (2022). 《서울시, 금융산업 발전 위해 다양한 정책수단 모색 필요》. 서울: 서울연구원. ISBN 9791157006892.
- 서울특별시 광화문광장사업과 (2023년 10월 1일). 《광화문광장 2022》. 서울: 서울특별시청. ISBN 9791165999964.
- 서울특별시 정보공개정책과 (2015). 《서울광장展 : 70년 이야기》. 서울: 서울특별시청. ISBN 9791156215356.
- 《강남 40년: 영동에서 강남으로 (제1권 영동에서)》. 서울: 서울역사박물관. 2011. ISBN 9788991553248.
- 《인현동 : 세상을 찍어내는 인쇄골목》. 서울: 서울역사박물관. 2016. ISBN 9791186324295.
- 《남대문시장 : 모든 물건이 모이고 흩어지는 시장백화점》. 서울: 서울역사박물관. 2017. ISBN 9791186324493.
- 《화신백화점 : 사라진 종로의 랜드마크》. 서울: 서울역사박물관. 2021. ISBN 9791190480406.
- 《지도로 본 서울 (2013)》. 서울: 서울연구원. 2013. ISBN 9788980526406.
- 《2021 서울시 주거실태조사 조사보고서》. 서울: 서울연구원. 2022.
- 《사대문 안의 학교들: 그 100년을 돌아보다 (서울특별시중부교육지원청 개청 40주년 기념 자료집)》. 서울: 서울특별시중부교육지원청. 2020.

### 학술 기사
- 강홍빈 (1999년 6월). “서울 도심공간의 변화와 정책의 역사 Ⅰ : 관리주의적 접근”. 《서울市政硏究》 7 (1): 94–107. ISSN 1225-8946.
- 고동환 (2011). “조선시대 한양의 수도성 - 도시의 위계와 공간표현을 중심으로”. 《역사학보》 (209): 35–61. ISSN 1225-1615.
- 고동환 (2015). “조선후기 서울 삼문(三門) 밖 지역의 특성”. 《서울학연구》 (59): 163–187. doi:10.17647/jss.2015.05.59.164.
- 고아라; 양승우 (2021년 12월 1일). “미세지형과 물길로 읽는 서울 역사도심 공간구조”. 《서울도시연구》 22 (2): 127–148. doi:10.23129/seouls.22.2.202106.127.
- 김미영 (2019년 3월). “호텔과 '조국 근대화' - 1960-70년대 서울을 중심으로 -”. 《서울도시연구》 20 (1): 61–79. doi:10.23129/seouls.20.1.201903.61.
- 김선정 (2017). “관광 안내도로 본 근대 도시 경성 -1920~30년대 도해 이미지를 중심으로-”. 《한국문화연구》 33: 33–62. doi:10.17792/kcs.2017.33..33.
- 김흥순 (2017). “조선의 도시화는 왜 정체되었는가? : 신제도학파 분석틀의 준용”. 《한국지역개발학회지》 29 (2): 21–46. ISSN 1226-296X.
- 민보경; 변미리 (2017). “서울인구는 어떻게 이동하고 있는가? : 전출입이동의 공간 분석과 유형화”. 《서울도시연구》 18 (4): 85–102. doi:10.23129/seouls.18.4.201712.85.
- 박경하 (2012). “대한제국의 다문화 공간: 정동”. 《중앙사론》 (36): 63–98. ISSN 1229-3652.
- 박소영 (2017). “서울과 부산의 연극문화지형도 연구 - 연극공연축제와 문화인프라를 중심으로”. 《인문사회과학연구》 18 (1): 47–76. doi:10.15818/ihss.2017.18.1.47.
- 박수진 (2005). “서울시 대사관의 공간적 분포특성”. 《지리학논총》 45: 375–394. ISSN 1226-5888.
- 손정목 (1996년 7월 15일). “[서울 도시계획이야기 3] 한국전쟁과 서울의 피해 (상)”. 《국토》 177: 84–97. ISSN 1229-8638.
- 손정목 (1998년 5월 15일). “[서울 도시계획이야기 25] 반도 특정가구정비지구 : 을지로1가 롯데타운 형성과정(상)”. 《국토》 (199): 114–131. ISSN 1229-8638.
- 손정목 (1999년 11월 15일). “[서울 도시계획이야기 43] 황야의 무법자 : 삼대 공간 확충정책(I)”. 《국토》 217: 94–107. ISSN 1229-8638.
- 송인호; 김미정 (2014). “서울도심부 도시한옥주거지의 입지와 특성성”. 《건축역사연구》 23 (2): 65–80. doi:10.7738/JAH.2014.23.2.065.
- 양재섭; 김정원 (2007). “서울 대도시권의 기업본사 입지변화와 이전동향 분석: 1990-2003”. 《서울도시연구》 8 (2): 51–64. doi:10.23129/seouls.8.2.200706.51.
- 유치선; 이수기 (2015). “대한제국 한성 도시개조사업의 재평가: 근대도시계획의 보편적 특성을 중심으로”. 《국토계획》 50 (3): 5–22. doi:10.17208/jkpa.2015.04.50.3.5.
- 임석회 (2016). “대도시 도심부의 인구변동과 쇠퇴 양상의 변화 - 도심쇠퇴의 이완과 도심회귀 증후의 검토 -”. 《한국지역지리학회지》 22 (3): 599–614. ISSN 1226-7392.
- 이범훈 (2014). “서울시 도심 계획 방식의 변화: 1960년대부터 1990년대의 도시보전을 중심으로”. 《한국산학기술학회논문지》 21 (9): 39–48. doi:10.5762/KAIS.2020.21.9.39.
- 이상협 (2012). “조선시대 육조거리에 대한 고찰”. 《서울과 역사(향토서울)》 (81): 79–119. doi:10.22827/seoul.2012..81.003.
- 이수빈; 남진 (2021년 11월 30일). “서울시 도시공간 중심성의 변화와 그 요인분석 : 2011년과 2019년을 중심으로”. 《국토계획》 56 (6): 22–35. doi:10.17208/jkpa.2021.11.56.6.22.
- 이수영; 이금숙 (2016). “공연예술 산업의 입지 특성과 지역 경제경관의 연계성”. 《한국경제지리학회지》 19 (3): 437–456. doi:10.23841/egsk.2016.19.3.437.
- 이헌창 (2006). “한국사에서의 수도 집중”. 《한국사연구》 (134): 1–34. ISSN 1226-296X.
- 주경식; 서민철 (1998). “서울 도심의 경계, 기능 및 내부구조”. 《대한지리학회지》 33 (1): 41–56. ISSN 1225-6633.
- 주성재 (2006). “한국 영화산업의 발전과 공간적 집적 특성: 새로운 부흥의 중심지로서 서울 강남지역의 등장?”. 《대한지리학회지》 41 (3): 245–266. ISSN 1225-6633.
- 진경혜 (2007년 2월). “서울시 음식거리의 형성배경과 발달과정에 관한 연구”. 《지리학논총》 49: 77–105. hdl:10371/89783.
- 최동혁 (2007). “서울 도심 인쇄산업지역 가로변 건축물의 계획요소에 관한 연구”. 《서울도시연구》 9 (1): 43–63. doi:10.23129/seouls.9.1.200803.43.
- 최은준; 천상현; 이수기 (2021). “사업체의 생존·폐업 기간을 활용한 서울시 상업공간의 변화분석”. 《지역연구》 37 (4): 3–19. doi:10.22669/krsa.2021.37.4.003.
- 최인영; 김제정 (2013). “1930-40년대 경성지역 대중교통의 문제점과 대책”. 《서울학연구》 (50): 145–183. ISSN 1225-746X.
- 최인영 (2018). “1929년 조선박람회에 활용된 경성의 교통망”. 《서울학연구》 (72): 37–67. doi:10.17647/jss.2018.08.72.37.
- 홍순민 (2019). “조선후기 도성문 관리 방식의 변동”. 《서울과 역사》 (101): 61–105. doi:10.22827/seoul.2019..101.002.
- 홍지연 (2021). “광복~1960년대 국내 귀금속보석 산업사 연구”. 《한국의류산업학회지》 23 (4): 439–447. doi:10.5805/SFTI.2021.23.4.439.

### 학위 논문
- 김태우 (2008년 8월). 《한국전쟁기 미 공군의 공중폭격에 관한 연구》 (국사학 박사). 서울대학교 대학원. doi:10.23170/snu.000000041369.11032.0000595. hdl:10371/16925.
- 안주연 (2017년 2월). 《서울시 오피스시장의 지역특성과 가격결정요인에 관한 연구 - 오피스빌딩 실거래가격을 중심으로 -》 (지리학 석사). 서울대학교 대학원. doi:10.23170/snu.000000141382.11032.0000972. hdl:10371/134076.
- 정선화 (2017년 8월). 《영화산업의 자본조달과 지식축적에 관한 연구: 한국과 미국 영화산업의 공간적 특성을 중심으로》 (지리학 박사). 서울대학교 대학원. hdl:10371/136995.

### 뉴스 및 정기간행물 기사
- 강경희 (2002년 6월 6일). “[종로2~4가] '패션주얼리 타운' 떠올라… 1500곳 성업”. 《조선비즈》 (서울). 2024년 4월 26일에 확인함.
- 강현석; 류인하 (2020년 4월 18일). “[사라진 현장, 잊혀진 기억] (1) 서울 한복판 '4·19혁명의 중심지'엔 표지석만 달랑 하나”. 《경향신문》 (서울). 2024년 6월 17일에 확인함.
- 강희달 (2012년 11월 28일). “[건축가 기행] 엄덕문, 지상에서 종교와 건축의 우상이 된 기인”. 《한국경제》 (서울). 2024년 5월 20일에 확인함.
- 고경석 (2014년 12월 27일). “안전 눈감은 성장이 부른 참사… 우리는 40여년 전과 달라졌나”. 《한국일보》 (서울). 2024년 5월 20일에 확인함.
- 고병기 (2016년 4월 5일). “오피스 임차 외국계기업 "여의도보다 도심이 좋아"”. 《서울경제》 (서울). 2024년 4월 15일에 확인함.
- 고병기 (2017년 3월 17일). “[건축과 도시 : SK서린빌딩] 군더더기 없는 설계미학… 오래될수록 빛 발하는 '클래식의 멋'”. 《서울경제》 (서울). 2024년 4월 27일에 확인함.
- 고보현 (2022년 12월 14일). “"원각사 명맥 이은 전통예술 매력 알려야죠"”. 《매일경제》 (서울). 2024년 6월 6일에 확인함.
- 고은지 (2015년 12월 26일). “명문고 강남 이전과 평준화 정책이 만든 '8학군병'”. 《연합뉴스》 (서울). 2024년 6월 17일에 확인함.
- 김경미 (2020년 3월 6일). “종로는 왜 '정치 1번지'가 되었나”. 《서울경제》 (서울). 2024년 4월 15일에 확인함.
- 김규원 (2007년 6월 10일). “[전문] 명동성당안 1천명… 경찰이 해산 막아, 전두환 "군 동원" 엄포에도 국본 "6·26 강행"”. 《한겨레》 (서울). 2024년 6월 13일에 확인함.
- 김기철 (2022년 12월 19일). “[모던 경성] 콩나물시루 같은 만원 전차… '교통지옥'경성의 맨 얼굴”. 《조선일보》 (서울). 2024년 6월 11일에 확인함.
- 김기훈 (2023년 12월 21일). “2021년 서울 1인당 GRDP 4만달러 돌파… 전년대비 3.4%↑”. 《연합뉴스》 (서울). 2024년 4월 15일에 확인함.
- 김기훈 (2024년 4월 14일). “'서울시민의 발' 지하철 1호선, 대한민국 토목문화유산 지정”. 《연합뉴스》 (서울). 2024년 6월 11일에 확인함.
- 김도훈 (2021년 7월 3일). “환영받지 못했던 에펠탑처럼… 티타늄 입은 세종문화회관 어떨까”. 《한겨레》 (서울). 2024년 6월 11일에 확인함.
- 김범수 (2015년 8월 6일). “[그때 그곳 지금은] ③ '영화의 메카' 충무로·종로3가, 흔적은 여전”. 《조선일보》 (서울). 2024년 5월 20일에 확인함.
- 김성민 (2009년 9월 5일). “[Why] 16년 동안 '명동의 凶家'… 명예회복 될까”. 《조선일보》 (서울). 2024년 5월 20일에 확인함.
- 김성호; 이호정 (2006년 4월 3일). “[김성호기자의 종교건축이야기] (1) '한국 천주교의 얼굴' 명동성당”. 《서울신문》 (서울). 2024년 6월 11일에 확인함.
- 김성호 (2006년 4월 17일). “[김성호기자의 종교건축 이야기] (2) 로마네스크 걸작 성공회 서울대성당”. 《서울신문》 (서울). 2024년 6월 11일에 확인함.
- 김소연 (2022년 2월 5일). “시간이 멈춘 골목의 시계장인들”. 《동아사이언스》 (서울). 2024년 4월 26일에 확인함.
- 김수민 (2020년 3월 14일). “알고보니 광화문이 '돈'화문… 수익 좇는 로펌 빅4 줄줄이 이사”. 《중앙일보》 (서울). 2024년 3월 29일에 확인함.
- 김아사 (2019년 4월 13일). “對官 업무로 영역 넓히는 로펌들, 다시 '광화문 시대'”. 《조선일보》 (서울). 2024년 4월 16일에 확인함.
- 김연숙 (2013년 12월 15일). “수배자들의 '마지막 은신처' 명동성당·조계사”. 《연합뉴스》 (서울). 2024년 6월 11일에 확인함.
- 김용래 (2005년 10월 20일). “<새용산박물관 특집> ① 국립중앙박물관 100년사”. 《연합뉴스》 (서울). 2024년 6월 5일에 확인함.
- 김주완 (2017년 8월 16일). “신흥 법조타운 된 종로·중구… 기업이 바꾼 '서울 변호사 지도'”. 《한국경제》 (서울). 2024년 4월 25일에 확인함.
- 김지영 (2023년 12월 12일). “'한국관광의 랜드마크'… 하이커 방문객 100만명 돌파”. 《서울경제》 (서울). 2024년 5월 29일에 확인함.
- 김지현; 기성훈 (2023년 2월 8일). “"강남보다 살기 좋은 동네"… 서초·종로가 앞지른 비결은”. 《머니투데이》 (서울). 2024년 4월 27일에 확인함.
- 김천 (2019년 2월 11일). “충무로 인쇄골목 - 영화의 대명사에서 소규모 출판의 메카로”. 《주간경향》. 1313호 (서울: 경향신문사). 2024년 4월 26일에 확인함.
- 김천 (2019년 9월 30일). “종로 귀금속골목-한 평짜리 보석매장도 임대료는 '금값'”. 《주간경향》. 1345호 (서울: 경향신문사). 2024년 4월 26일에 확인함.
- 김천 (2022년 6월 13일). “오장동 골목길-평화가 없던 시대, 그 흔적이 남아 있는 곳”. 《주간경향》. 1481호 (서울: 경향신문사). 2024년 5월 20일에 확인함.
- 김태식 (2013년 5월 1일). “'한국 불교의 중심' 조계사 대웅전 역사를 본다”. 《연합뉴스》 (서울). 2024년 6월 11일에 확인함.
- 김향미 (2015년 9월 29일). “청계천 복원 10년…2억명 찾아 '서울의 랜드마크'로”. 《경향신문》 (서울). 2024년 6월 1일에 확인함.
- 김화성 (2009년 9월 21일). “<아하, 이맛!> 무교동 낙지”. 《동아일보》 (서울). 2024년 5월 20일에 확인함.
- 노주석 (2013년 8월 30일). “[노주석 선임기자의 서울택리지] (10) 도심재개발”. 《서울신문》 (서울). 2024년 4월 21일에 확인함.
- 노주석 (2013년 9월 13일). “[노주석 선임기자의 서울택리지] (12) 종로(상)”. 《서울신문》 (서울). 2024년 4월 26일에 확인함.
- 소종섭 (2005년 4월 29일). “사라질 뻔한 덕수궁”. 《서울신문》 (서울). 2024년 6월 6일에 확인함.
- 문성현 (2005년 6월 12일). “유통라이벌 명동서 '명품대전'”. 《경향신문》 (서울). 2024년 5월 20일에 확인함.
- 민경진 (2023년 2월 22일). “"금도 명품으로 사야죠"… 한때 세계 최대 규모였는데 '직격탄'”. 《한국경제》 (서울). 2024년 4월 26일에 확인함.
- 박기현 (2023년 10월 23일). “평일 평균 시속 17.5km… 서울 시내 교통체증 가장 극심한 도로는?”. 《뉴스1》 (서울). 2024년 4월 18일에 확인함.
- 박미향 (2012년 1월 9일). “연탄불에 보글보글 끓던 빨간 국물”. 《한겨레》 (서울). 2024년 5월 20일에 확인함.
- 박민주 (2024년 1월 2일). “공연 티켓판매 연 1조라는데 … 대학로는 더 춥다”. 《서울경제》 (서울). 2024년 6월 6일에 확인함.
- 박수연 (2024년 4월 24일). “'원조 법조타운', 서울시립미술관 자리에 있었다”. 《법률신문》 (서울). 2024년 6월 1일에 확인함.
- 박영석 (2011년 5월 25일). “대사관 54개 밀집… '외교 일번지'”. 《조선일보》 (서울). 2024년 4월 20일에 확인함.
- 박재홍 (2018년 3월 30일). “[커버스토리] 좌·우 '영토 전쟁터' 된 그곳… 광장”. 《서울신문》 (서울). 2024년 6월 11일에 확인함.
- 박종서 (2022년 12월 23일). “'서울관광플라자' 개관 1년 반… 서울관광의 구심점으로 떴다”. 《한국경제》 (서울). 2024년 5월 29일에 확인함.
- 박주희 (2014년 9월 26일). “군사정권에 맞선 민주화 성지… 오늘도 약자 편에 서 있나요”. 《한국일보》 (서울). 2024년 6월 11일에 확인함.
- 박찬일 (2022년 2월). “서울의 역사가 담긴 닭한마리 냄비”. 《서울사랑》. 233호 (서울: 서울특별시청). ISSN 2466-1880. 2024년 6월 12일에 확인함.
- 박현준 (2009년 12월 22일). “[충무로시대] 충무로 인쇄골목의 역사”. 《아시아경제》 (서울). 2024년 4월 26일에 확인함.
- 박현진 (2004년 1월 24일). “1920년대 경성시가도 발견”. 《KBS 뉴스 9》 (서울). 2024년 4월 15일에 확인함.
- 박훈 (2022년 9월 29일). “[역사와 현실] 한·일 비교의 묘미”. 《경향신문》 (서울). 2024년 6월 15일에 확인함.
- 박희진 (2014년 3월 21일). “외국계 증권사, 여의도보다 광화문 좋아하는 이유”. 《한국경제》 (서울). 2024년 4월 15일에 확인함.
- 백승종 (2015년 11월 22일). “[평전, 사람으로 세상읽기] 아버지 정약용, 유배지에서도 최고의 멘토”. 《한국일보》 (서울). 2024년 4월 22일에 확인함.
- 백종현 (2023년 11월 29일). “미국인은 익선동, 일본인은 동묘… 외국인이 사랑한 서울 명소는?”. 《중앙일보》 (서울). 2024년 4월 21일에 확인함.
- 봉화식 (1995년 6월 14일). “<그때그곳지금은> 서울의 중심점 표지석”. 《중앙일보》 (서울). 2024년 6월 20일에 확인함.
- 서정민 (2021년 7월 4일). “안녕, 서울극장… 추억을 남기고 떠나는 '종로3가 극장들'”. 《한겨레》 (서울). 2024년 5월 20일에 확인함.
- 선한결 (2018년 5월 30일). “서울 단독주택 절반 30년 넘었다”. 《한국경제》 (서울). 2024년 4월 21일에 확인함.
- 성수영 (2023년 8월 30일). “한국미술 1번지 종로삼청동… 블록버스터급 '미술 여행'”. 《한국경제》 (서울). 2024년 4월 20일에 확인함.
- 손성진 (2024년 2월 15일). “'3대 백화점' 미도파”. 《파이낸셜뉴스》 (서울). 2024년 5월 20일에 확인함.
- 손영옥 (2016년 11월 30일). “[손영옥의 미술쇼핑] 9. 삼청로 화랑가 1번지 둘러보다 '머쓱'”. 《국민일보》 (서울). 2024년 4월 20일에 확인함.
- 송주희 (2022년 10월 13일). “롯데·신세계 경쟁에… 겨울 명동 더 화려해진다”. 《서울경제》 (서울). 2024년 5월 20일에 확인함.
- 송혜진; 김승현; 최낙원; 강우석 (2024년 2월 14일). “'외국인 핫플' 된 120세 광장시장, 종로 상권까지 살렸다”. 《조선일보》 (서울). 2024년 4월 20일에 확인함.
- 신상윤 (2014년 2월 28일). “재수학원 변천사… 대성ㆍ종로 양강 체제속 '강남시대' 맞아 신흥강호 도래”. 《헤럴드경제》 (서울). 2024년 4월 26일에 확인함.
- 심새롬 (2024년 2월 12일). “여야가 살려낸 정치 1번지, 3자구도 가나… 도심 민심은 이렇다”. 《중앙일보》 (서울). 2024년 4월 15일에 확인함.
- 안대규 (2019년 2월 27일). “세종, 36년 만에 컴백 … '로펌 빅4' 광화문 시대 여나”. 《한국경제》 (서울). 2024년 4월 16일에 확인함.
- 안병선 (1984년 6월 16일). “서울 중구 인현동일대에 국내 최대의 인쇄촌”. 《매일경제》 (서울). 2024년 4월 26일에 확인함.
- 안효주 (2020년 1월 19일). “디자인부터 생산·판매까지… 반경 10㎞가 '메이드 인 동대문' 단지”. 《한국경제》 (서울). 2024년 5월 1일에 확인함.
- 양경미 (2017년 11월 3일). “<명작의 공간> 인연을 연인으로 만들어준 극장앞 광장… 낭만에 접속하다”. 《문화일보》 (서울). 2024년 5월 20일에 확인함.
- 염복규 (2024년 4월 18일). “[염복규의 경성, 서울의 기원] 을지로-태평로 닦기 위한 토지매수, 日지주들만 호가 높이며 거부”. 《동아일보》 (서울). 2024년 6월 11일에 확인함.
- 오세진 (2021년 4월 30일). “장충동 족발 맛의 원조… '뚱뚱이 할머니' 전숙열씨 별세”. 《서울신문》 (서울). 2024년 5월 20일에 확인함.
- 오정인 (2023년 3월 22일). “지난해 외국인 관광객 카드이용 4배 급증”. 《SBS Biz》 (서울). 2024년 4월 9일에 확인함.
- 유영호 (2023년 2월 9일). “[서울을 변화시킨 10대 사건 ② 1968년 밤섬 폭파와 여의도 개발] '줘도 안 가질' 땅이던 여의도, 밤섬 폭파 뒤 땅값이 치솟았다”. 《한겨레》 (서울). 2024년 6월 17일에 확인함.
- 윤종석 (2010년 2월 4일). “피맛골 선술집 '청일집' 박물관으로”. 《연합뉴스》 (서울). 2024년 5월 20일에 확인함.
- 윤태곤 (2020년 2월 12일). “종로는 왜 정치1번지인가”. 《한국일보》 (서울). 2024년 4월 15일에 확인함.
- 음성원 (2014년 9월 28일). “서울 도심학교들 학생 찾아 이전”. 《한겨레》 (서울). 2024년 4월 21일에 확인함.
- 이근영 (2020년 10월 29일). “'건물 자체가 문화재'인 기상박물관 개관… 최고 측우기도 전시”. 《한겨레》 (서울). 2024년 4월 21일에 확인함.
- 이다일 (2010년 1월 8일). “서울문화 대표하는 예술의 거리, 동숭동 대학로”. 《경향신문》 (서울). 2024년 6월 6일에 확인함.
- 이대희 (2015년 11월 17일). “'수배자 도피처'… 과거 명동성당서 2000년대엔 조계사”. 《연합뉴스》 (서울). 2024년 6월 11일에 확인함.
- 이상은 (2024년 4월 4일). “동대문에 불시착한 우주선 DDP… 샤넬·구찌도 줄서는 명품 런웨이 됐다”. 《한국경제》 (서울). 2024년 6월 11일에 확인함.
- 이성원 (2001년 12월 28일). “[도심속으로] 봉익동 보석거리”. 《한국일보》 (서울). 2024년 4월 26일에 확인함.
- 이세흠 (2023년 10월 24일). “공사 도중 드러난 90년 전 '이곳'… 전시공간으로 재탄생”. 《KBS 뉴스》 (서울). 2024년 4월 21일에 확인함.
- 이수빈 (2017년 10월 29일). “1960년대 버려진 미군 옷 팔던 평화시장… 관광객 몰리는 글로벌 패션타운으로 '우뚝'”. 《한국경제》 (서울). 2024년 5월 1일에 확인함.
- 이원갑 (2016년 6월 12일). “대기업 간판 남은 28대 그룹사, 보금자리 어디?”. 《아이뉴스24》 (서울). 2024년 4월 25일에 확인함.
- 이정선 (2008년 8월 21일). “<代를 잇는 家嶪> (25) 낙원떡집 ‥ 이승만 대통령부터 청와대 '60년 단골'”. 《한국경제》 (서울). 2024년 5월 20일에 확인함.
- 이제선 (2022년 11월 21일). “서울도심기본계획을 재수립한다는데, 도심(downtown)이 뭐지?”. 《이투데이》 (서울). 2024년 4월 9일에 확인함.
- 이지훈 (2020년 8월 13일). “"문세권 사세요?" 도심에 몰린 미술-박물관… 종로 54곳, 용산 12곳, 강남 11곳”. 《동아일보》 (서울). 2024년 6월 5일에 확인함.
- 이진원 (2009년 1월 12일). “'도심'은 하나뿐”. 《부산일보》 (부산). 2024년 4월 9일에 확인함.
- 이태수 (2017년 3월 27일). “"'상언'에서 '촛불'까지… 수백 년 광장문화는 한국의 정치전통"”. 《연합뉴스》 (서울). 2024년 6월 17일에 확인함.
- 이태수 (2018년 4월 12일). “외국인 관광객, 서울서 많이 찾은 곳은 명동·N서울타워”. 《연합뉴스》 (서울). 2024년 4월 20일에 확인함.
- 이태호 (2018년 9월 28일). “"정보 얻기 힘든 외딴 섬" … 1970년대 증권사는 왜 여의도 이전을 꺼렸나”. 《한국경제》 (서울). 2024년 4월 15일에 확인함.
- 이호 (2024년 2월 6일). “서울 종로구 직장인 월급… 평균 426만원 '전국 1위'”. 《동아일보》 (서울). 2024년 4월 15일에 확인함.
- 이희수 (2023년 7월 22일). “"매일 2시간씩 지하철에 시달리기 싫어"… 가까울수록 집값 비싼 이유가 있네”. 《매일경제》 (서울). 2024년 4월 15일에 확인함.
- 장박원 (2002년 8월 27일). “미도파, 80년만에 간판내리고 롯데로”. 《매일경제》 (서울). 2024년 5월 20일에 확인함.
- 장우성 (2007년 8월 16일). “프레스센터, 태평로 25번지의 小史”. 《한국기자협회보》 (서울). 2024년 4월 16일에 확인함.
- 장은교 (2021년 10월 5일). “반독재 보도 '폐간·통폐합', 친여기관지 '오명' 딛고… 사상 첫 사원주주 신문사, 한국 언론 '새 역사'”. 《경향신문》 (서울). 2024년 7월 3일에 확인함.
- 장지영 (2021년 4월 9일). “개관 40주년 맞은 '대학로 상징' 아르코 예술극장”. 《국민일보》 (서울). 2024년 6월 6일에 확인함.
- 전용호 (2003년 3월 17일). “서울 IT산업 중심축 "강북에서 강남으로"”. 《서울경제》 (서울). 2024년 4월 25일에 확인함.
- 정광재 (2001년 5월 4일). “[청진옥, 청일옥] 형제가 청진동 해장국골목 장악”. 《매일경제》 (서울). 2024년 5월 20일에 확인함.
- 정연석 (2017년 9월 17일). “'백화점 왕' 박흥식의 마지막 백화점”. 《중앙선데이》 (서울). 2024년 5월 20일에 확인함.
- 정치영 (2023년 2월 24일). “[반세기, 기록의 기억] 최초의 근대공원으로 3·1운동 점화…봄을 기다리는 '어르신 성지'”. 《경향신문》 (서울). 2024년 6월 16일에 확인함.
- 조동진 (2017년 1월 13일). “흔들리는 여의도 vs 서울 구도심의 부활”. 《주간조선》. 2441호 (서울). 2024년 4월 15일에 확인함.
- 조명래 (2009년 10월 16일). “[돌아온 산, 남산] 식민지배층의 특권적 공간 '남촌'”. 《한겨레21》. 781호 (서울: 한겨레신문사). 2024년 6월 15일에 확인함.
- 조현 (2015년 5월 14일). “"서울 도심 첫 교회 전통 '회개와 반성'으로 함께 잇자"”. 《한겨레》 (서울). 2024년 6월 11일에 확인함.
- 진달래 (2022년 4월 26일). “46년 역사 이어갈 '국립정동극장 세실' 7월 재개관”. 《한국일보》 (서울). 2024년 6월 6일에 확인함.
- 최상현 (2022년 4월 25일). “[건축의 맛]⑥ 30년 만에 재탄생한 ‘빛의 건축물’... 장교동 한화빌딩의 45개월 리모델링”. 《조선비즈》 (서울). 2024년 4월 27일에 확인함.
- 최서윤 (2023년 5월 2일). “서울 오피스 평균 임대료 전년비 약 10% 상승… 종로 가장 비싸”. 《뉴스1》 (서울). 2024년 4월 15일에 확인함.
- 최승영; 강아영 (2020년 9월 29일). “서울 중구·종로구는 왜 언론사 '메카'가 됐나”. 《한국기자협회보》 (서울). 2024년 4월 16일에 확인함.
- 최영창 (2009년 9월 26일). “대한제국 제실박물관서 국립중앙박물관까지 100년”. 《문화일보》 (서울). 2024년 6월 5일에 확인함.
- 최윤필 (2016년 3월 10일). “[기억할 오늘] 첫 만민공동회 열리다”. 《한국일보》 (서울). 2024년 6월 16일에 확인함.
- 한재훈; 윤병순 (2024년 1월 4일). “"1km 가는데 1시간"… 서울 도심 일대 버스 대란”. 《MBC 뉴스데스크》 (서울). 2024년 4월 18일에 확인함.
- 한주형 (2023년 5월 24일). “[사-연] 청춘남녀가 북적이는 거리… 낭만 가득찬 길, 걷기만 해도 젊어지네”. 《매일경제》 (서울). 2024년 4월 26일에 확인함.
- 한주형 (2023년 10월 25일). “[사-연] "사대문 명문고, 벌판으로 옮겨라"… 박정희 결단에 시위까지 했다는데”. 《매일경제》 (서울). 2024년 5월 2일에 확인함.
- 한주형 (2024년 2월 14일). “[사-연] 일본이 '서울 지하철' 노선을 설계했다고?… 최초의 모습 어땠길래”. 《매일경제》 (서울). 2024년 6월 11일에 확인함.
- 한주형 (2024년 2월 21일). “[사-연] '지하철 1호선' 개통, 침울 그 자체…"자력으로 해냈다" 축제 분위기 아니였다는데”. 《매일경제》 (서울). 2024년 6월 11일에 확인함.
- 홍준기; 김효인 (2015년 10월 1일). “10년간 1억9000萬명 찾은 청계천… 생태 복원은 아직 미완성”. 《조선일보》 (서울). 2024년 4월 9일에 확인함.
- “[문화단신] 문화체육부, 폭파 막은 공로 인정”. 《한국경제》 (서울). 1996년 7월 15일. 2024년 6월 6일에 확인함.
- “가려운 곳 긁어주는 금융? 명동 가서 물어봐”. 《중앙일보》 (서울). 2009년 5월 3일. 2024년 4월 15일에 확인함.
- “<표> 100대 기업 본사 위치·설립연도”. 《연합뉴스》 (서울). 2014년 5월 12일. 2024년 4월 25일에 확인함.

### 법령
- 〈서울특별시 서울도심 정비 및 관리에 관한 조례〉. 《서울특별시조례 No. 9167 of 26 March 2024》. 서울특별시의회.

### 웹페이지
- “서울의 부문별 지역격차 (4) 교육”. 《서울인포그래픽스》. 서울연구원. 2018년 11월 12일. 2024년 5월 1일에 확인함.
- “문화재로 지정된 서울의 유산은 얼마나 될까?”. 《서울인포그래픽스》. 서울연구원. 2019년 10월 14일. 2024년 6월 5일에 확인함.
- “The Global 2000”. 《포브스》 (영어). 2023. 2024년 4월 26일에 확인함.

### 기타
- 서울특별시 균형발전본부 (2007). 《도심재창조 종합계획》. 서울: 서울특별시청. 2023년 12월 1일에 확인함.
- 서울특별시 도시계획과 (2000). 《서울 도심부 관리 기본계획 도집》. 서울: 서울특별시청. 2023년 12월 1일에 확인함.
- 서울특별시 도시계획과 (2023). 《2040 서울도시기본계획 본보고서》. 서울: 서울특별시청. ISBN 9791165998493. 2023년 12월 1일에 확인함.
- 서울특별시 도심재창조과 (2023). 《서울도심 기본계획 (제1권 본보고서)》. 서울: 서울특별시청. ISBN 9791165998721.
- 서울특별시 역사도심재생과 (2015). 《역사도심 기본계획 (제1권 본보고서)》. 서울: 서울특별시청. ISBN 9791156214991.
- 서울특별시 청계천복원추진본부; 서울시정개발연구원 (2004). 《서울 도심부 발전계획 :청계천 복원에 따른 도심부 발전계획》. 서울: 서울특별시청. 2023년 12월 1일에 확인함.
- “한국기후표 (1991~2020)”. 《한국기후표》 (서울: 기상청). 2022. eISSN 2799-8258. 2024년 4월 21일에 확인함.